# Chibinen
Die Chibinen (russisch Хибины, Chibiny) sind ein Gebirge nördlich des Polarkreises in der Oblast Murmansk auf der Halbinsel Kola in Russland. Sie besitzen bei annähernd kreisförmiger Kontur einen Durchmesser von etwa 45 km und sind das einzige echte Gebirge im europäischen Teil dieses Landes. Die Chibinen entstanden vor rund 362 Millionen Jahren im archaischen Grundgebirge der Halbinsel. Bei ihnen handelt es sich um das größte Nephelinsyenit-Massiv der Erde und die weltweit zweitgrößte Alkaligesteins-Intrusion, die zudem eine außergewöhnliche Vielfalt an Mineralen aufweist. Die höchste Erhebung des Gebirges ist der Judytschwumtschorr mit 1201 m Seehöhe. Auf Grund der nördlichen geographischen Lage liegt die Baumgrenze schon bei 400 m, in höheren Lagen folgt die Tundra und schließlich eine polare Steinwüste, die man als Frostschuttwüste bezeichnet.
Am Südrand der Chibinen befinden sich die Bergbaustädte Kirowsk und Apatity, wo hauptsächlich Apatit für die Düngemittelproduktion abgebaut wird. Die an den Hängen der Chibinen bei Kirowsk liegenden alpinen Skigebiete sind die größten im Nordwesten Russlands.

## Name
Der russische Name der Chibinen lautet Chibiny (Хибины) bzw. Chibinskie tundry (Хибинские тундры, wörtl. etwa „Chibinen-Tundren“) oder Chibinskie gory (Хибинские горы „Chibinische Berge“). Chibiny ist ein von russisch chiben (хибень „kleine Anhöhe“) abgeleitetes Mehrzahlwort. Es handelt sich also um mehrere Tundren, wobei das Wort hier nicht im geobotanischen Sinn verwendet wird, sondern wie in Nordrussland üblich dem norwegischen Fjell (oder finnischen tunturi) entspricht. Der finnische Name der Chibinen lautet dementsprechend auch Hiipinätunturit („Chibin-Tundren“).
Wladimir Dal hält das russische Substantiv chiben für ein ursprünglich „finnisches“ Wort (was in der Terminologie des Dal-Wörterbuchs auch „Ostseefinnisch“ oder sogar „Finnougrisch“ bedeuten kann), und diese Deutung wird auch in aktuellen nicht-wissenschaftlichen Quellen aus Russland übernommen. Max Vasmer glaubt dagegen, dass das Wort auf eine russische Wurzel zurückgeht.
Lange war das Gebirge auch unter dem aus dem Samischen stammenden Namen Umptek (Умптек) bekannt, Dieser Name ist sowohl in kildinsamischen als auch akkalasamischen Formen dokumentiert und wird manchmal in den Schreibungen Umbtekis oder Umptek wiedergegeben. Der Wortstamm findet sich auch in anderen Ortsnamen, wie dem See Umbosero und dem daraus abfließenden Fluss Umba. Das Wörterbuch des Kolta- und Kolalappischen gibt keine Etymologie für den Namen.

## Forschungsgeschichte

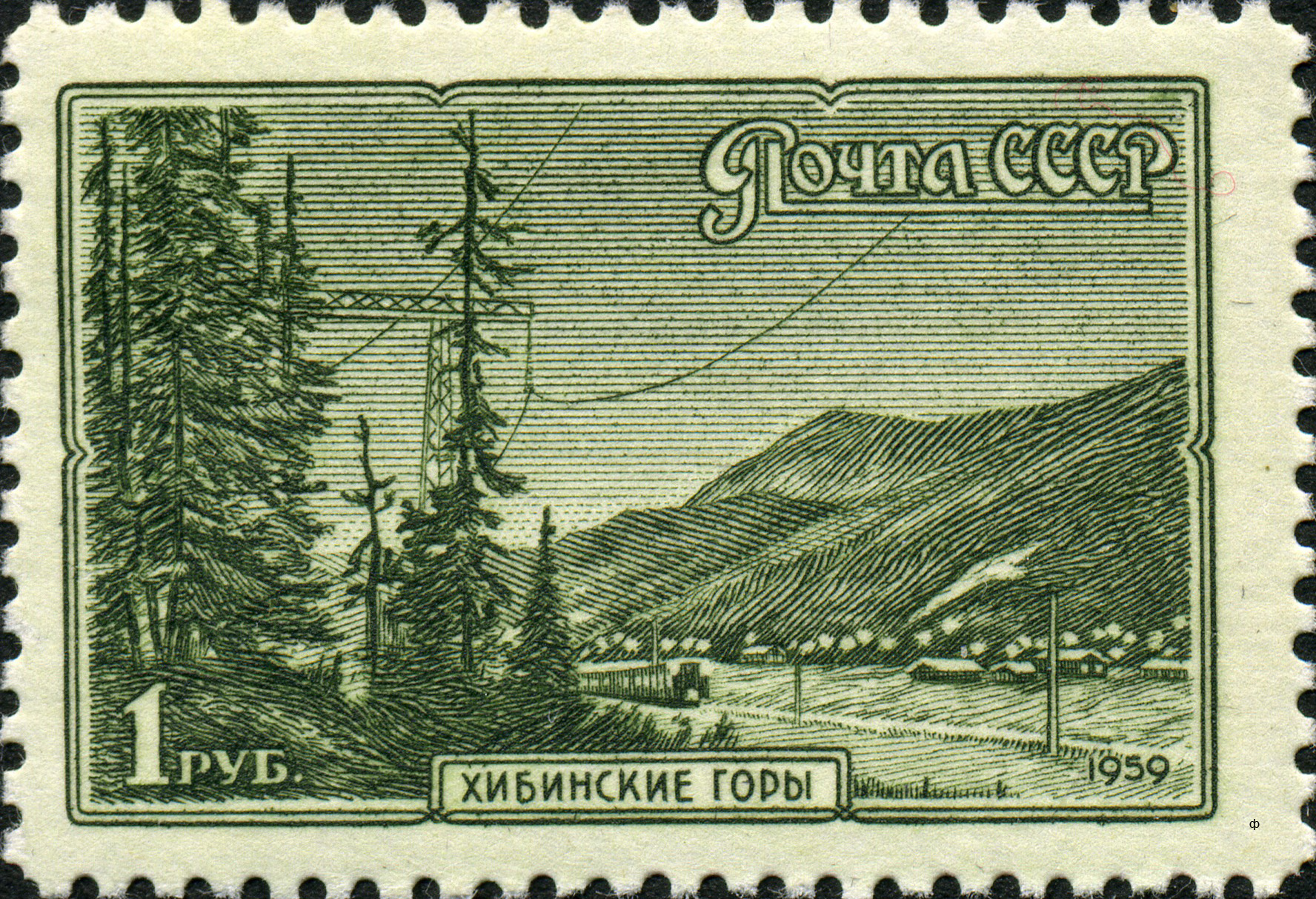
Blick auf die Chibinen – Postwertzeichen der Post der UdSSR aus dem Jahre 1959

„Das ganze Binnenland [der Kola-Halbinsel] aber wurde noch von keinem Naturforscher betreten. Sogar über die allgemeinen geographischen Verhältnisse, die im Inneren obwalten, hatte man daher nur sehr vage Vorstellungen, die hauptsächlich auf mündliche Angaben der Eingeborenen basirten. Und doch hat dieses Binnenland eine mächtige Ausdehnung, etwa 400 km in der Länge und 250 km in der Breite, und bildete sogar den grössten Fleck auf der Karte Europas, der in diesem Grade geographisch unbekannt war.“

Karelien, eine historische Landschaft in Nordosteuropa, ist vor allem in seinem südlichen Teil seit jeher bewohnt. Die nördlich davon gelegene, unwirtliche und dünn besiedelte Halbinsel Kola – und damit auch das Gebiet der Chibinen – lockte trotzdem für lange Zeit weder Siedler noch Forscher an. Die ersten Hinweise auf die Chibinen finden sich auf der 1745 erschienenen Karte Russisches Lappland der Kaiserlichen Akademie der Wissenschaften in St. Petersburg. Die Chibinen sind dort als unbenannte Berge südöstlich des Sees Imandra dargestellt.
Erste Expeditionen unternahm man in diese Gegend erst im Laufe des 19. Jahrhunderts. Der Kapitän des russischen Bergbauingenieur-Korps Nikolai Wassilewitsch Schirokschin stellte im Sommer 1834 fest, dass „Hornblende-Syenit“ an vielen Orten und besonders in der Nähe des Imandra-Sees in Lappland gefunden wurde, wo die sogenannte Chibinen-Tundra in der Höhe über allen Bergen in dem untersuchten Gebiet dominiert. Schiroschkin war der erste Naturforscher in den Chibinen und publizierte die ersten Daten zur Geologie, Petrologie und Geomorphologie des Gebirges. Der Zoologe Alexander Theodor von Middendorff besuchte 1840 zu Forschungszwecken Lappland und die Chibinen. Auf den Arbeiten dieser beiden Forscher beruht die Entdeckung der Chibinen. Nikolai V. Kudrjawzew war 1880 der erste Geologe, welcher die Chibinen bereiste und darüber berichtete. Der französische Geograph Charles Rabot hielt sich 1885 im Gebiet der Chibinen auf, berichtete darüber aber erst vier Jahre später.
Die im Frühjahr und Sommer 1888 durchgeführte große Kola-Expedition mit dem Entomologen R. Enwald und dem Zoologen Johan Axel Palmén, dem Botaniker Viktor Ferdinand Brotherus und dem Geobotaniker Alfred Oswald Kihlman (Kairamo), dem Geologen Wilhelm Ramsay, dem Geodäten und Kartographen Alfred Petrelius, dem Ökonomen D. Sjöstrand und G. Nyberg als Konservator, von denen die meisten schon früher Teile Lapplands bereist hatten, trug durch die anschließende Veröffentlichung in der Fennia erheblich zur Verbesserung der Kenntnisse des Inneren der Kola-Halbinsel bei. Ramsay untersuchte das Nephelinsyenit-Massiv der Lowosero-Tundra (russisch Ловозеро; kildinsamisch Луяввьр, früher auch Lujaururt) und publizierte über „Geologische Beobachtungen auf der Halbinsel Kola“. Drei der 1890 von Ramsay beschriebenen Phasen („Mineral, [das] mit keinem bisher bekannten übereinstimmt“) erwiesen sich später als die neuen Minerale Loparit, Lamprophyllit sowie Murmanit.
Insbesondere Ramsay wurde durch die gesammelten Eindrücke zu mehreren weiteren Forschungsreisen auf die Halbinsel Kola veranlasst. Zusammen mit dem Geologen Victor Axel Hackman und mit Petrelius bereiste er 1891 die Halbinsel Kola erneut und untersuchte im Juli 1891 geologischen Verhältnisse der „Tundra Umptek“ (der Chibinen). In diesem Zusammenhang entstand auch die von Alfred Petrelius gestaltete erste Karte der Chibinen im Maßstab 1:300 000. Eine dritte Reise zur Erkundung der bis dahin noch nicht untersuchten Bereiche der Chibinen führte Ramsay im Sommer 1894 durch und wurde dabei von dem Kartographen A. Edgren begleitet. Im Ergebnis aller Arbeiten entstand die „Karte über die Hochgebirge Umptek und Lujavr-Urt auf der Halbinsel Kola nach den Arbeiten der finnischen Expeditionen in den Jahren 1887–1892“ im Maßstab 1:200 000. Insgesamt arbeitete Ramsay 82 Tage in den beiden Alkaligesteinskomplexen Chibinen und Lowosero-Tundra.
Kurz nach dem Ausbruch des Ersten Weltkriegs im Dezember 1914 entschied der Ministerrat des Russischen Reiches angesichts der großen strategischen Bedeutung über den dringenden Bau einer Eisenbahnverbindung (russisch Железнодорожная линия Санкт-Петербург – Мурманск) zwischen Petrosawodsk und Romanow am Murman (russisch Романов-на-Мурмане, seit April 1917 Murmansk). Diese wurde unter dem Namen „Murmanbahn“ (russisch Кировская железная дорога) bekannt, wird heute von der Oktoberbahn betrieben und gilt in Teilen als die nördlichste Bahnstrecke Europas.
Die Vorarbeiten der finnischen Wissenschaftler veranlassten die Russische Akademie der Wissenschaften zu weiteren Unternehmungen. Die ersten systematischen mineralogisch-geochemischen Untersuchungen der Chibinen fanden unter der Leitung von Akademiemitglied Alexander Jewgenjewitsch Fersman statt. Zu seinem Team gehörten u. a. Elsa Maximilianowna Bonschtedt-Kupletskaja (russisch Эльза Максимилиановна Бонштедт-Куплетская), Irina Dmitriewna Borneman-Starynkewitsch (russisch Иринаы Дмитриевнаы Борнеман-Старынкевич), Pjotr Nikolajewitsch Tschirwinskij (russisch Пётр Николаевич Чирвинский), Michail Pawlowitsch Fiweg (russisch Михайл Павлович Фивег), Wasilij Iwanowitsch Gerasimowskij (russisch Василий Иванович Герасимовский), Nina Nikolajewna Gutkowa (russisch Нина Николаевна Гуткова), Ekaterina Jewtichijewna Kostyljowa-Labunzowa (russisch Екатерина Евтихиевна Костылёва-Лабунцова), Wladimir Iljitsch Kryshanowskij (russisch Владимир Ильич Крыжановский), Boris Michailowitsch Kupletskij (Борис Михайлович Куплетский), Aleksander Nikolaewitsch Labunzow (russisch Александр Николаевич Лабунцов) und Wladimir Iwanowitsch Vlodavets (russisch Владимир Иванович Влодавец). Im Verlauf dieser Expedition wurden 1920 seltene alkalische Minerale entdeckt. Der im südlichen Teil der Chibinen operierende, durch Aleksander Nikolaewitsch Labunzow und Boris Michailowitsch Kupletskij geleitete Expeditionsteil entdeckte im Sommer 1923 an den Hängen des Südlichen Raswumtschorr („Berg des grasigen Tales“) Bruchstücke feinkörnigen Apatits. Zwei Jahre später konnte Labunzow auf einer Fläche von über 10.000 m² Ausbisse von Apatit-Nephelin-Gesteinen lokalisieren. Fersman und Kupletskij entschlüsselten den geologischen Bau des Massivs und prognostizierten Flächen mit Vorkommen von Apatiterz, die sich später als die weltgrößten Apatitlagerstätten herausstellten.

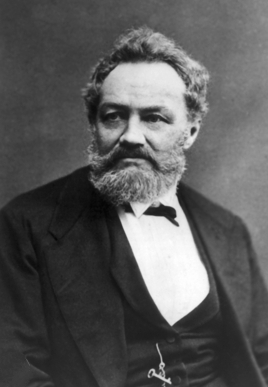
Alexander von Middendorff
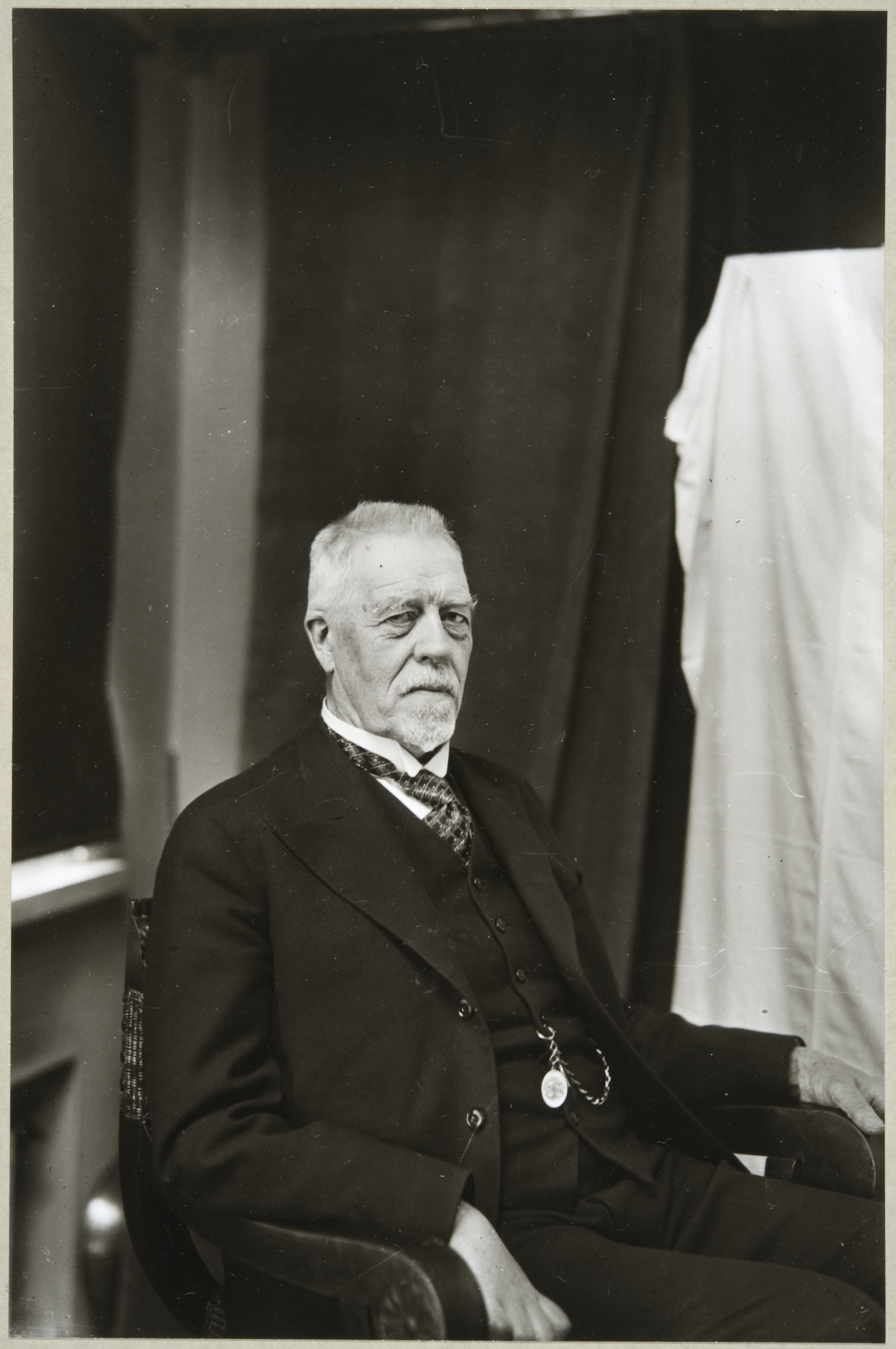
Alfred Oswald Kairamo (Kihlman)
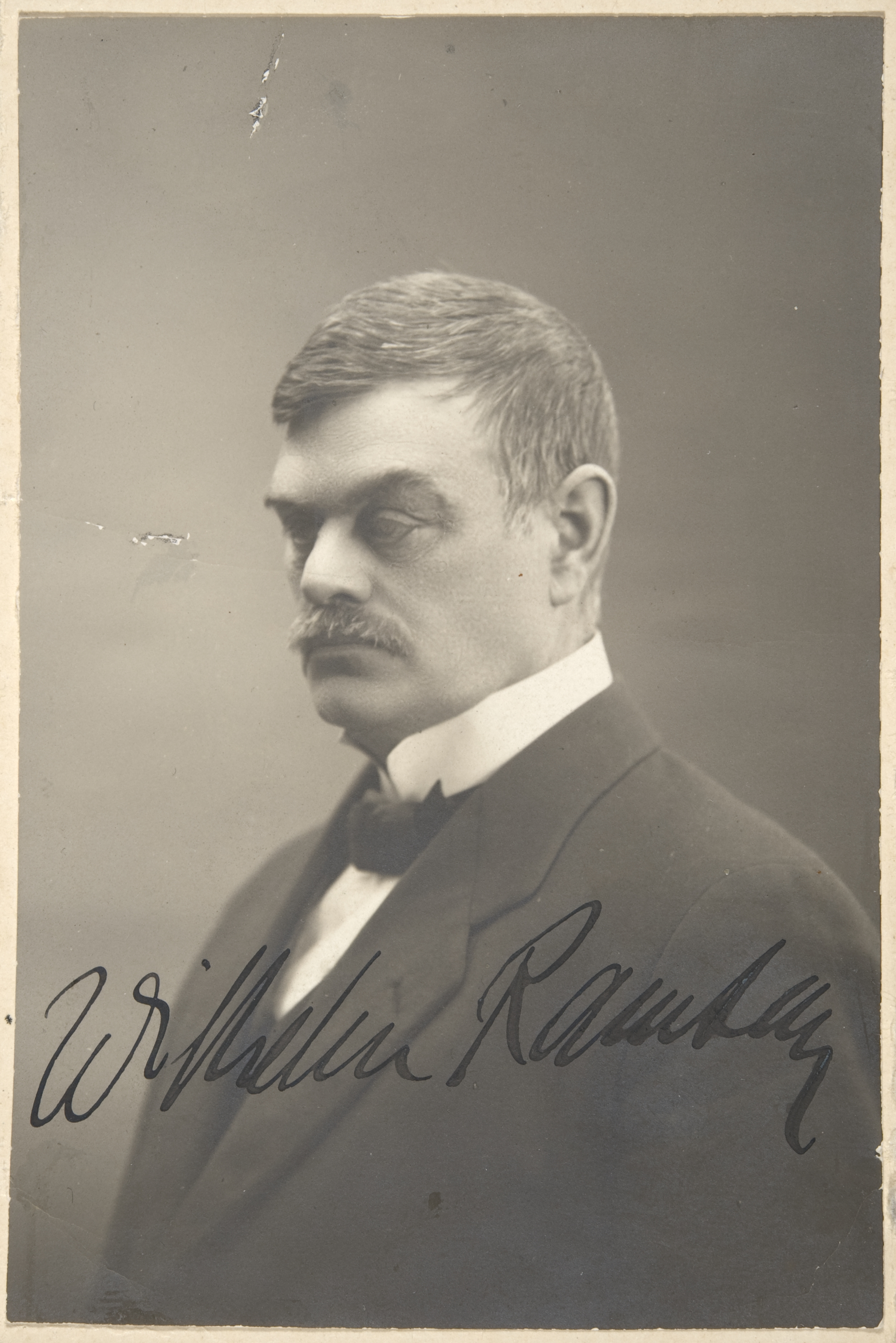
Wilhelm Ramsay
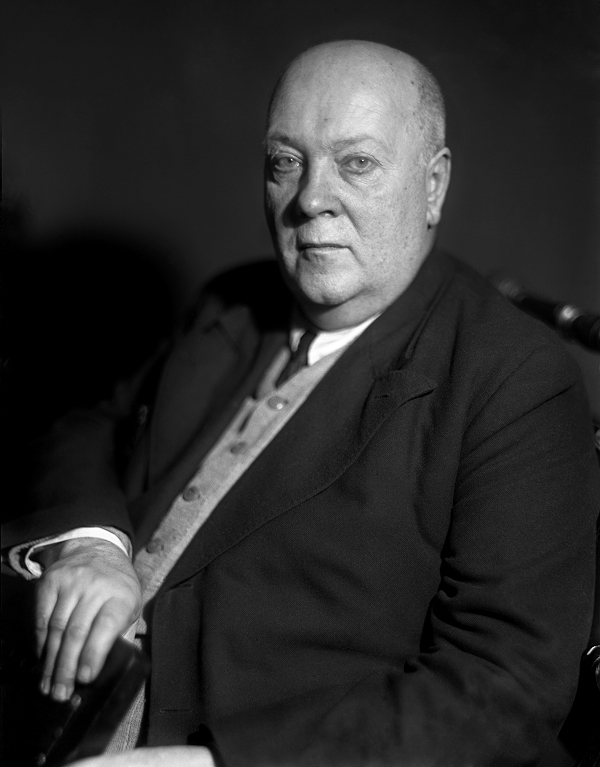
Alexander J. Fersman
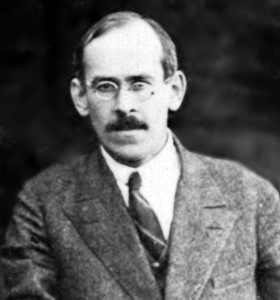
Boris Michailowitsch Kupletskij
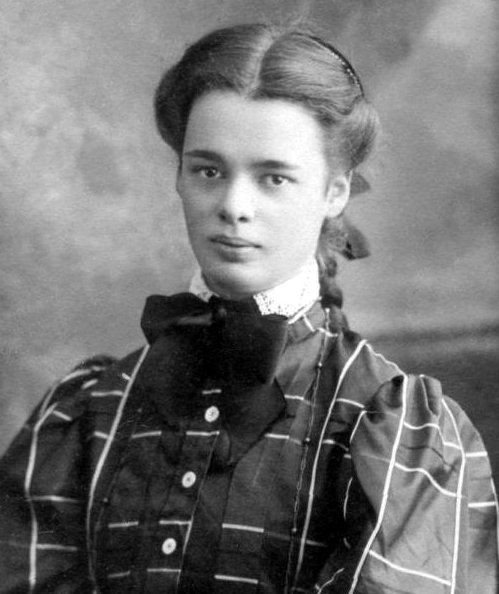
Irina Dmitrievna Borneman-Starynkevich
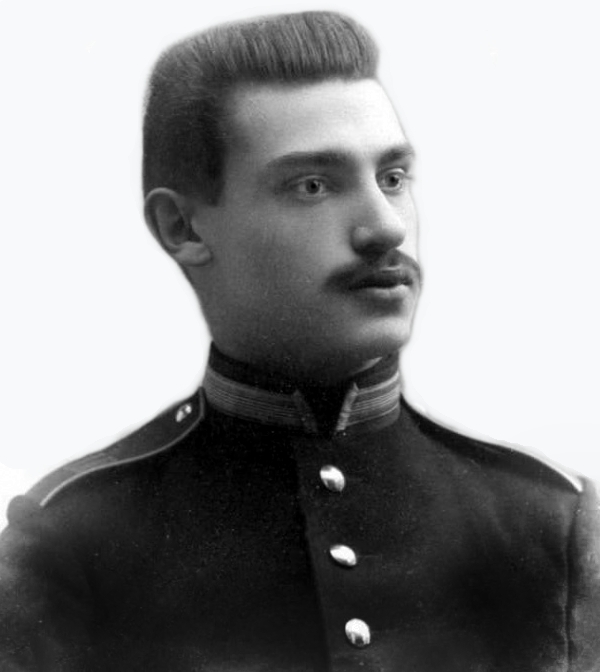
Aleksander N. Labunzow

Im Jahre 1930 wurde am Ufer des Sees Bolschoi Wudjawr (russisch Большой Вудъявр) mit dem Bau der ersten Apatit-Nephelin-Verarbeitungsanlage („ANOF-1“) begonnen. Im Jahre 1963 wurde „ANOF-2“, die größte derartige Verarbeitungsanlage in Europa, am Fuße des Wudjawrtschorr errichtet. Im östlichen Teil der Chibinen, am Ufer des Umbosero-Sees, wurde 2012 der Bergbau- und Verarbeitungskomplex „Oleni Rutschej“ (russisch Олений ручей) in Betrieb genommen. Als Reaktion auf die Pläne der „Nord-West Phosphor Company“ (russisch Северо-Западная Фосфорная компания), nach der Inbetriebnahme der Bergbau- und Verarbeitungsanlage „Oleni Rutschej“ mit der Entwicklung eines neuen Bergwerks am Ufer des Golzowoe-Sees im Zentrum der Chibinen zu beginnen, bildete sich eine Umweltbewegung, die sich dafür einsetzt, den Chibinen den Status eines Nationalparks zuzuweisen. Ein Teil der Chibinen darf sich seit 2018 tatsächlich Nationalpark (russisch Национальный парк Хибины) nennen.

## Geographie

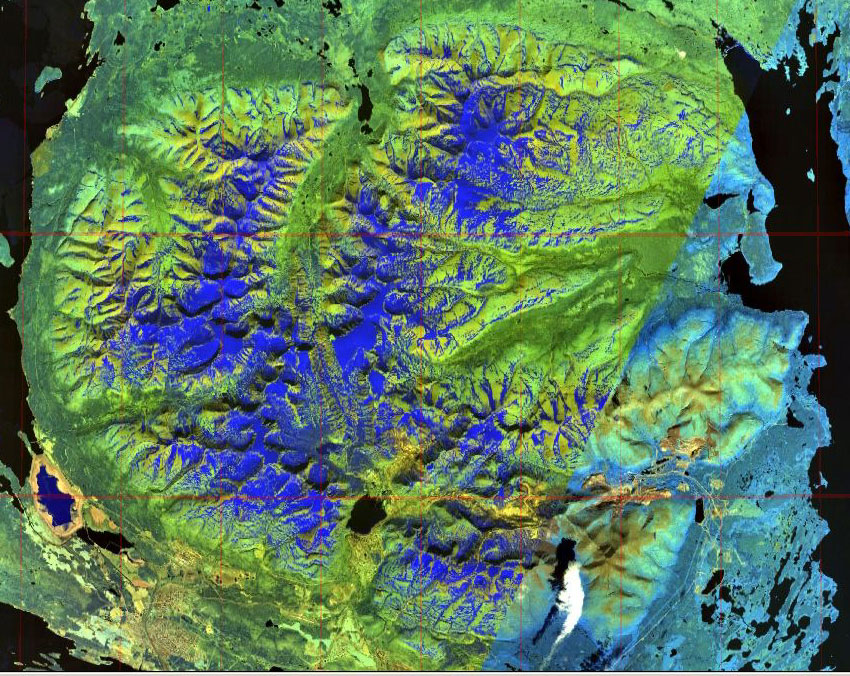
Das Massiv der Chibinen (NASA World Wind)

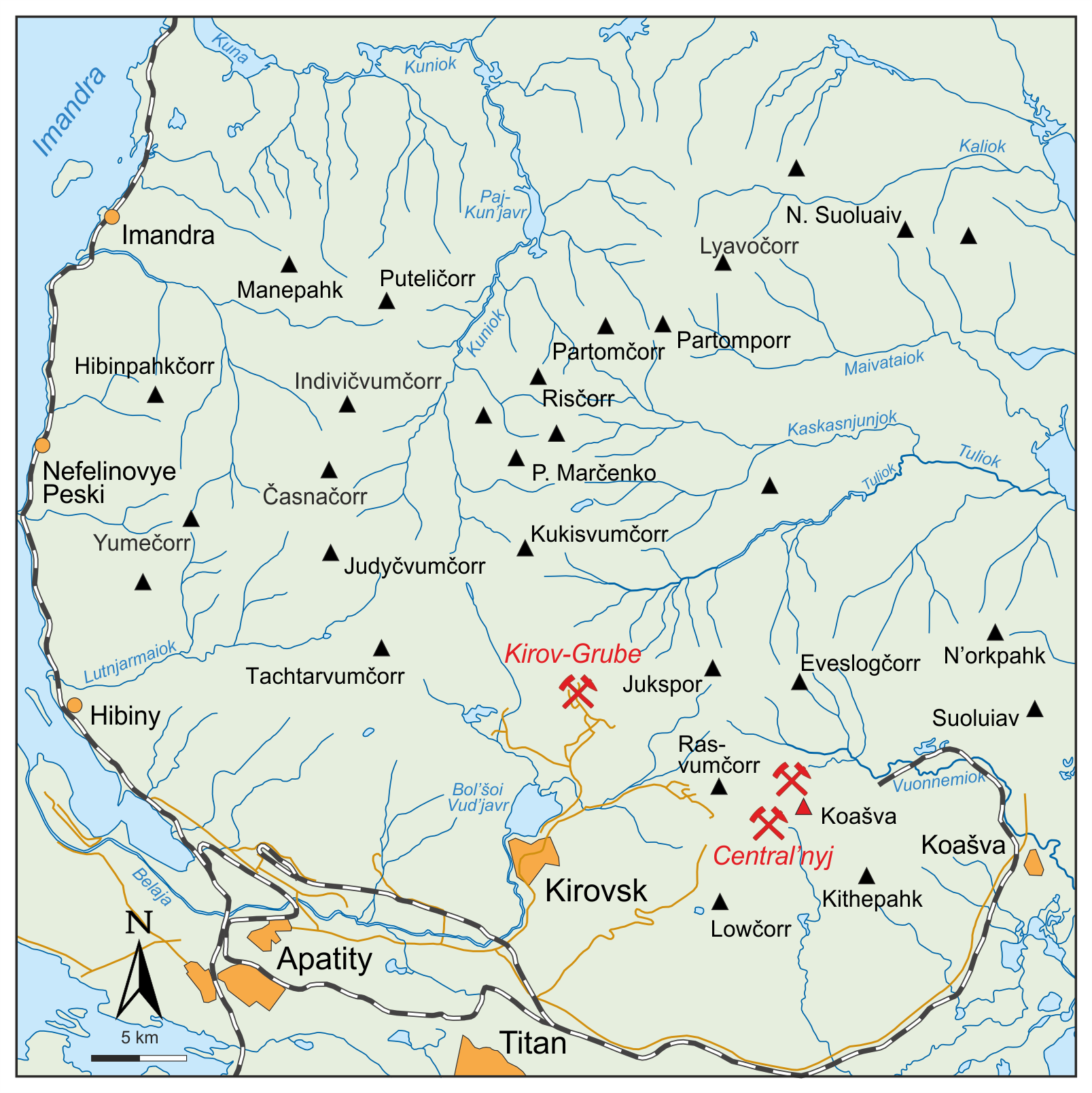
Geographische Übersichtskarte der Chibinen

„Die Chibinenberge sind etwas über 1000 m hoch. Sie liegen weit im Norden, jenseits des Polarkreises. Die Natur ist unwirtlich, es gibt wilde Schluchten und Steilwände von Hunderten von Metern Höhe. Hier ist das Reich der hellen Mitternachtssonne, die einige Monate hintereinander mit ihren schräg auffallenden Strahlen die Schneefelder der Hochplateaus beleuchtet. Hier erhellt in dunklen Herbstnächten das zauberhafte Nordlicht mit violettroten Schleiern die Polarlandschaft der Wälder, der Seen und der Berge. Hier erwartet aber auch den Mineralogen eine ganze Welt wissenschaftlicher Aufgaben, die Lockung ungelöster Rätsel ferner geologischer Vergangenheit der großen nördlichen Granitplatte.“

Aus orographischer und petrographischer Sicht weisen die Chibinen – wie auch die Lowosero-Tundren – die Form eines sich nach Osten öffnenden Hufeisens auf, welches aus zwei konzentrischen Gebirgsketten mit tief eingeschnitten, schneebedeckte Pässen besteht. Die beiden Gebirgstäler der nach Norden bzw. Süden abfließenden Flüsse Kunijok und Wudjawrjok teilen das Gebirge in einen westlichen und östlichen Teil, für die Wilhelm Ramsay die samischen Namen Schur-Umptek („Groß-Umptek“, im Osten) und Uts-Umptek („Klein-Umptek“, Westen) dokumentierte.

### Berge
Der Westen der Halbinsel Kola wird von den Gebirgsmassiven der Chibinen und der Lowosero-Tundra geprägt, wobei die Chibinen das größte und auch höchste Gebirge auf der Halbinsel bilden. Der Name Chibinen beschreibt neben „Berg“ und „Hügel“ auch „Plateau“. Und tatsächlich sind viele Gipfel plateauartig mit steilen Flanken und Hängen aufgebaut. Schon Ramsay machte darauf aufmerksam, dass die Chibinen aus der Ferne gesehen wie ein Hochplateau wirken, bei dem die beinahe horizontale obere Begrenzungsfläche durch eine deutliche Kante von den recht steilen Seiten getrennt wird. Während die meisten Berge zwischen dem See Imandra und der Bucht von Kandalakscha ein ähnliches Aussehen wie die Berge des bis 1115 m hohen Bergmassivs Tschunatundra (russisch Чунатундра) besitzen, weisen nur die Berge der Chibinen und der Lowosero-Tundra den Charakter von Plateaubergen auf. Im Gegensatz zur Lowosero-Tundra werden die Chibinen in einem wesentlich stärkeren Maß durch breite Täler und tiefe Schluchten in Einzelberge zerteilt, sodass der Eindruck entsteht, dass die Chibinen höher und ihre Gipfel und Felssporne steiler sind. Darüber hinaus sind in den Chibinen Bergbezeichnungen, die auf „-tschorr“ oder „-porr“ (vgl. dazu weiter unten) enden, häufiger als z. B. in der Lowosero-Tundra anzutreffen.
Der höchste Gipfel der Chibinen wie auch der gesamten Kola-Halbinsel und der gesamten europäischen Arktis Russlands ist der Judytschwumtschorr mit 1201 m Seehöhe. Die aus einer samischen Sprache stammende Bezeichnung bedeutet wörtlich der Berg des summenden Tals<! EN nötig – tatsächlich handelt es sich aber um eine verstümmelte Variante des Namens Jidytschwumtschorr, was sich mit Berg des Gebirgstals wiedergeben lässt -->. Von Süden und Südosten wird Judytschwumtschorr vom tiefen Tal des Flusses Malaja Belaja (russisch Ма́лая Бе́лая) und von Westen vom Tal des Fersman-Baches begrenzt.
In der Mitte der Chibinen befinden sich die Hochebenen Kukisvumtschorr und Tschasnatschorr. So gut wie alle Gipfel tragen Namen, die ihnen bereits von der samischen Urbevölkerung gegeben wurden. Das Substantiv tschorr (kildinsamisch tschaarr (ча̄рр)), Grundwort vieler Bergbezeichnungen, beschreibt einen Berg oder eine Massiv mit einem flachen, waldlosen Gipfel. Eine wenige andere Bergbezeichnungen haben das Bestimmungswort porr (kildinsamisch paarr (па̄рр)), was einen „Bergrücken mit scharfem Grat“ beschreibt, oder pachk (kildinsamisch pаachk (па̄һкь)), womit eine „Gebirgsspitze“, also ein eher kegelförmiger Berg, bezeichnet wird.
Es existieren auch vier kleine Gletscher mit einer Gesamtfläche von circa 0,1 km².

#### Legende zur nachfolgenden Tabelle
- Gipfel: Name des Gipfels, deutsche Transkription des russischen Namens
- Transliteration: wissenschaftliche Transliteration des russischen Namens
- Originalname: russischer oder russifizierter samischer Name des Gipfels in kyrillischer Schreibweise
- Höhe: Höhe des Berges in Metern über dem Meeresspiegel[28]
- Position: geographische Koordinaten des Gipfels[28]
- Anmerkung: Übersetzung des Namens aus Russisch oder Samisch
- Dominanz: Die Dominanz beschreibt den Radius des Gebietes, das der Berg überragt.[28]
- Schartenhöhe: Die Schartenhöhe ist die Höhendifferenz zwischen Gipfelhöhe und der höchstgelegenen Einschartung, bis zu der man mindestens absteigen muss, um einen höheren Gipfel zu erreichen.[28]
- Bild: Bild des Berges

| Gipfel                  | Transliteration     | Originalname       | Höhe [m] | Position                         | Anmerkung                                                                                   | Dominanz [km]            | Schartenhöhe [m] | Bild |
| ----------------------- | ------------------- | ------------------ | -------- | -------------------------------- | ------------------------------------------------------------------------------------------- | ------------------------ | ---------------- | ---- |
| Maly Mannepachk         |                     | Малый Маннепахк    | 854      |                                  |                                                                                             |                          |                  |      |
| Njorkpachk              |                     | Ньоркпахк          | 909      |                                  |                                                                                             |                          |                  |      |
| Judytschwumtschorr      | Judyčvumčorr        | Юдычвумчорр        | 1201     | 68° 8′ 39″ N, 33° 18′ 33″ O      | „Berg des summenden Tales“ (samisch)                                                        | 509                      | 1051             |      |
| Ljawotschorr            | Lyavočorr           | Лявочорр           | 1198     | 67° 50′ 3″ N, 33° 50′ 58,8″ O    | „Berg des Levy“ oder „Weitender Berg“ (samisch)                                             | 19,9 Judytschwumtschorr  | 722              |      |
| Tschasnatschorr         | Časnačorr           | Часначорр          | 1189     | 67° 45′ 26,8″ N, 33° 28′ 25″ O   | „Spechtberg“ (samisch)                                                                      | 3,6 Judytschwumtschorr   | 169              |      |
| Pik Fersman             | Pik Fersman         | Пик Ферсмана       | 1179     | 67° 44′ 17,9″ N, 33° 24′ 54,1″ O | „Fersmanberg“ (russisch), benannt nach Alexander Jewgenjewitsch Fersman                     | 2,0                      | 206              |      |
| Indiwitschwumtschorr    | Indivičvumčorr      | Индивичвумчорр     | 1178     | 67° 46′ 51″ N, 33° 29′ 25,7″ O   |                                                                                             | 2,6                      | 325              |      |
| Tachtarwumtschorr       | Tachtarvumčorr      | Тахтарвумчорр      | 1163     | 67° 41′ 30,1″ N, 33° 31′ 35,6″ O |                                                                                             | 3,7                      | 345              |      |
| Petrelius               | Petrelius           | Петрелиус          | 1152     | 67° 43′ 53,9″ N, 33° 32′ 11,4″ O | russisch, benannt nach dem Kartographen Alfred Petrelius                                    | 2,1                      | 275              |      |
| Kukiswumtschorr         | Kukisvumčorr        | Кукисвумчорр       | 1143     | 67° 43′ 42,5″ N, 33° 39′ 56,7″ O | „Bergmassiv nahe dem Langen Tal“ (samisch)                                                  | 5,5                      | 614              |      |
| Krestowaja              | Krestovaya          | Крестовая          | 1124     | 67° 44′ 24,1″ N, 33° 27′ 3″ O    | „Kreuzberg“ (russisch)                                                                      | 1,5 Pik Fersman          | 67               |      |
| Putelitschorr           | Puteličorr          | Путеличорр         | 1111     | 67° 49′ 9″ N, 33° 31′ 40,7″ O    | „Berg der Außerirdischen“ (samisch)                                                         | 4,5 Indiwitschwumtschorr | 112              |      |
| Kaskasnjuntschorr       | Kaskasnjunčorr      | Каскаснюнчорр      | 1001     | 67° 46′ 15,7″ N, 33° 41′ 31,6″ O |                                                                                             | 4,2                      | 203              |      |
| Jumetschorr             | Yumečorr            | Юмечорр            | 1097     | 67° 44′ 18,2″ N, 33° 20′ 23,9″ O | „Grat der Toten“ (samisch)                                                                  | 2,9                      | 114              |      |
| Partomtschorr           | Partomčorr          | Партомчорр         | 1090     | 67° 48′ 41,8″ N, 33° 47′ 49,9″ O | „Berg, wo die Rentiere weiden“ (samisch)                                                    | 1,0                      | 233              |      |
| Partomporr              | Partomporr          | Партомпорр         | 1183     | 67° 48′ 41,8″ N, 33° 47′ 49,9″ O | „Berg, wo die Rentiere weiden“ (samisch)                                                    | 1,0                      | 303              |      |
| Aikuaiwentschorr        | Aikuaivenčorr       | Айкуайвенчорр      | 1175     | 67° 36′ 29,1″ N, 33° 46′ 53,3″ O | „Bergkette mit einem uralten Kopf“ oder „Bergkette mit dem Kopf der Gottesmutter“ (samisch) | 14,2 Tachtarwumtschorr   | 429              |      |
| Wudjawrtschorr          | Vudyavrčorr         | Вудъяврчорр        | 1073     | 67° 38′ 43,9″ N, 33° 35′ 53″ O   | „Grat an einem See auf einem Hügel“ oder „Grat an einem Bergsee“ (samisch)                  | 6,0 Tachtarwumtschorr    | 172              |      |
| Wudjawrtschorr Malaja   | Vudyavrčorr Malaya  | Вудъяврчорр Малая  | 1168     | 67° 38′ 52,7″ N, 33° 35′ 35,8″ O |                                                                                             | 0,312                    | 8                |      |
| Juschni Kukiswumtschorr | Yuzhnii Kukisvumčor | Южный Кукисвумчорр | 1152     | 67° 42′ 27,3″ N, 33° 41′ 10,5″ O |                                                                                             | 2,5 Kukiswumtschorr      | 112              |      |
| Ristschorr              | Risčorr             | Рисчорр            | 1051     | 67° 47′ 36,2″ N, 33° 39′ 43″ O   |                                                                                             | 2,8 Kaskasnjutschorr     | 133              |      |
| Eweslogtschorr          | Eveslogčorr         | Евеслогчорр        | 1049     | 67° 40′ 45″ N, 33° 56′ 41,7″ O   | „sanfter Hangabschnitt, wo Lebensmittel von Jägern im Jagdgebiet gelagert werden“ (samisch) | 10,2                     | 384              |      |
| Kittschepachk           | Kitchepakhk         | Китчепахк          | 1130     | 67° 36′ 26,4″ N, 34° 0′ 39″ O    | „Wachsamer Berg“ (samisch)                                                                  | 6,2                      | 247              |      |
| Pik Martschenko         | Pik Marčenko        | Пик Марченко       | 1017     | 67° 45′ 39,3″ N, 33° 39′ 8,8″ O  |                                                                                             | 0,69                     | 53               |      |
| Juksporr                | Yuksporr            | Юкспорр            | 1010     | 67° 40′ 24,1″ N, 33° 48′ 41,5″ O | „Ein zu einem Bogen gebogener Berg“ (samisch)                                               | 5,7 Eweslogtschorr       | 155              |      |
| Saami Severnaja         | Saami Severnaya     | Саами Северная     | 1005     | 67° 41′ 20,8″ N, 33° 45′ 24,7″ O |                                                                                             | 2,9 Juksporr             | 249              |      |
| Kuelporr                | Kuelporr            | Куэльпорр          | 905      | 67° 46′ 38,7″ N, 33° 37′ 15,1″ O | „Fischrücken“ (samisch)                                                                     | 1,8                      | 233              |      |

### Pässe

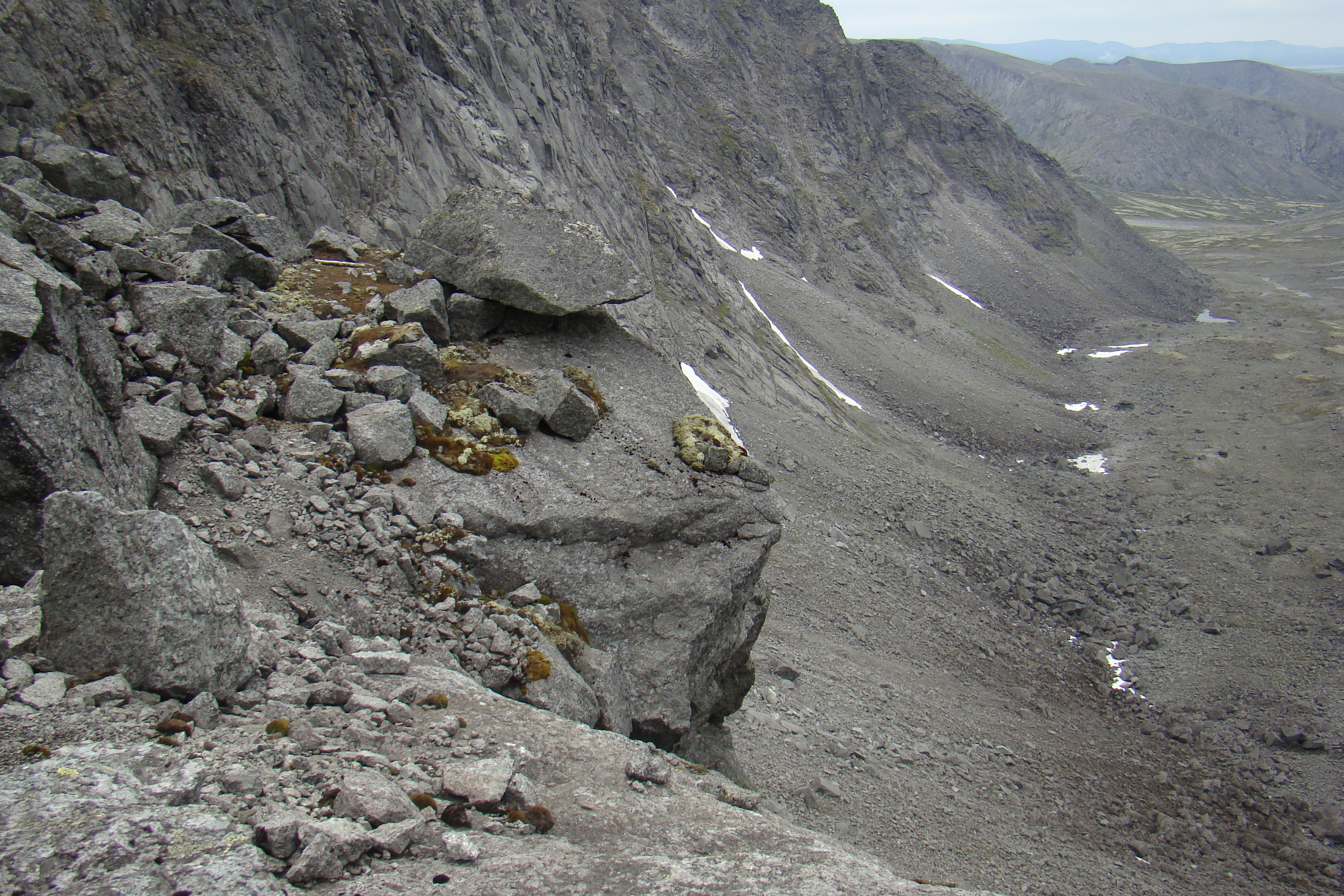
Fersman-Gebirgspass

Zur Durchquerung der Chibinen im Sommer oder Winter ist man auf die Gebirgspässe angewiesen. Zu den hinsichtlich der Kategorie an schwierigsten eingestuften Pässen zählen:
- Orlinoje gnesdo (russisch Орлиное гнездо „Adlerhorst“; 1090 m), der den Oberlauf des Petrelius-Baches vom Fersman-Bach, einem rechten Nebenfluss der Malaja Belaja, trennt
- Schel (russisch Щель „Spalte“; 650 m) am Übergang vom Tal des linken Nebenflusses des Flusses Wuonnemjok zum Tal des rechten Nebenflusses des Flusses Tuljok
- Besymjanny (russisch Безымянный „Namenloser“; 830 m) am Übergang vom Tal des Tuljok zum Tal des oberen linken Nebenflusses des Flusses Wudjawrjok
- Krestowy perewal (russisch Крестовый перевал „Kreuzpass“; 950 m) am Übergang des Tales des Petrelius-Bachs zum Bach Meridionalny (russisch Меридиональный)
- Sewerny Tschorrgor (russisch Северный Чорргор „Nördlicher Tschorrgorr“; 1015 m) am Übergang des Oberlaufs der Goltsowaja zum Mittellauf des Kunijok (im Winter mit erhöhter Lawinengefahr)
- Sapadny Arsenjew (russisch Западный Арсеньев „Westlicher Arsenjew“; 1010 m) und Fersman-Pass (974 m), beide am Übergang des Oberlaufs des Bachs Meridionalny zum Tal eines rechten Zuflusses der Malaja Belaja.

Der Fersman-Pass zwischen dem Fersman-Gipfel und dem Judytschwumtschorr-Plateau ist – wie der gleichnamige Gipfel und der von diesem der Malaja Belaja zufließende gleichnamige Bach – nach dem sowjetischen Geochemiker und Pionier der Chibinen Alexander Jewgenjewitsch Fersman benannt. Alle Gebirgspässe sind auf der Seite „Karten von Kola“ aufgelistet und auf der „Touristischen Karte der Chibinen“ 1:100.000 (russisch Туристсқая Карта Хибинские Тундры) eingezeichnet.

### Gewässer

#### Seen
Die Chibinen werden von zwei größeren Seen umrahmt. Westlich des Massivs befindet sich der 812 km² große See Imandra (russisch Имандра), östlich des Massivs der zwischen 313 und 422 km² große Umbosero (russisch Умбозеро), der die Chibinen von der Lowosero-Tundra im Osten trennt. Im Innern der Chibinen finden sich mehrere kleine Seen, darunter der Bolschoi Wudjawr und der Maly Wudjawr, der Sejtesjawr, der Golzowoe (russisch Гольцовоө, kildinsamisch Pai-Kunijavr), der Akademitscheskoe (russisch Академическое) und mehrere Seen an Gebirgspässen.

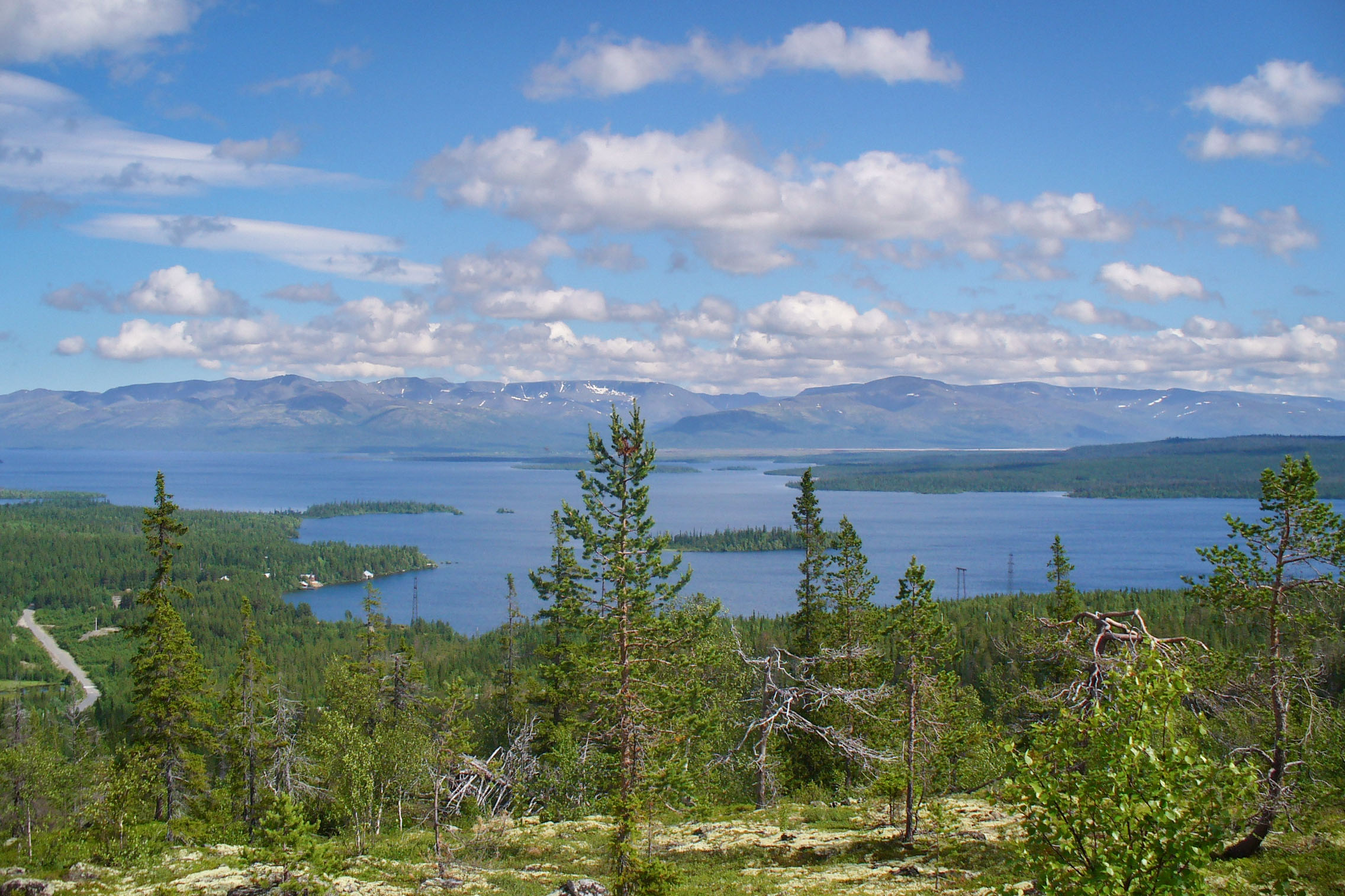
Imandra
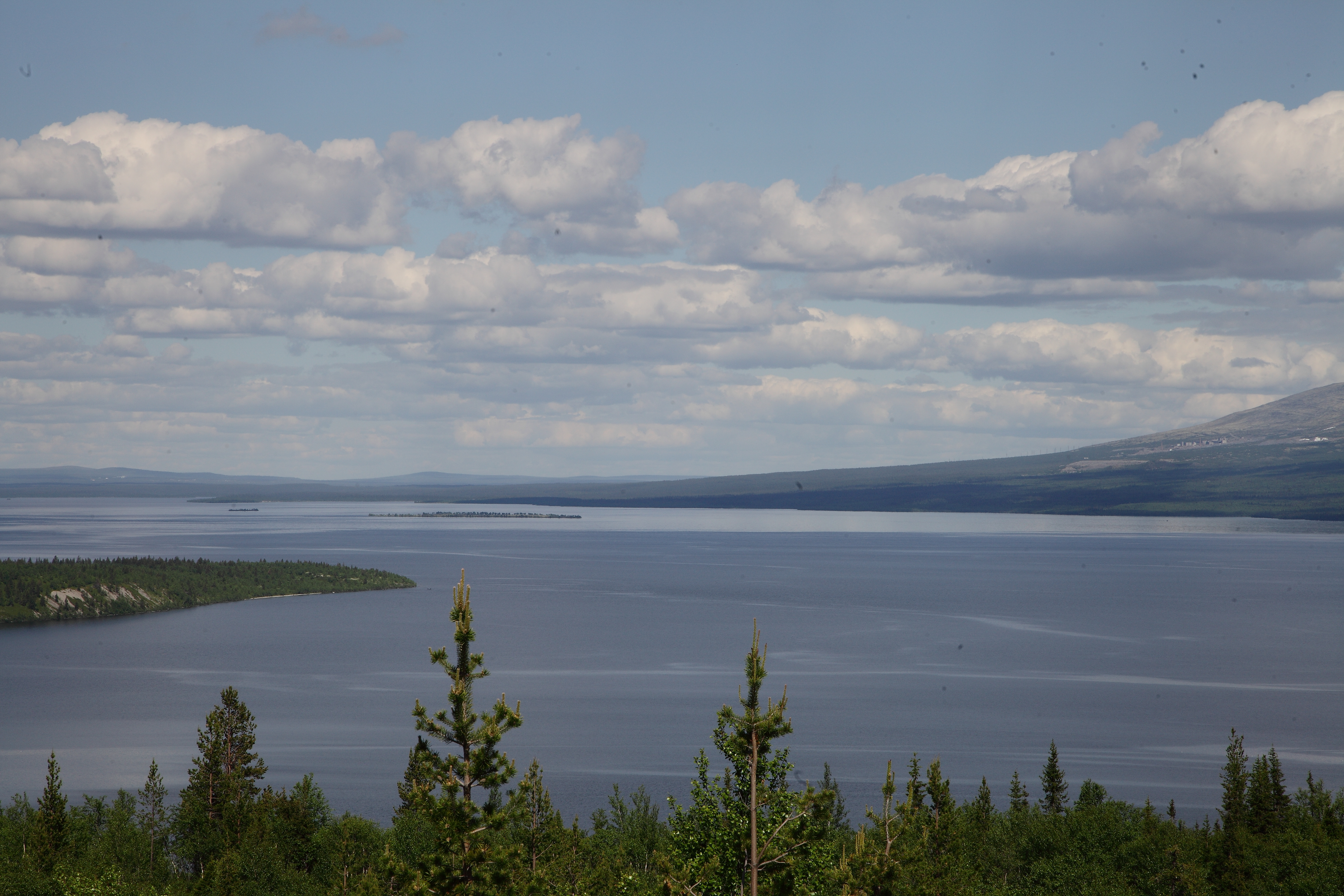
Umbosero
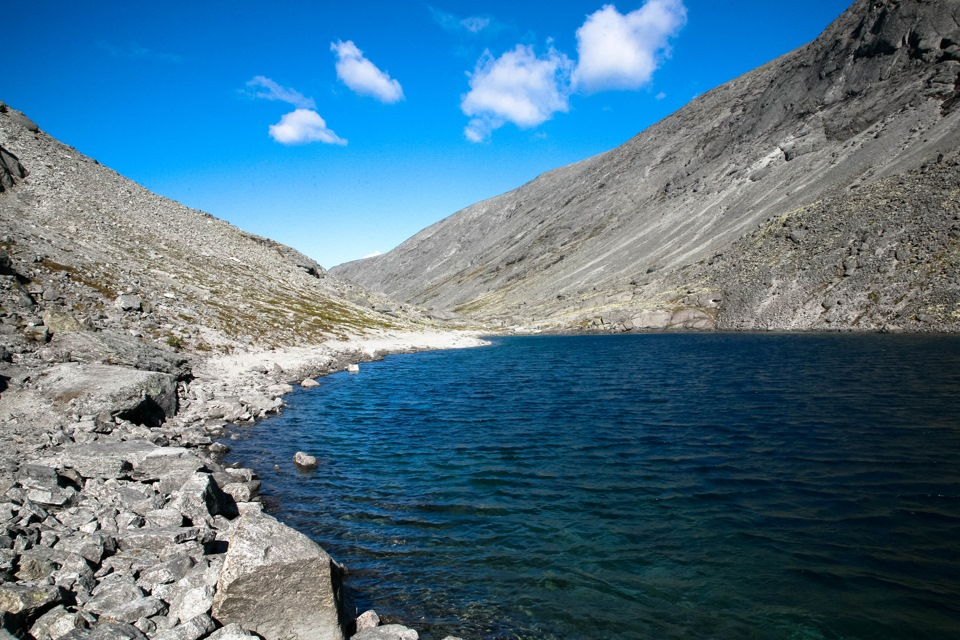
See am Umboserskij-Pass
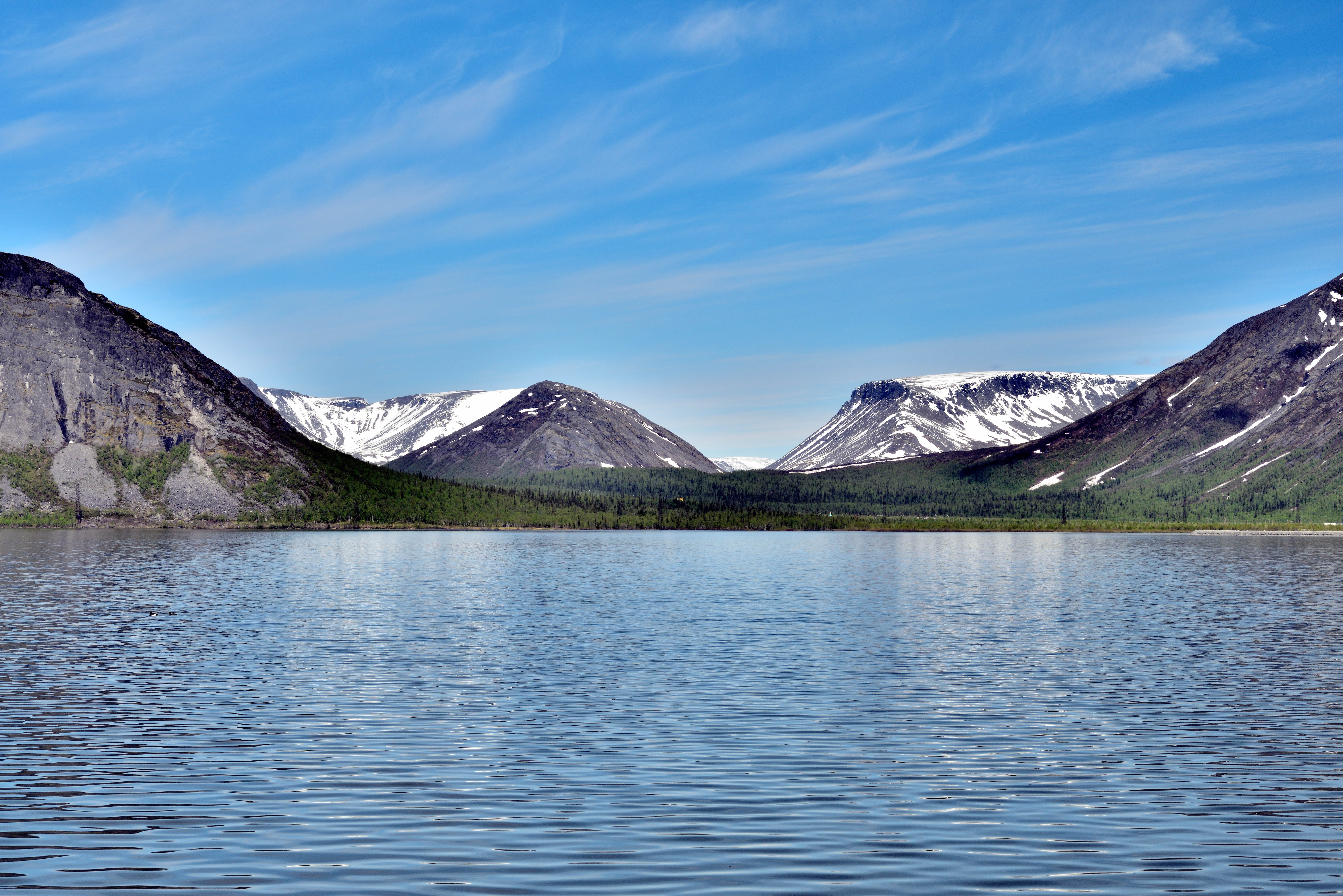
Bolschoi Wudjawr
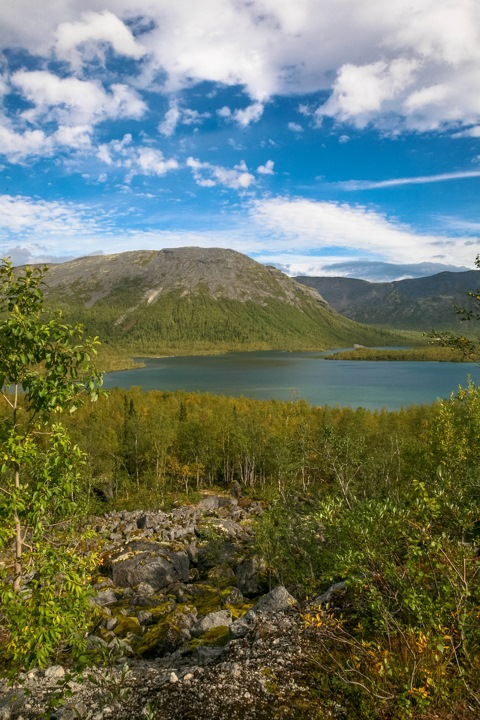
Maly Wudjawr
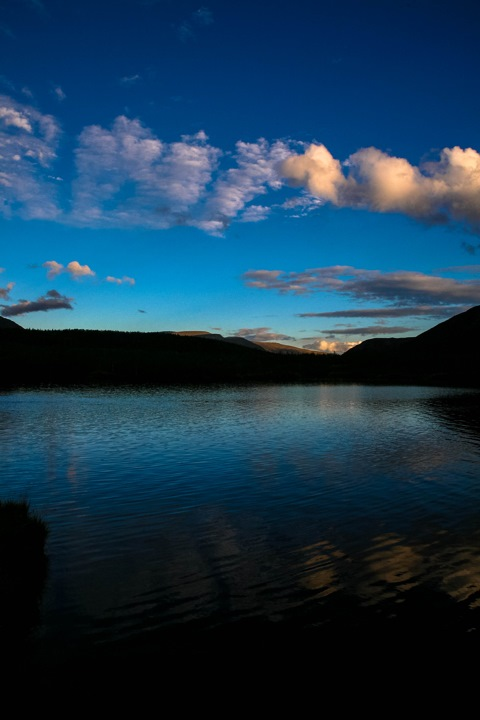
See Sejtesjawr
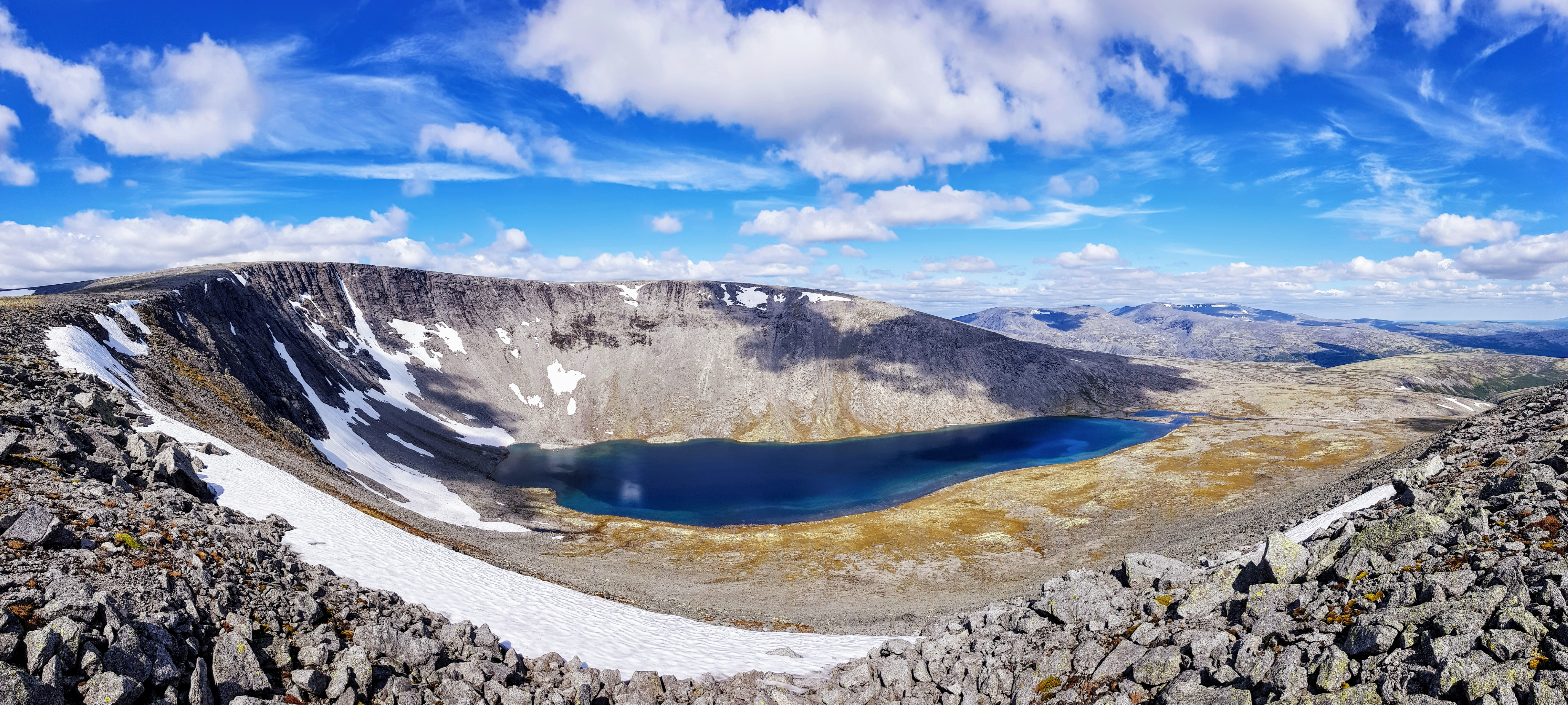
See Akademitscheskoe
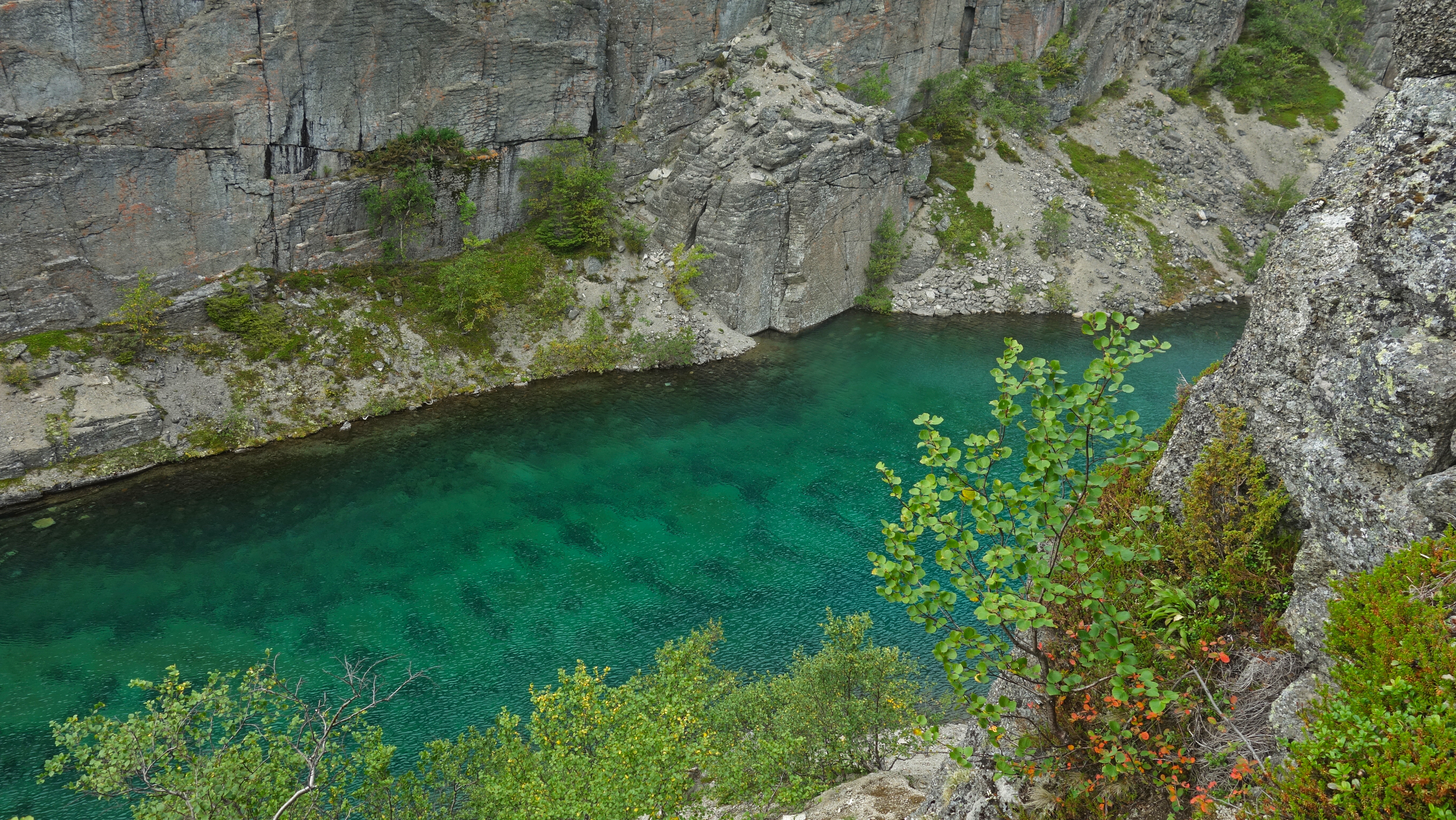
Smaragd-See
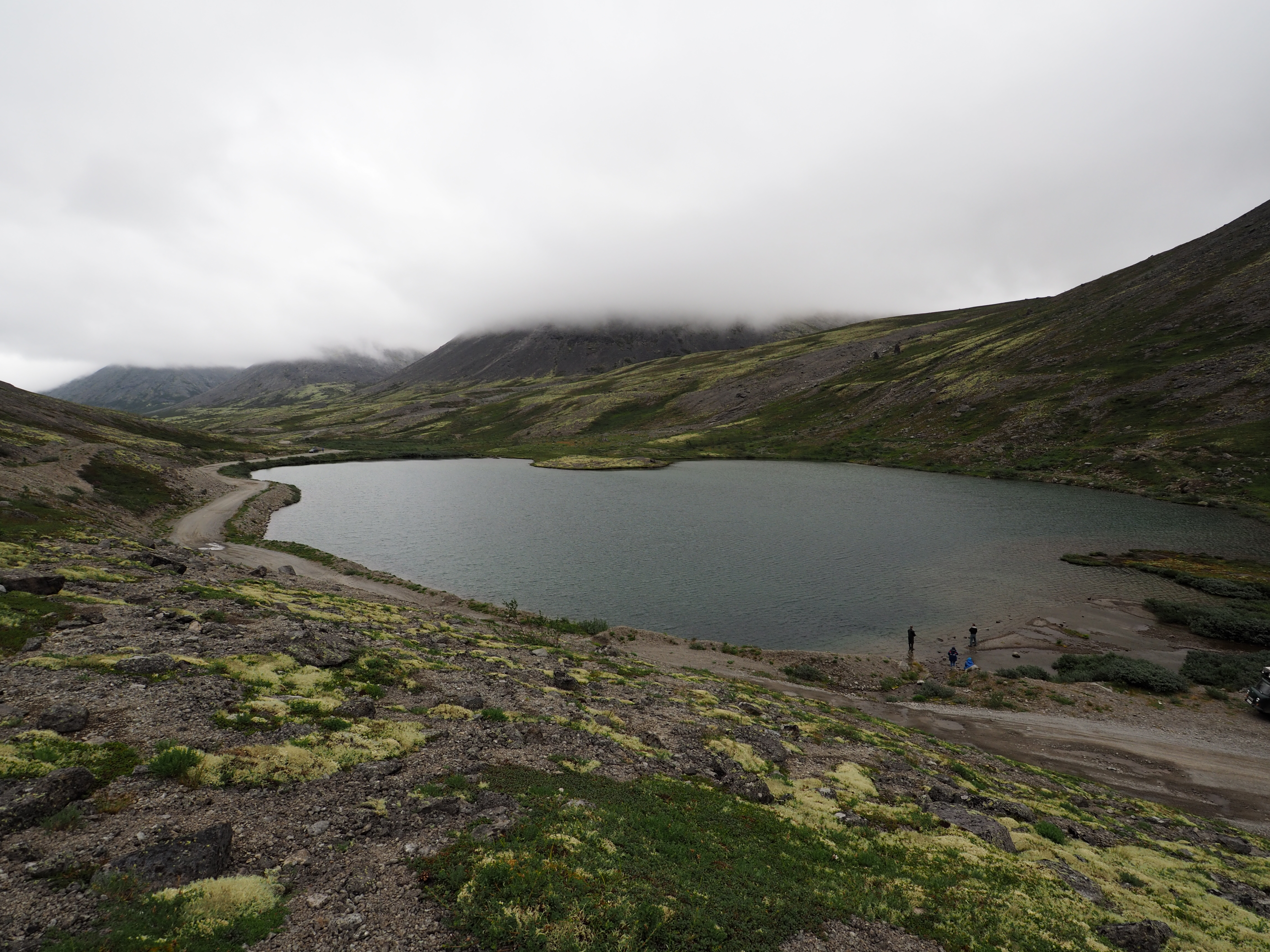

Bereits Wilhelm Ramsay fiel auf, dass im westlichen Teil der Chibinen in den zerklüfteten höheren Teilen der Bergwand zahlreiche Bäche entspringen, welche sich zu dem Imandra zufließenden Flüssen vereinigen. Diese Bäche fließen durch tiefe, steilabfallende, rinnenförmige Täler, die in ihren oberen Bereichen, wo sich die von den steilen Bergwänden herabkommenden Abflussrinnen vereinigen, trichter- oder kraterähnliche Formen aufweisen.
Diese Bäche und Flüsse sind (samische Bezeichnung, in Klammern russischer Name; im Uhrzeigersinn) Enemanjok (Belaja, russisch Бе́лая) mit Wudjawrjok (russisch Вудъяврйок), Lutnjärmajok (Malaja Belaja, russisch Ма́лая Бе́лая), Jiditschjok (Golzowka, russisch Гольцовка), Kunijok (Kuna, russisch Куна), Kaljok (russisch Кальйок), Maiwaltajok (russisch Маивальтайок), Kaskasnjunajok (russisch Каскаснюнйок), Tuljok (russisch Тульйок) und Wuonnemjok (russisch Вуоннемйок).

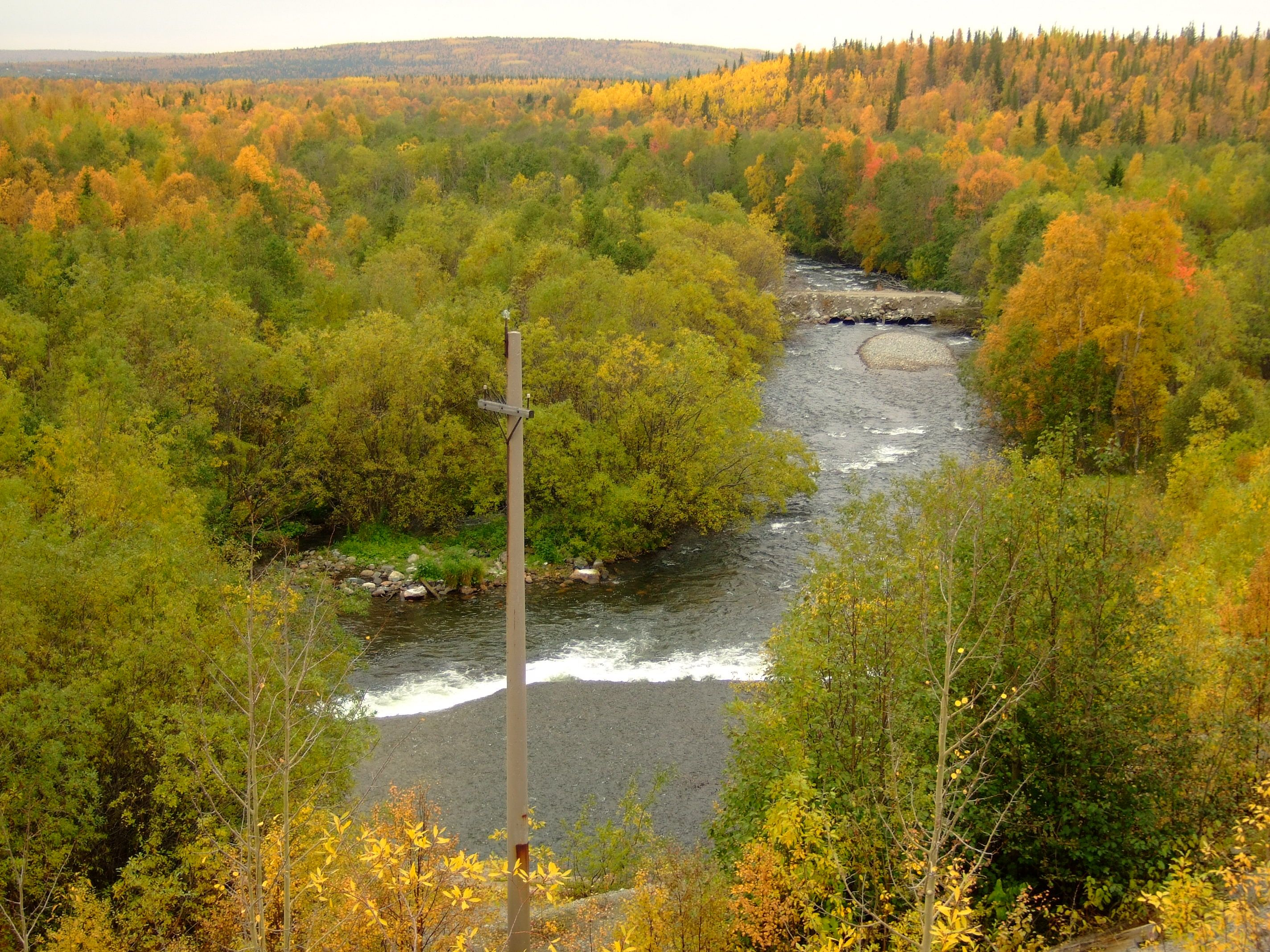
Belaja
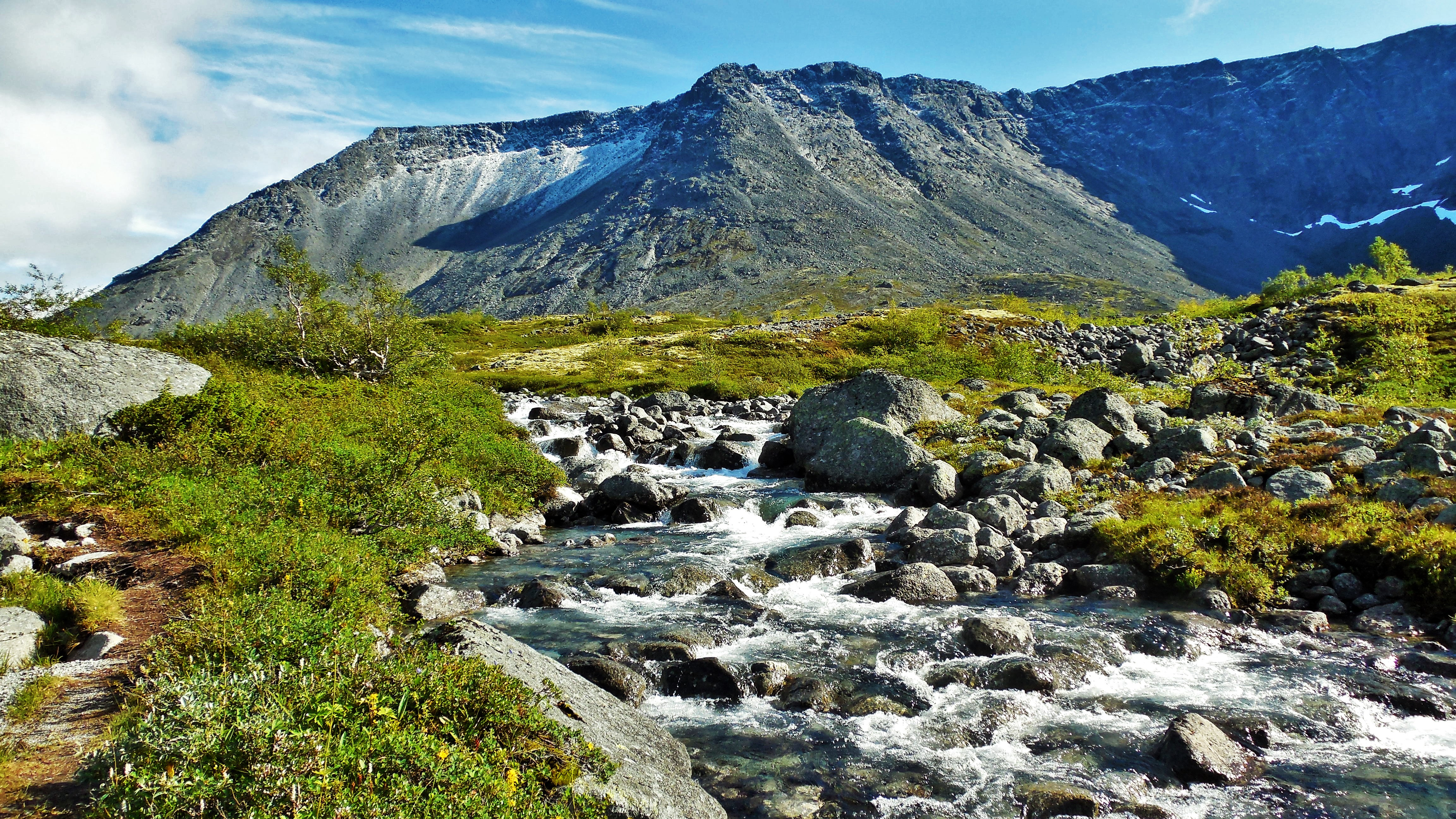
Malaja Belaja
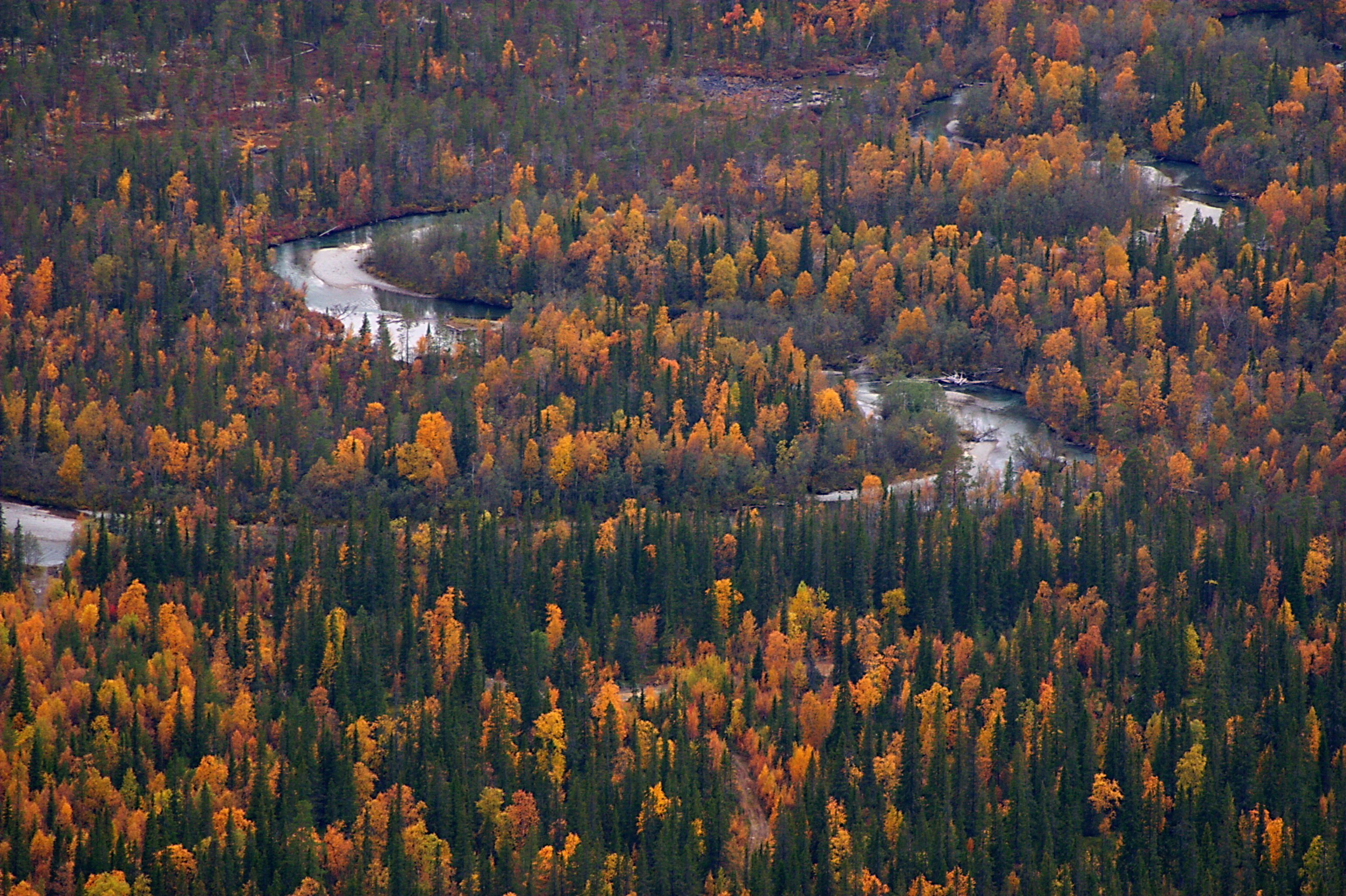
Kunijok
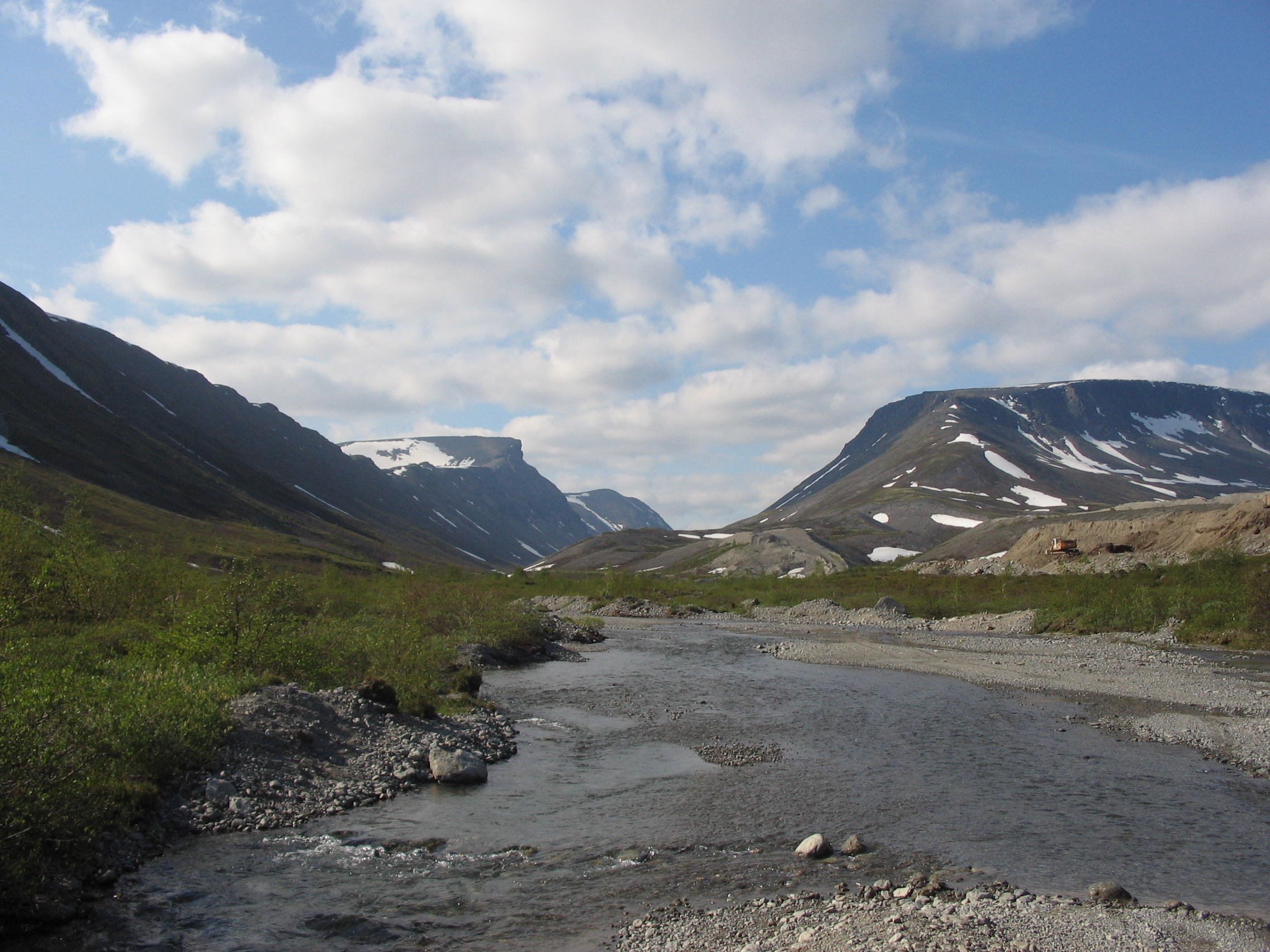
Wudjawrjok
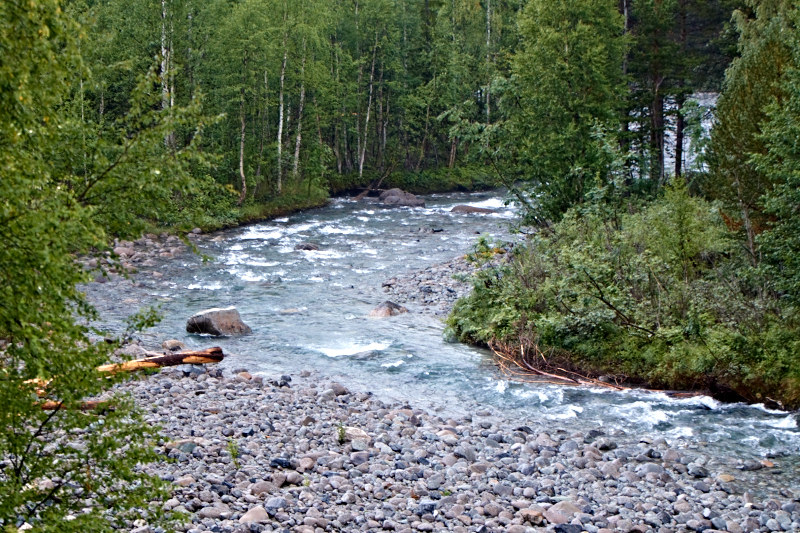
Golzowka

### Städte
Bis Ende der 1920er Jahre gab es in den Chibinen keine Städte und kaum Siedlungen, die sich zudem nur auf die Ufer der beiden großen Seen konzentrierten. Nach der Entdeckung der gigantischen Apatit-Lagerstätten in den südlichen Chibinen wurde dort 1929 der erste Ort unter dem Namen Chibinogorsk (russisch Хибиногорск) gegründet. Chibinogorsk erhielt bereits 1931 die Stadtrechte und wurde 1934 zu Ehren von Sergei Mironowitsch Kirow in Kirowsk umbenannt.
Ebenfalls im Zusammenhang mit der Erschließung der Apatit-Lagerstätten entstand 1935 ca. 20 km südwestlich von Kirowsk ein weiterer Ort, dessen Name sogar von dem Mineral Apatit abgeleitet ist. Apatity (russisch Апати́ты) erhielt die Stadtrechte 1966 und ist derzeit die zweitgrößte Stadt der Oblast Murmansk. Sie befindet sich aber nicht mehr auf dem Gebiet der Chibinen.
Weitere Siedlungen existieren nördlich des Tagebaus Koaschwa im Südwesten der Chibinen und südsüdwestlich von Kirowsk (Titan, russisch Титан). Stationen der am Ufer des Imandra und am Westrand der Chibinen entlangführenden Eisenbahn Sankt Petersburg – Murmansk sind Chibinen (russisch Хибины), Nefelinowye peski (russisch Нефөлиновые Пески) und Imandra (russisch Имандра).

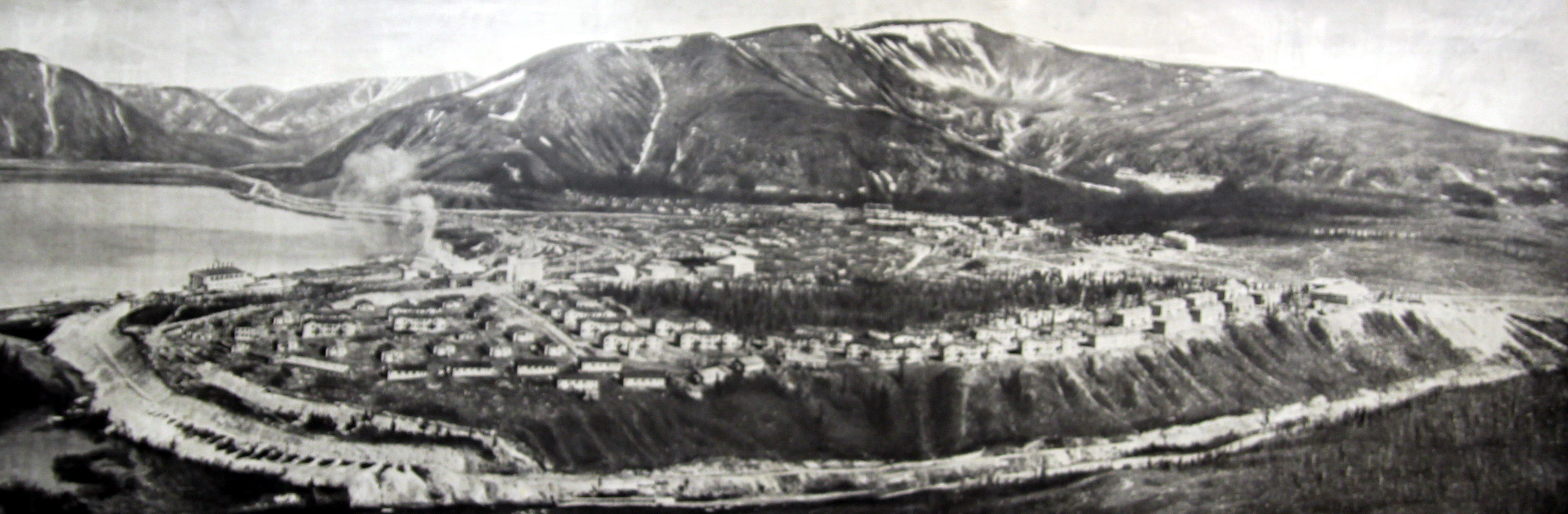
Ansicht von Chibinogorsk
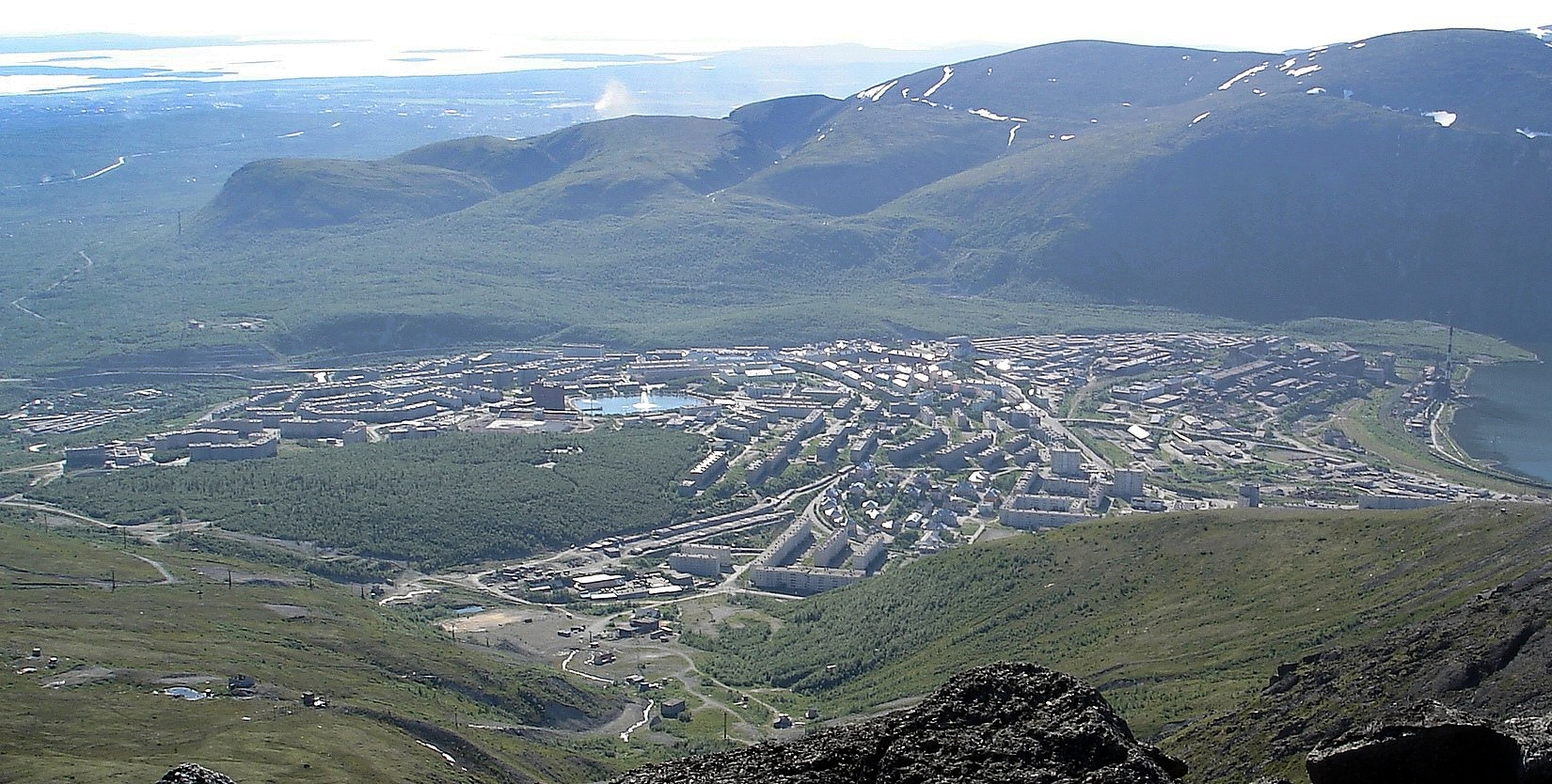
Kirowsk im Jahre 2005
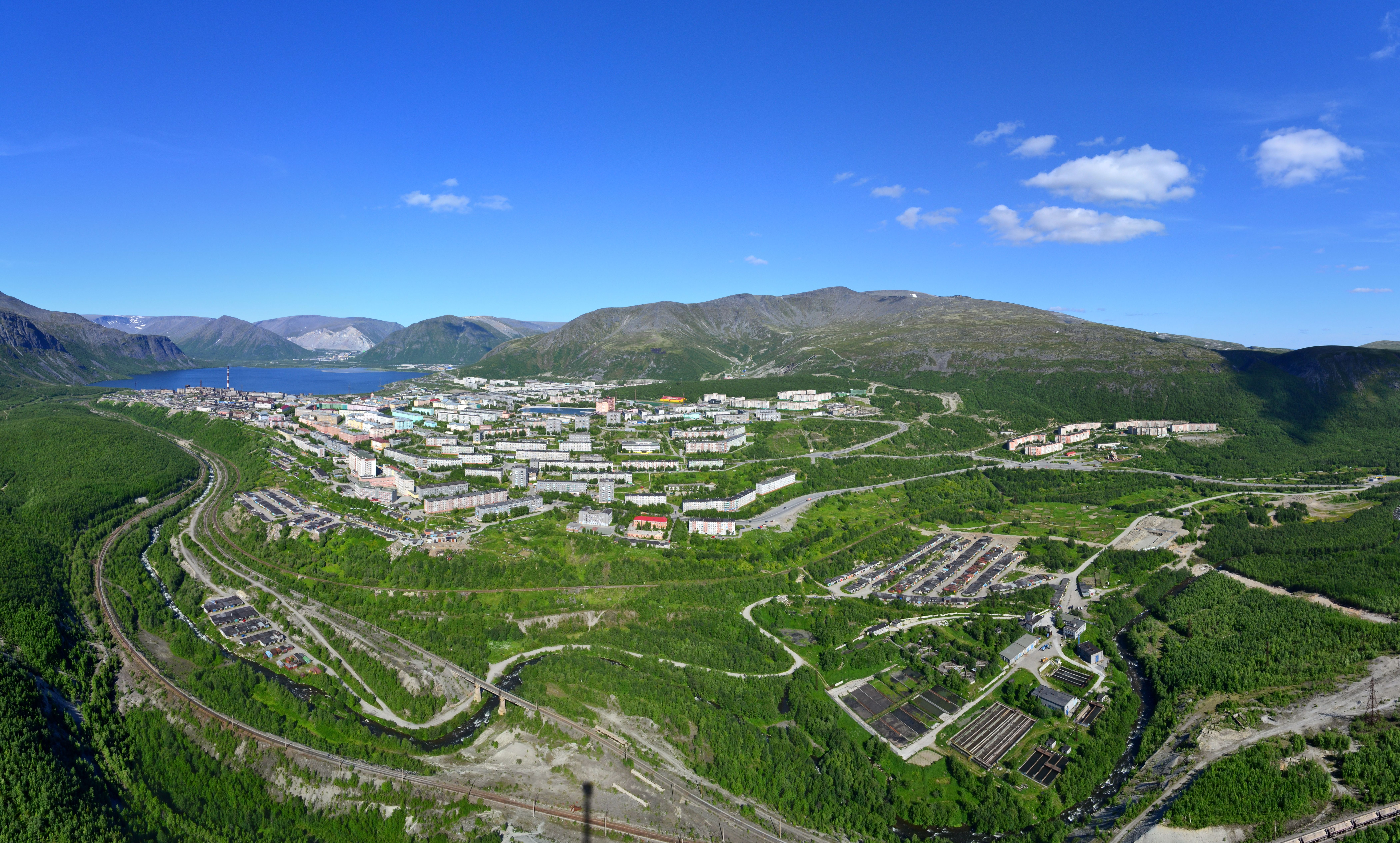
Kirowsk im Jahre 2012
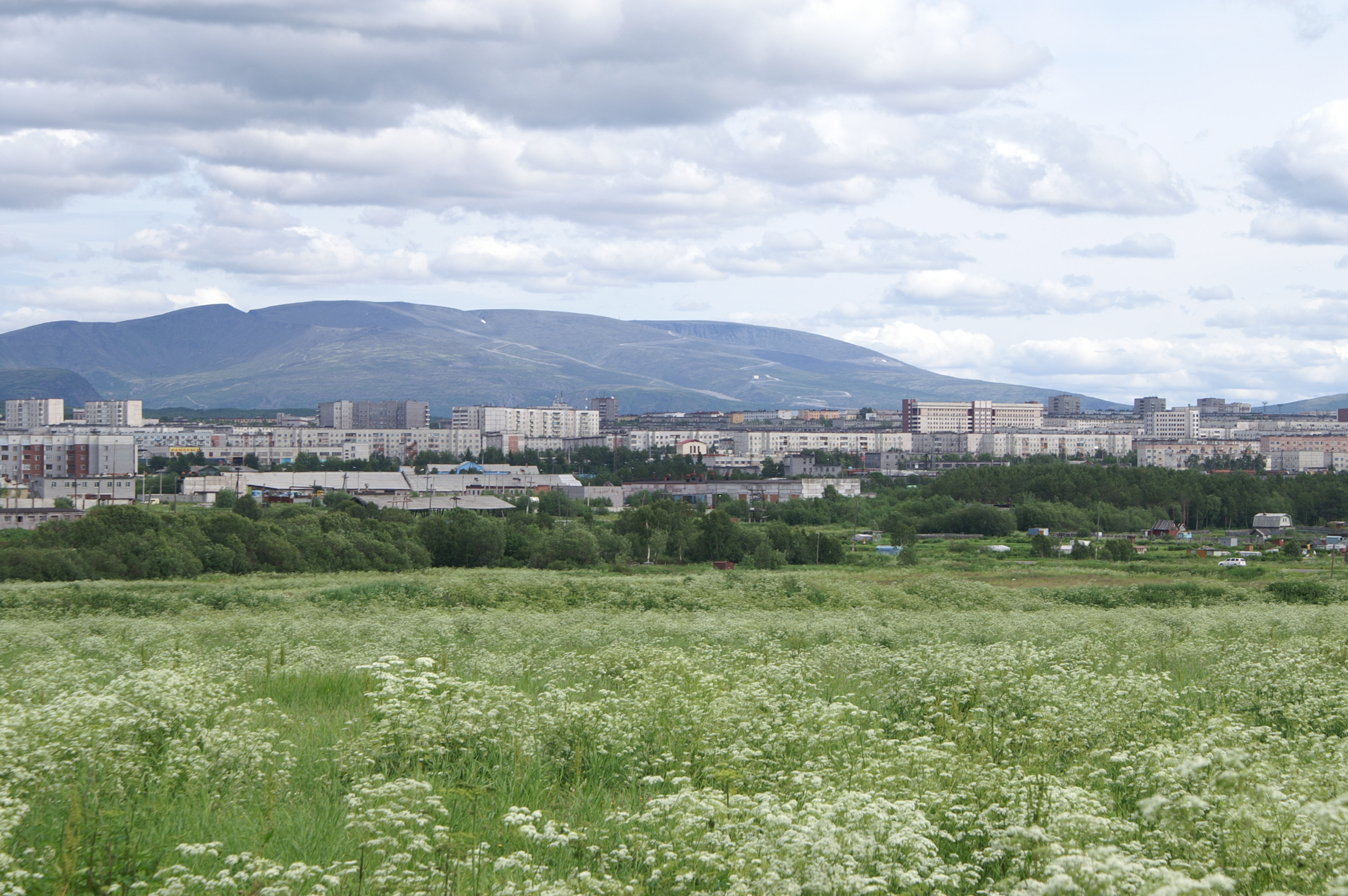
Apatity, im Hintergrund die Chibinen
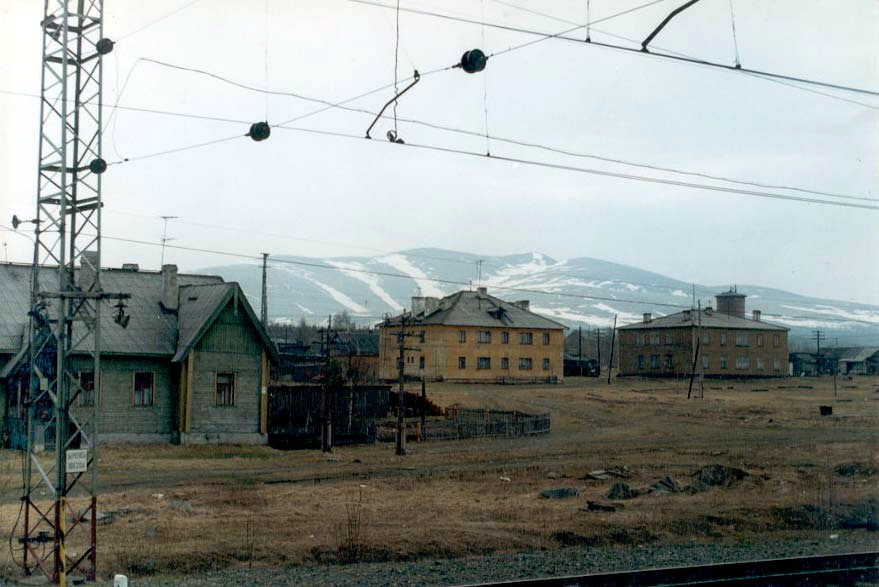
Eisenbahnstation Imandra

## Geologie

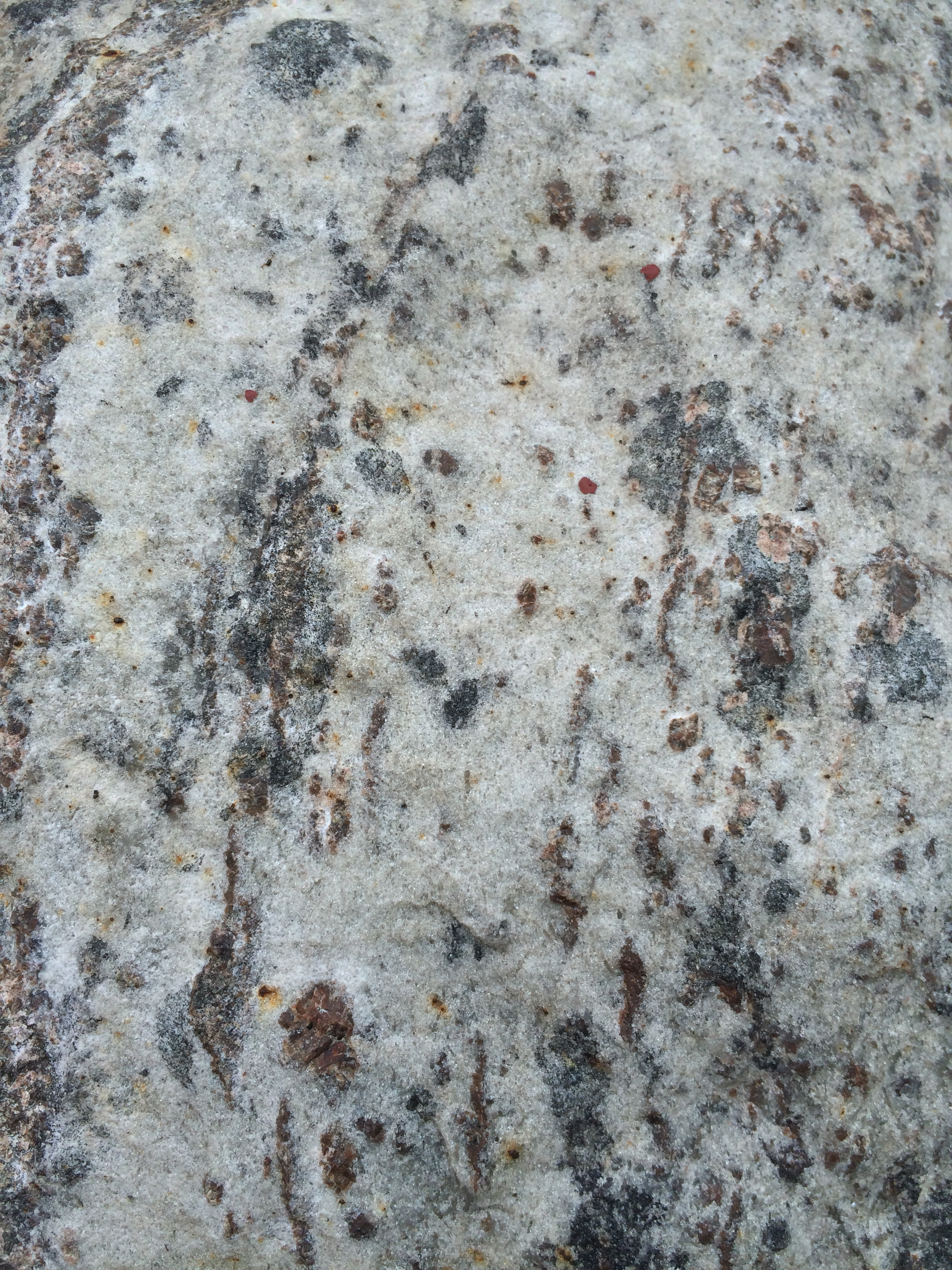
Apatit-Nephelin-Erz aus den Chibinen

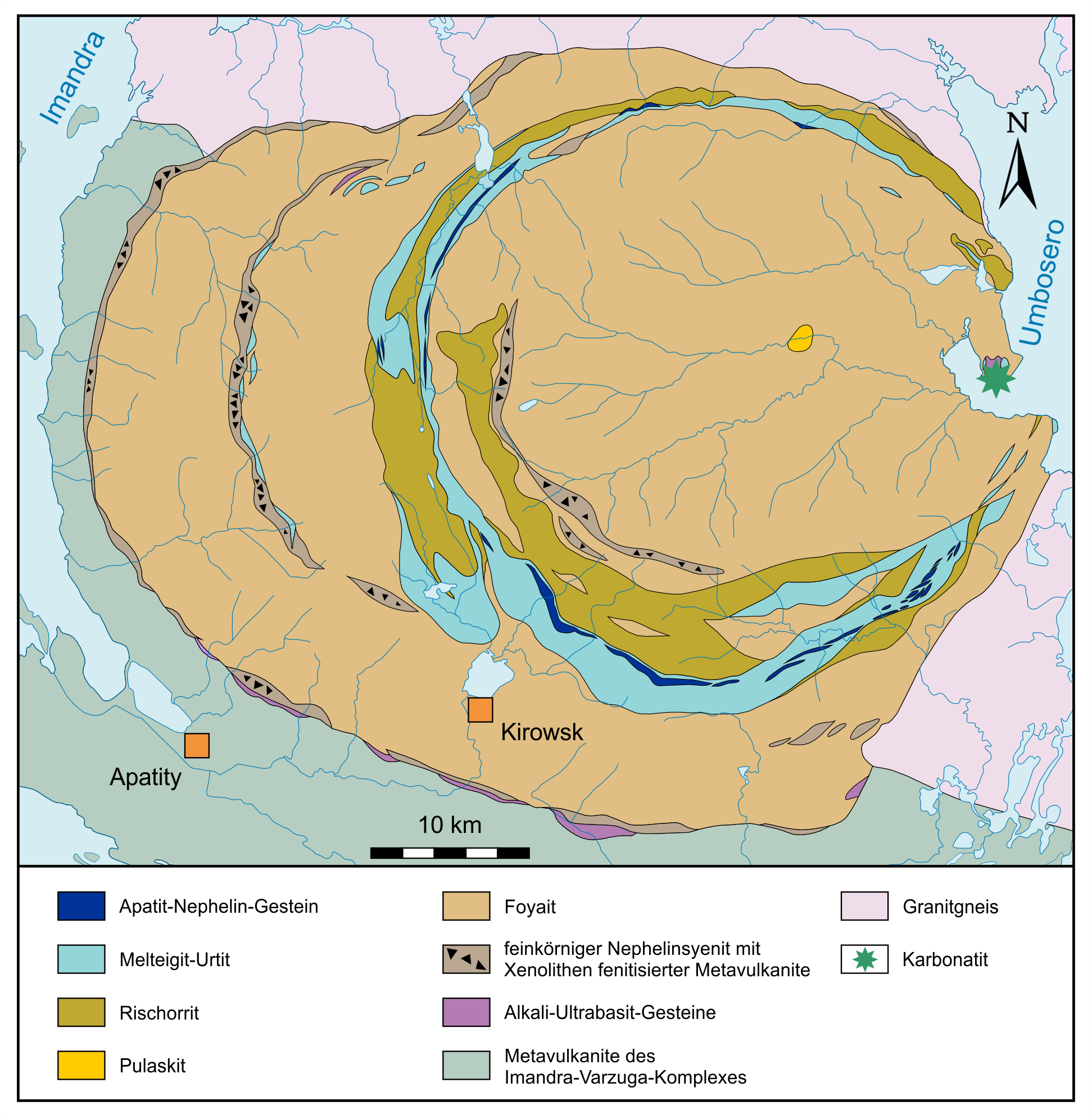
Geologische Übersichtskarte der Chibinen

Die Chibinen gelten als größte Nephelinsyenit-Intrusion und – nach dem Guli-Komplex – als zweitgrößtes Alkaligesteinsgebiet der Welt. Das gesamte Massiv stellt eine komplizierte, mehrphasige Intrusion dar, weist variszisches Alter auf und ist in archaische Granitgneise, Schiefer und proterozoische vulkanosedimentäre Gesteine entlang steiler Außenkontakte eingebettet, die mit geophysikalischen Methoden bis in eine Tiefe von 7 km verfolgt wurden. An die äußeren Kontakte angrenzend sind extensiv Albit-Aegirin-Fenite und Hornfelse entwickelt. Die Intrusion besitzt eine ringförmig-konzentrische, zonale Struktur mit einer sehr gut ausgeprägten primär-magmatischen Schichtung. Der Komplex ist in archaische Granitgneise und proterozoische vulkanosedimentäre Gesteine entlang steiler Außenkontakte eingebettet, die mit geophysikalischen Methoden bis in eine Tiefe von 7 km verfolgt wurden. Im gesamten Komplex können mehrere Zonen unterschieden werden, die verschiedenen ringförmigen und konischen Intrusionen entsprechen, welche als Ergebnis aufeinanderfolgender Intrusionsphasen gebildet wurden. Während der Intrusionsphasen bewegte sich das Zentrum der magmatischen Aktivität von West nach Ost, wodurch auch die hufeisenförmige Ausbildung des Massivs entstand.
Aus den Chibinen wurde eine größere Zahl neuer Gesteinsarten beschrieben, wobei viele Bezeichnungen – oft von lokalen Namen abgeleitet – von Wilhelm Ramsay eingeführt wurden. In allen Fällen handelt es sich um Nephelinsyenite und andere Alkaligesteine, wozu Chibinit, Lujavrit, Foyait, Ijolith, Malignit, Melteigit, Rischorrit, Turjait und Urtit zählen.
Die frühesten Intrusionen sind alkalische und nephelinische Trachyte und Rhomben- und Nephelinporphyre, die im westlichen Teil des Massivs einen steil einfallenden Körper mit einer Mächtigkeit von 0,5 km bilden. Die einzelnen Zonen des Komplexes können – ausgehend von der Peripherie bis zum Zentrum – wie folgt beschrieben werden:
- (1) Alkalisyenite (Umptekit) und Nephelinsyenite (0,3 km mächtig);
- (2) und (3) massive und trachytische Khibinite (etwa 5,5 km mächtig)
- (4) Rischorrite (Biotit-Nephelinsyenite), Ijolithe, Urtite, Apatit-Nephelin-Gesteine (2–3 km mächtig)
- (5) Melteigite, Ijolithe und Urtite
- (6) und (7) heterogene Nephelinsyenite und Foyaite (3,5–4 km mächtig)
- (8) Karbonatite.[32]

Die Khibinite der Zone (3) sind trachytisch und in den tiefsten Teilen des exponierten Abschnitts in Form von alternierenden Sequenzen aus leukokraten Nephelinsyeniten und melanokraten Ijolithen geschichtet. Die Rischorrite der Zone (4) bilden einen komplexen ringförmigen Intrusionskörper, dessen Gesteine durch poikilitische Texturen und das Auftreten daktylotypischer und mikropegmatitischer Verwachsungen von Alkalifeldspat und Nephelin gekennzeichnet sind. Die Rischorrite werden als Hybridgesteine betrachtet, die aus palingenen, bei der Intrusion der Urtit-Ijolith-Melteigite in Nephelinsyenite der Zone (1) entstandenen Magmen kristallisierten. Metasomatische Prozesse haben bei der Entstehung dieser Gesteine wahrscheinlich eine wichtige Rolle gespielt. Die die Zone 5 bildende Melteigit-Ijolith-Urtit-Reihe entwickelt einen markanten geschichteten Komplex, in dem die Apatit-Nephelin-Erzkörper sitzen.
Der Karbonatitkomplex der Zone (8) setzt sich aus einem mächtigen Karbonatitstock und etliche kleineren Intrusivkörpern ultrabasischer und basischer Gesteine zusammen. Hierzu gehören auch zonierte, mit Pikritporphyr- und Karbonatitbrekzien ausgefüllte Explosionsschlote. Der Karbonatitstock ist nur aus Bohrungen bekannt, da er sich unter quartären Sedimenten und dem Umbozero-See befindet.

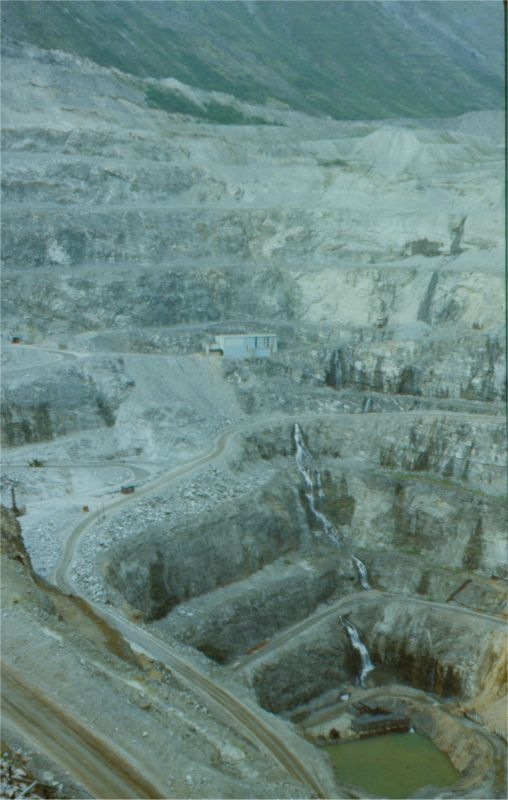
Apatittagebau Saamskij (1989)
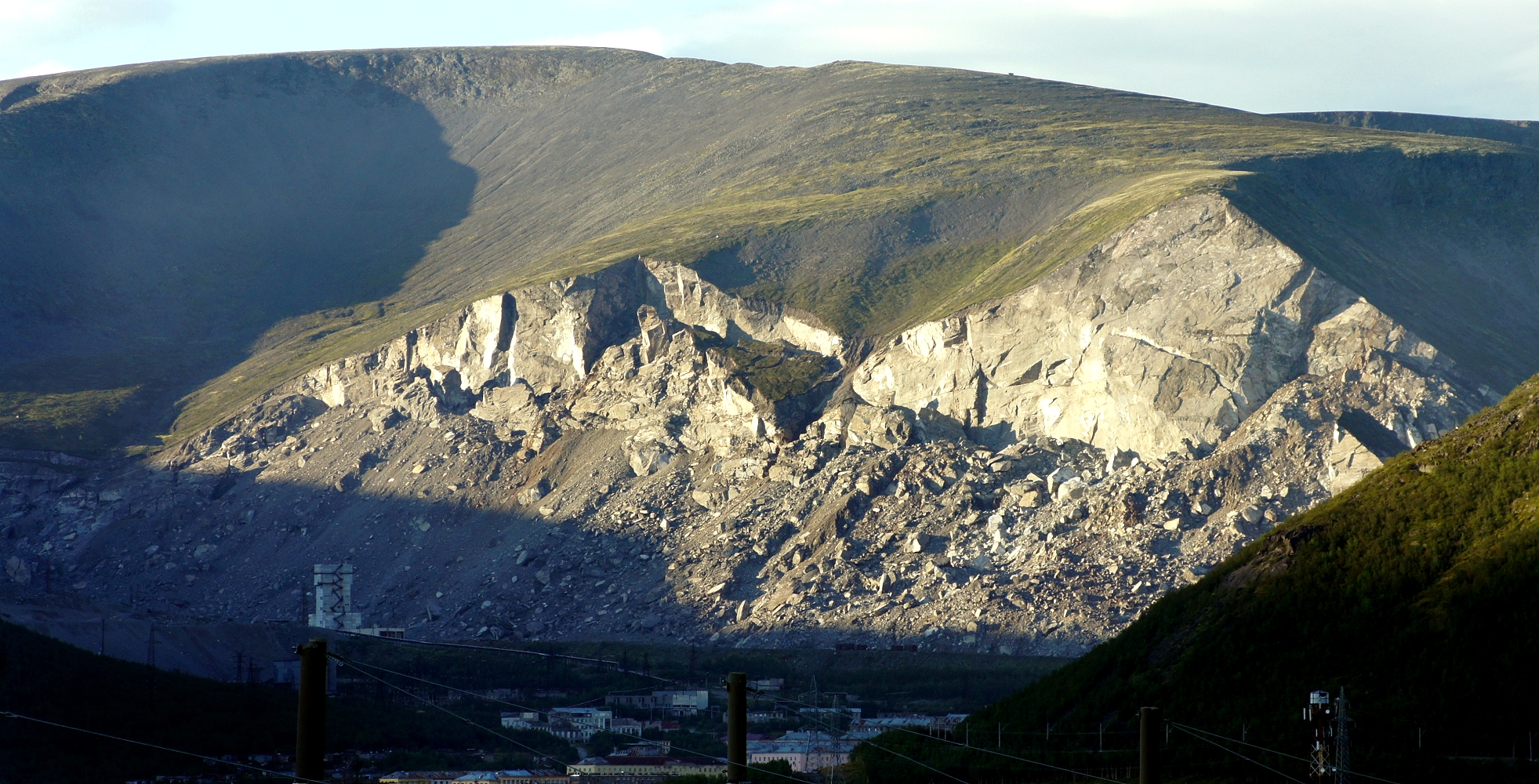
Lagerstätte Kukiswumtschorr. Nördlicher Steinbruch im Tal des Wortkeuaiw.
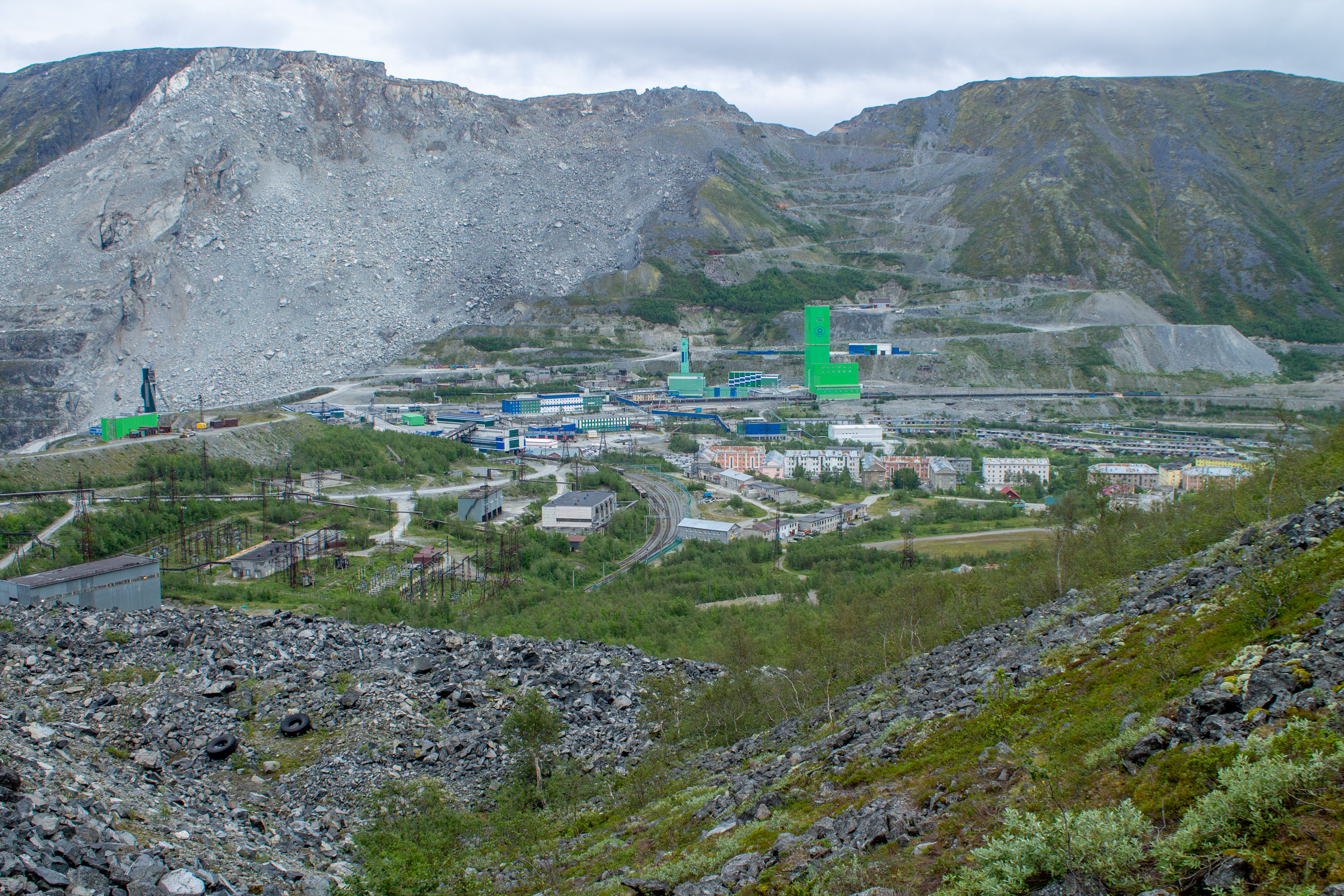
Lagerstätte Kukiswumtschorr mit Kirow-Haupt- und Wetterschacht
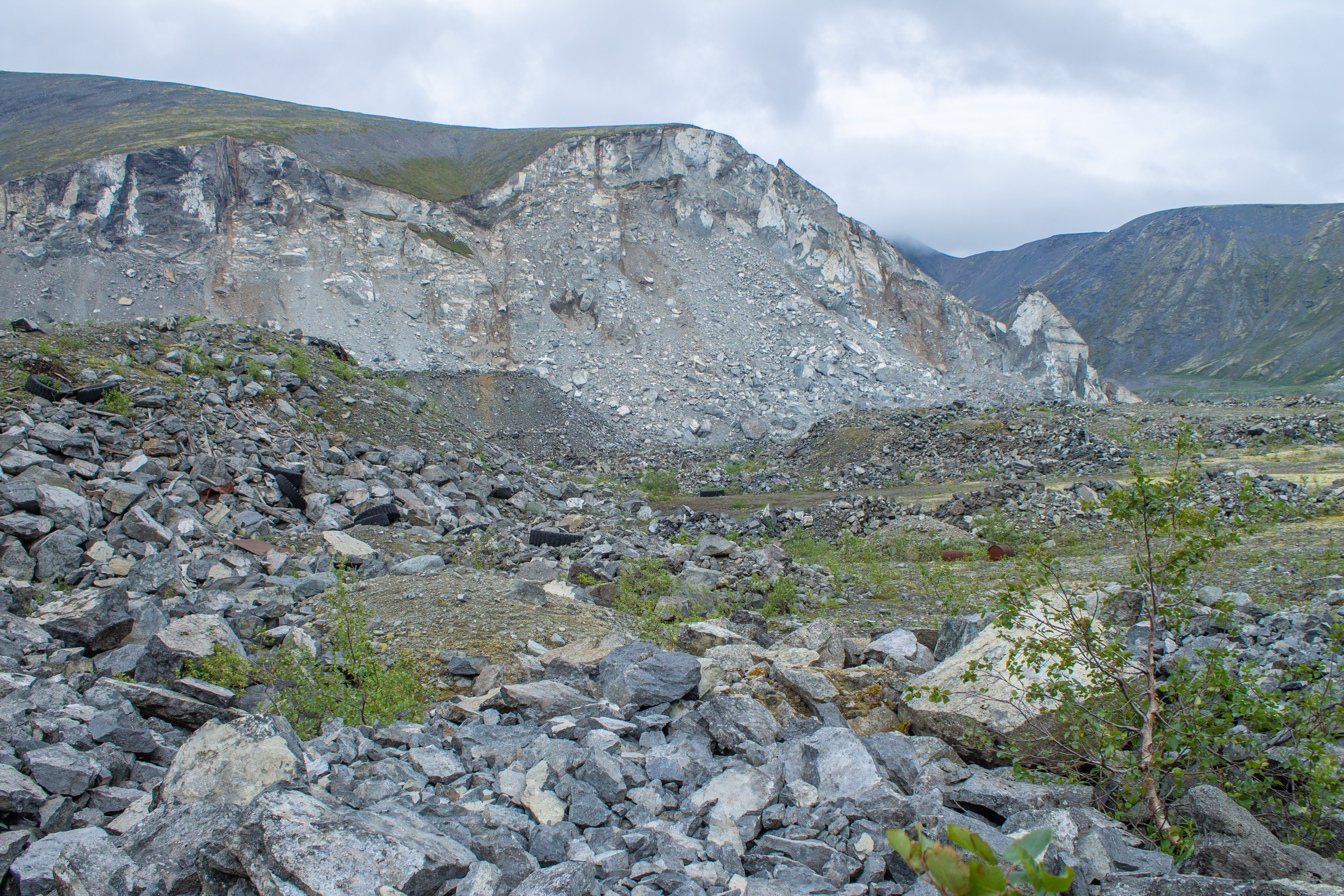
Halden der Lagerstätte Kukiswumtschorr
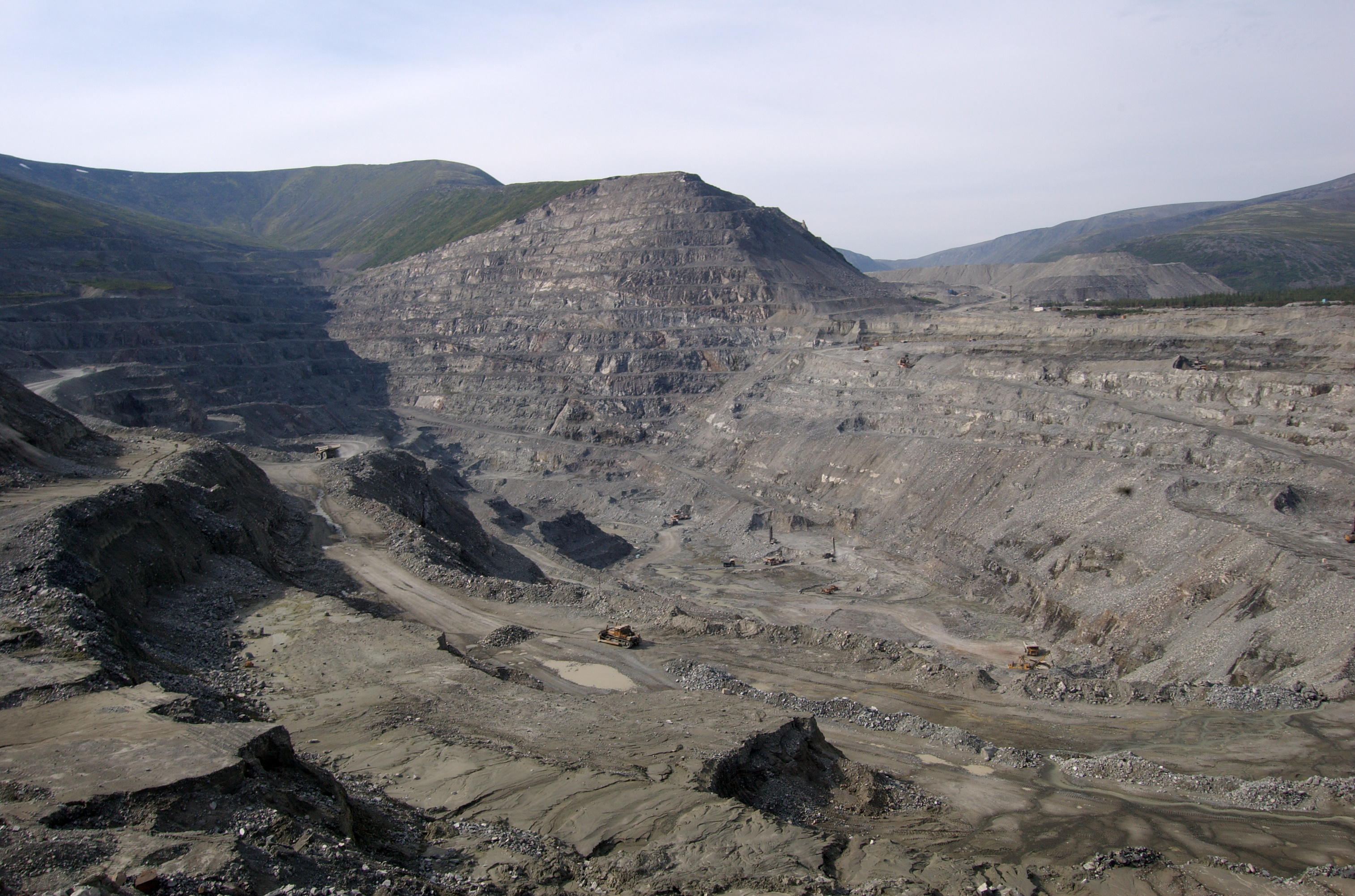
Tagebau Koaschwa

Mit dem Chibinen-Komplex ist die weltweit größte magmatische Apatit-Lagerstätte verknüpft. In der Ijolith-Urtit-Zone (Zone 5) des Komplexes befinden sich entlang einer bogenförmigen Zone von etwa 75 km Länge acht große Apatit-Erzkörper. Die apatitreichen Gesteine lassen sich in drei Kategorien einteilen, die als I „Vorerz“, II „Erz“ und III „Nacherz“ bezeichnet werden. Die Gesteine der ersten Gruppe bestehen aus Ijolithen mit eingeschalteten Melteigiten, Urtiten, Juviten und Maligniten und weisen insgesamt eine Mächtigkeit von weniger als 700 m auf. Die zweite Gruppe besteht aus massivem Feldspat-Urtit, Ijolit-Urtit und Apatit-Erz mit einer Gesamtmächtigkeit von 200–700 m. Die Einheiten der Gruppe III sind 10 bis 1400 m mächtig und umfassen Urtite, Ijolithe, Melteigite, Juvite, Malignite und Lujavrite. Die wichtigsten Phosphaterzlagerstätten befinden sich in der Gruppe II, wo die apatitreichen Gesteine im Hangenden einer Ijolith-Urtit-Intrusion vorkommen. Diese Gesteine sind entlang der Grenze des äußeren Chibinit- und inneren Syenitkomplexes intrudiert. Das Apatitgestein tritt in großen, linsenförmigen Körpern am Kontakt der stratifizierten Ijolith-Urtite (Liegendes) und Rischorrite (Hangendes) auf.
Die Apatitlagerstätten befinden sich im südwestlichen Bogen des Massivs, wo sie einen zusammenhängenden Lagerstättengürtel von 11 km streichender Länge und 2 km in der Richtung ihres Einfallens bilden. Die Mächtigkeit der besonders typischen Lagerstätte Kukiswumtschorr schwankt zwischen 45 und 200 m (durchschnittlich 150 m), ihre Länge beträgt 2.400 m. Der zonierte Apatitkörper wird in eine obere, reiche und eine untere, arme Zone unterteilt. Beide Zonen weisen die gleiche mineralische Zusammensetzung auf (Apatit, Nephelin, Aegirin, Feldspat, Titanit), unterscheiden sich jedoch im quantitativen Anteil der einzelnen Minerale und im Gefüge. Die Erze sind üblicherweise fein- bis grobkörnig, fleckig oder gebändert.

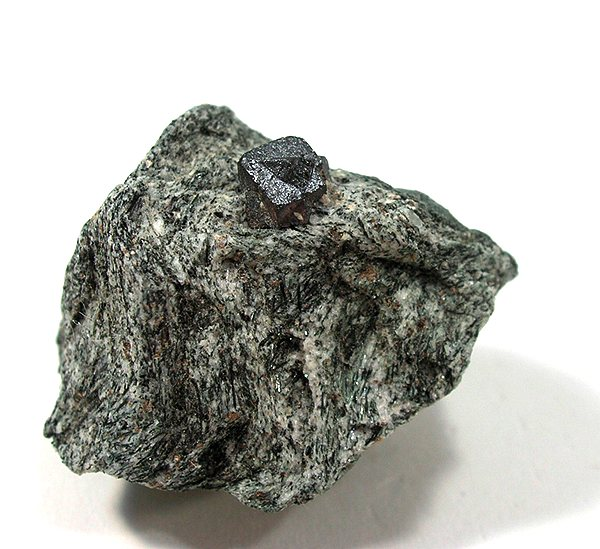
Loparit vom Berg Njorkpachk, erstbeschrieben 1923

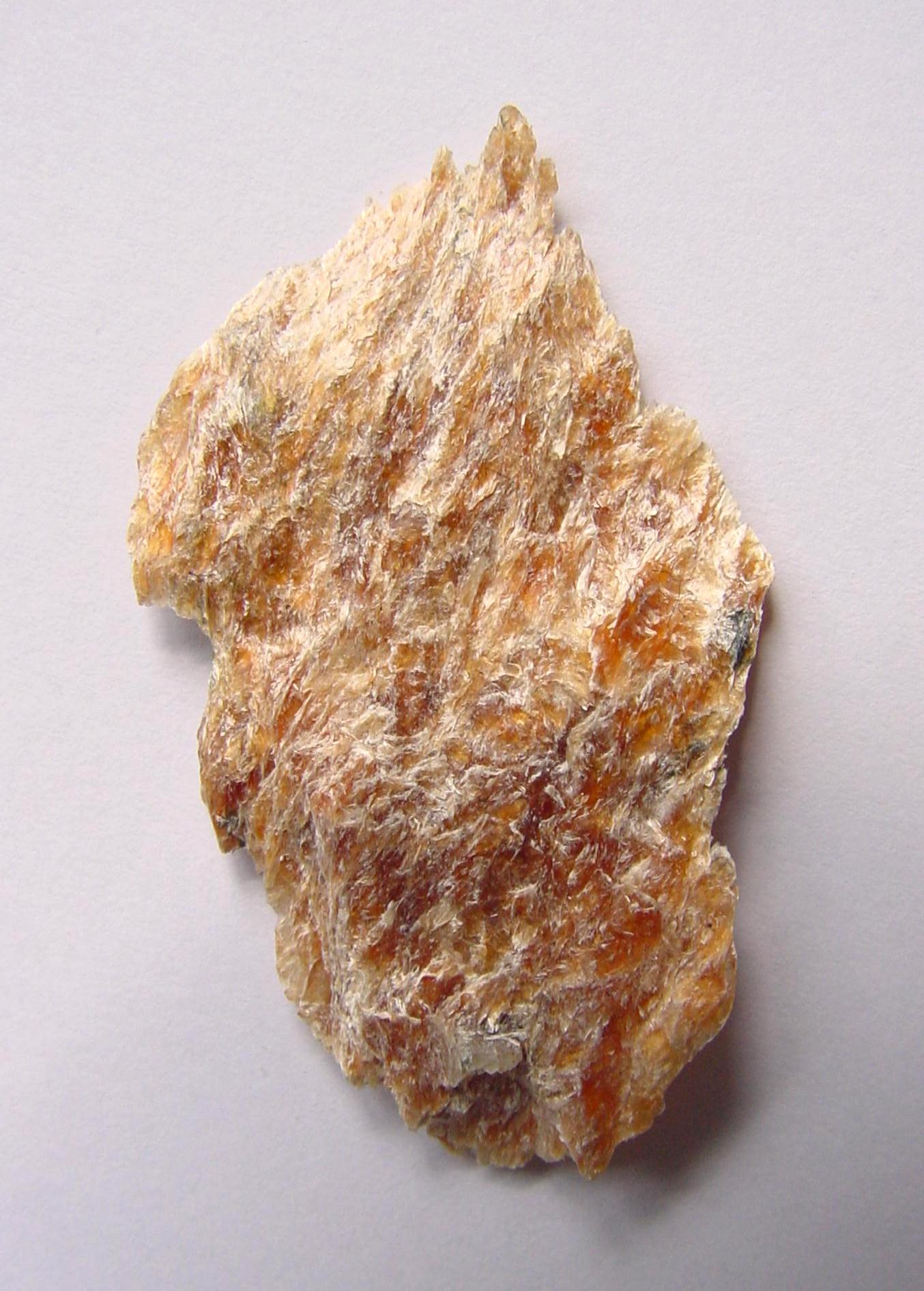
Yuksporit vom Berg Juksporr, erstbeschrieben 1923

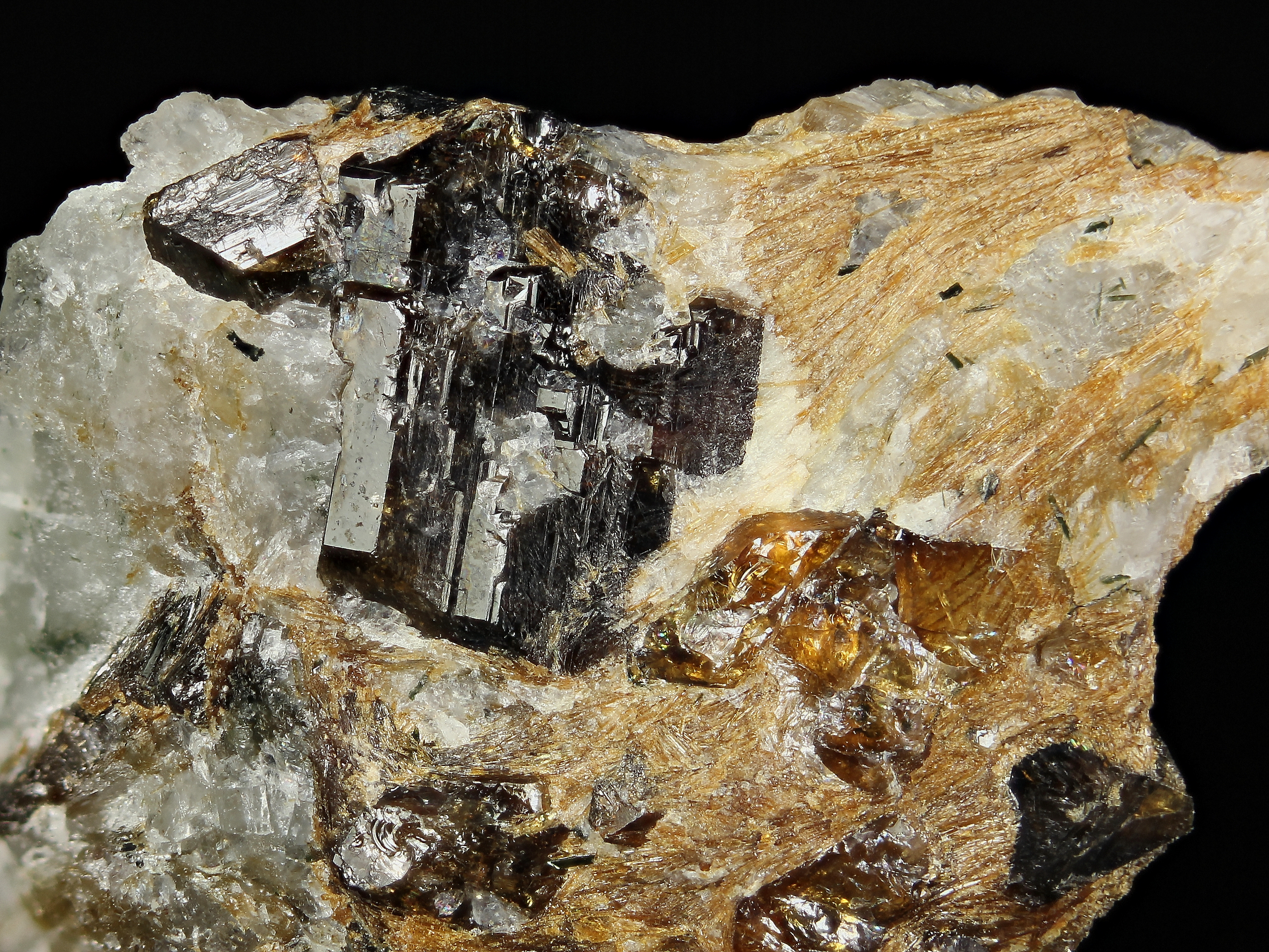
Fersmanit vom Berg Eweslogtschorr, erstbeschrieben 1929

Das 1929 gegründete russische Bergbau- und Verarbeitungsunternehmen „APATIT“, heute unter dem Namen „Apatit Joint-Stock Company“ („Apatit JSC“) bekannt, baut sechs Lagerstätten ab, teils im Tagebau, teils untertägig:
- Die Lagerstätte Kukiswumtschorr wird durch den Kirow-Schacht (russisch Кировский рудник) erschlossen, der Tagebau Saamskij, über den man die Lagerstätte früher abgebaut hatte, wurde bereits in den 1990er Jahren stillgelegt.
- Die Lagerstätte Juksporr (durchschnittlicher P2O5-Gehalt 20,3 %) steht seit 1951 in Abbau, anfangs im Tagebau, heute untertägig.
- Die Lagerstätte Apatitowy Zirk (russisch Апатитовый Цирк) wird über den Raswumtschorr-Schacht abgebaut, der P2O5-Gehalt des Erzes beträgt 18 %.
- Die Lagerstätte Raswumtschorr Plateau (P2O5-Gehalt 18,8 %) wird seit 1964 durch den Centralnij-Tagebau (russisch Центральный рудник) abgebaut.
- Die über 3 km lange Lagerstätte Koaschwa wird seit 1978 durch den gleichnamigen Tagebau ausgebeutet. Sie enthält ca. 10 % der gesamten Apatitvorräte des Massivs.
- Im Jahre 1982 begann man mit dem Abbau der Lagerstätte Njorkpachk (russisch Ньоркпахкский карьер) am gleichnamigen Berg (russisch Ньоркпахк) nördlich des Flusses Wuonnemjok im Tagebau.

Zwei weitere Apatit-Nephelin-Lagerstätten werden im östlichen Teil der Chibinen von der „Nord-West Phosphor Company“ (NWPC, russisch Северо-Западная Фосфорная компания, gegründet als Tochtergesellschaft des großen russischen Düngemittelherstellers Akron) erschlossen und stehen seit 2012 in einer Kombination aus Tagebau und Untertagebergwerk in Förderung. Die sind die Lagerstätten „Olenej Rutschej“ (russisch Оленей ручей, deutsch Rentierbach) in der Gemeinde Kirowsk und „Partomtschorr“ in der Gemeinde Apatity (siehe dazu das Kapitel „Wirtschaft und Tourismus“).
Das Alkaligesteinsmassiv der Chibinen gehört zu den weltweit artenreichsten Mineralfundstellen und ist gleichzeitig eines der mineralogisch am besten untersuchten Terrains auf dem Gebiet Russlands. Die überwiegende Mehrzahl der Minerale tritt in Pegmatiten und Hydrothermaliten auf, die im Massiv äußerst unregelmäßig verteilt sind und sich in der Regel in den oberen und Randbereichen des Gesteinskomplexes häufen. Die mineralreichen Pegmatite und Hydrothermalite sind am weitesten in den Gesteinen des Ijolith-Urtit- und Rischorritkomplexes im zentralen Bereich des Massivs verbreitet. Eine charakteristische Eigenschaft der Ultraagpaite der Chibinen ist das Auftreten stark alkalischer, natriumreicher Minerale, die oft wasserlöslich sind oder durch Wasser zersetzt werden. Dazu gehören unter anderem Carbonate wie Natrit und Thermonatrit, das Silikat Natrosilit, das Fluorid Villiaumit und einige Na-Phosphate. Zu den Silikaten, die sich unter atmosphärischen Bedingungen schnell zersetzen, gehören z. B. Zirsinalith und Kazakovit. Beide überziehen sich innerhalb von einigen Wochen mit einem weißen Belag aus Soda – einem Reaktionsprodukt des durch Luftfeuchtigkeit aus dem Kristallgitter des Minerals abgespalteten Natriumhydroxids mit dem atmosphärischen CO2.
Die ersten neuen Minerale aus den Chibinen wurden bereits in den 1920er Jahren erstbeschrieben. Unter den schon 1923 von Fersman für die Chibinen und die Lowozero Tundra als neu benannten acht Mineralen waren mit Loparit (ehemals Loparit-(Ce)), Yuksporit und Mangan-Neptunit (heute Manganoneptunit) drei Spezies, als deren locus typicus auch heute noch die Chibinen angesehen werden. Dazu trat 1929 noch der zu Ehren von Fersman benannte Fersmanit.
Aus dem Chibinen-Massiv kennt man derzeit (Juni 2021) 531 von der International Mineralogical Association anerkannte Minerale, von denen nahezu ein Viertel, nämlich 122 Minerale, dort auch ihre Typlokalität haben. Von diesen haben ca. 100 ihre Typlokalität in den folgenden Lokalitäten: „Tagebau Koaschwa“ (russisch карьер Коашва) (29), „Raswumtschorr“ mit „Apatitowy Zirk“, „Tagebau Zentralny“ und Bergwerk Raswumtschorr (19), „Kukiswumtschorr“ mit Kirovskii-Apatitbergwerk (russisch Кировский рудник) und mehreren weiteren Einzelfundstellen (31) sowie „Juksporr“ mit mehreren weiteren Einzelfundstellen (19).
Seit September 1948 werden um die Apatitlagerstätten der Chibinen Erdbeben registriert, von denen das in der Siedlung Kukisvumtschorr bei Kirowsk am 16. April 1989 registrierte mit einer Magnitude von M = 4,2 das bisher stärkste war. Dessen Ursachen waren hohe, durch natürliche geologische Prozesse verursachte Horizontalspannungen sowie tektonisch aktive Störungen, welche die regionale Geodynamik bestimmen. Auslöser dieses sowie auch der anderen Beben ist der großflächige Bergbau.

## Klima
Der Klimaklassifikation nach Köppen und Geiger zufolge ist das Klima in den Chibinen (exemplarisch für den ungefähr in der Mitte des Massivs liegenden Berg Kukiswumtschorr) vom Typ Dfc – es herrscht also Kaltgemäßigtes Klima (boreales Nadelwaldklima) mit kalten Sommern und ohne Trockenzeiten. Der kälteste Monat weist immer mittlere Temperaturen von kleiner 0 °C auf, lediglich 1 – 3 Monate besitzen Durchschnittstemperaturen über 10 °C. Zwischen den Jahreszeiten existieren keine signifikanten Unterschiede in der Niederschlagsmenge.
Die im Folgenden erwähnten Wetterdaten beruhen auf Werten, die für die Chibinen berechnet wurden. Werte für Temperatur, Niederschlagshöhe und Anzahl der Regentage stammen von climate-data.org. Die Hauptwindrichtung ist Süd bis Südwest. Die windigsten Monate sind Oktober bis Mai, wobei für den Mai an 6,5 Tagen Windgeschwindigkeiten > 28 km/h berechnet wurden. In den Sommermonaten weht der Wind eher schwach.
|                        | Jan   | Feb   | Mär   | Apr  | Mai  | Jun  | Jul  | Aug  | Sep | Okt  | Nov  | Dez   |   |      |
| Mittl. Temperatur (°C) | −13,3 | −13,1 | −9,6  | −3,2 | 2,0  | 8,4  | 12,7 | 10,2 | 5,6 | −0,6 | −6,2 | −9,9  | ⌀ | −1,4 |
| Mittl. Tagesmax. (°C)  | −11,3 | −11,2 | −7,3  | −0,6 | 5,1  | 11,5 | 15,7 | 12,6 | 7,7 | 0,8  | −4,6 | −7,9  | ⌀ | 0,9  |
| Mittl. Tagesmin. (°C)  | −15,4 | −15,2 | −12,2 | −6,5 | −1,9 | 4,3  | 9,0  | 7,3  | 3,3 | −2,2 | −8,2 | −12,0 | ⌀ | −4,1 |
|                        |       |       |       |      |      |      |      |      |     |      |      |       |   |      |
| Niederschlag (mm)      | 48    | 46    | 46    | 41   | 54   | 75   | 91   | 76   | 70  | 70   | 62   | 59    | Σ | 738  |
|                        |       |       |       |      |      |      |      |      |     |      |      |       |   |      |
| Regentage (d)          | 9     | 9     | 8     | 7    | 10   | 10   | 11   | 10   | 9   | 10   | 10   | 11    | Σ | 114  |
|                        |       |       |       |      |      |      |      |      |     |      |      |       |   |      |
| Luftfeuchtigkeit (%)   | 86    | 86    | 85    | 79   | 76   | 70   | 74   | 80   | 85  | 92   | 91   | 87    | ⌀ | 82,6 |

| −15,4 |

| −15,2 |

| −12,2 |

| −6,5 |

| −1,9 |

| 4,3 |

| 9,0 |

| 7,3 |

| 3,3 |

| −2,2 |

| −8,2 |

| −12,0 |

| −15,4 |

| −15,2 |

| −12,2 |

| −6,5 |

| −1,9 |

| 4,3 |

| 9,0 |

| 7,3 |

| 3,3 |

| −2,2 |

| −8,2 |

| −12,0 |

Das generell subarktische Klima in den Chibinen äußert sich in einem strengen Mikroklima im zentralen Teil des Massivs und deutlich milderen Verhältnissen an den äußeren Berghängen, die durch das Mikroklima der umliegenden beeinflusst werden. Schnee in den Bergen liegt von Oktober bis Juni. Die durchschnittliche Jahrestemperatur in den Chibinen beträgt maximal 4,3 °C und minimal −1,6 °C.
Die Durchschnittstemperaturen in den Talgebieten liegen im Januar und Februar bei −13 °C, im Juli bei nicht mehr als 13 °C. Mit der Höhe sinkt die Lufttemperatur pro 100 Höhenmeter um etwa 0,5 bis 0,6 °C. Die klimatischen Bedingungen auf den Plateaus und den Gipfeln sind wesentlich härter als in den Tälern – starke Fröste im Winter führen in Kombination starken Winden und einer Luftfeuchtigkeit von fast 100 % zu schnellen Vereisungen vertikal stehender Objekte. Im Bereich der vegetationsfreien Gipfelbereiche werden Windgeschwindigkeiten von bis zu 50 m/s gemessen. Die Chibinen sind in den Wintermonaten stark lawinengefährdet. Anfang Oktober bildet sich in den Chibinen eine stabile Schneedecke, die bis Juni liegenbleibt. In der Stadt Apatity liegt Schnee durchschnittlich 250 Tage und verschwindet bis Ende Mai vollständig. Die Polarnacht auf dem Breitengrad von Apatity dauert vom 15. Dezember bis 28. Dezember, der Polartag vom 20. Mai bis 27. Juli. Von August bis Mitte April können Nordlichter beobachtet werden, wobei deren Dauer zwischen einigen Minuten und einem ganzen Tag variiert.
Der Sommer in den Chibinen ist kurz. In den Bergen werden 60–80 frostfreie Tage registriert, in den Ausläufern in die Ebenen ist über etwa 70 Tage mit einer durchschnittlichen Tagestemperatur ≥ 10 °C zu rechnen. Die Niederschlagsmengen variieren von 600 bis 700 mm in den Tälern bis zu 1600 mm auf Bergplateaus. Niederschläge fallen über das ganze Jahr relativ gleichmäßig – im Sommer etwas mehr, im Winter etwas weniger. Im Sommer kommen auf etwa 20 % von Tagen ohne Niederschlag etwa 20 % von Tagen mit einem durchschnittlichen täglichen Niederschlag von 2 mm.

## Ökologie

### Flora

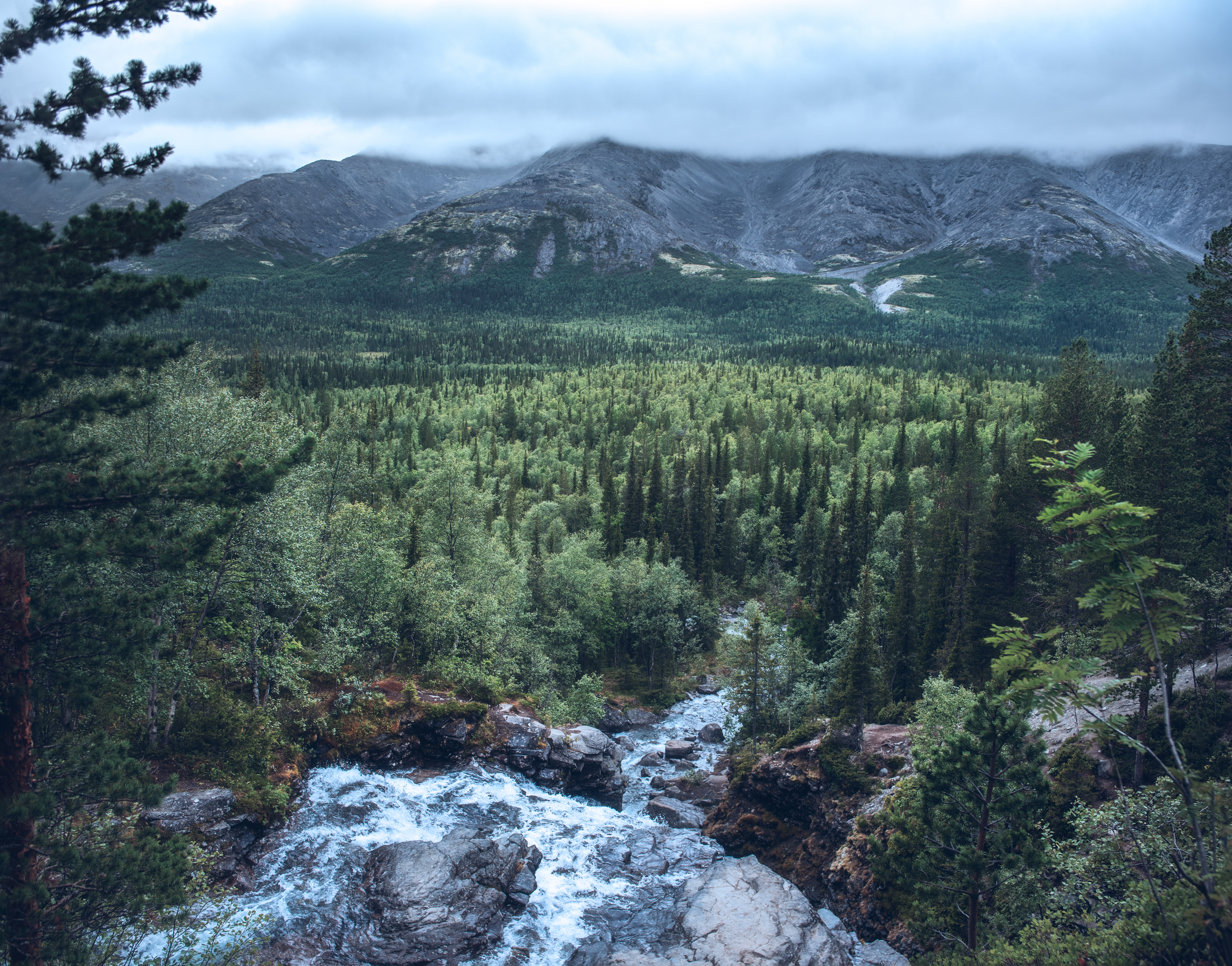
Die Sibirische Fichte reicht bis zur Baumgrenze

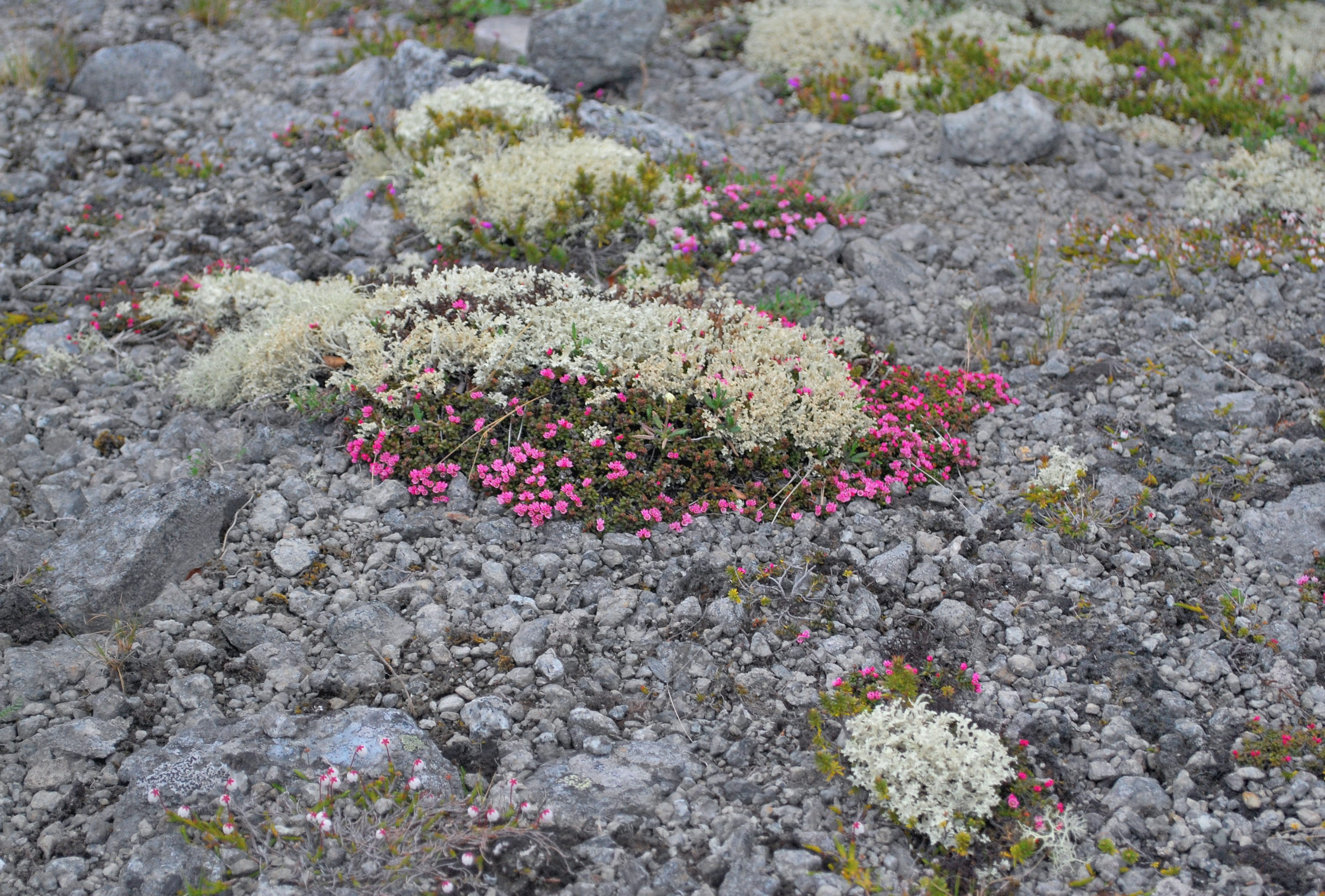
Polsterbildende Blütenpflanze und Rentierflechte

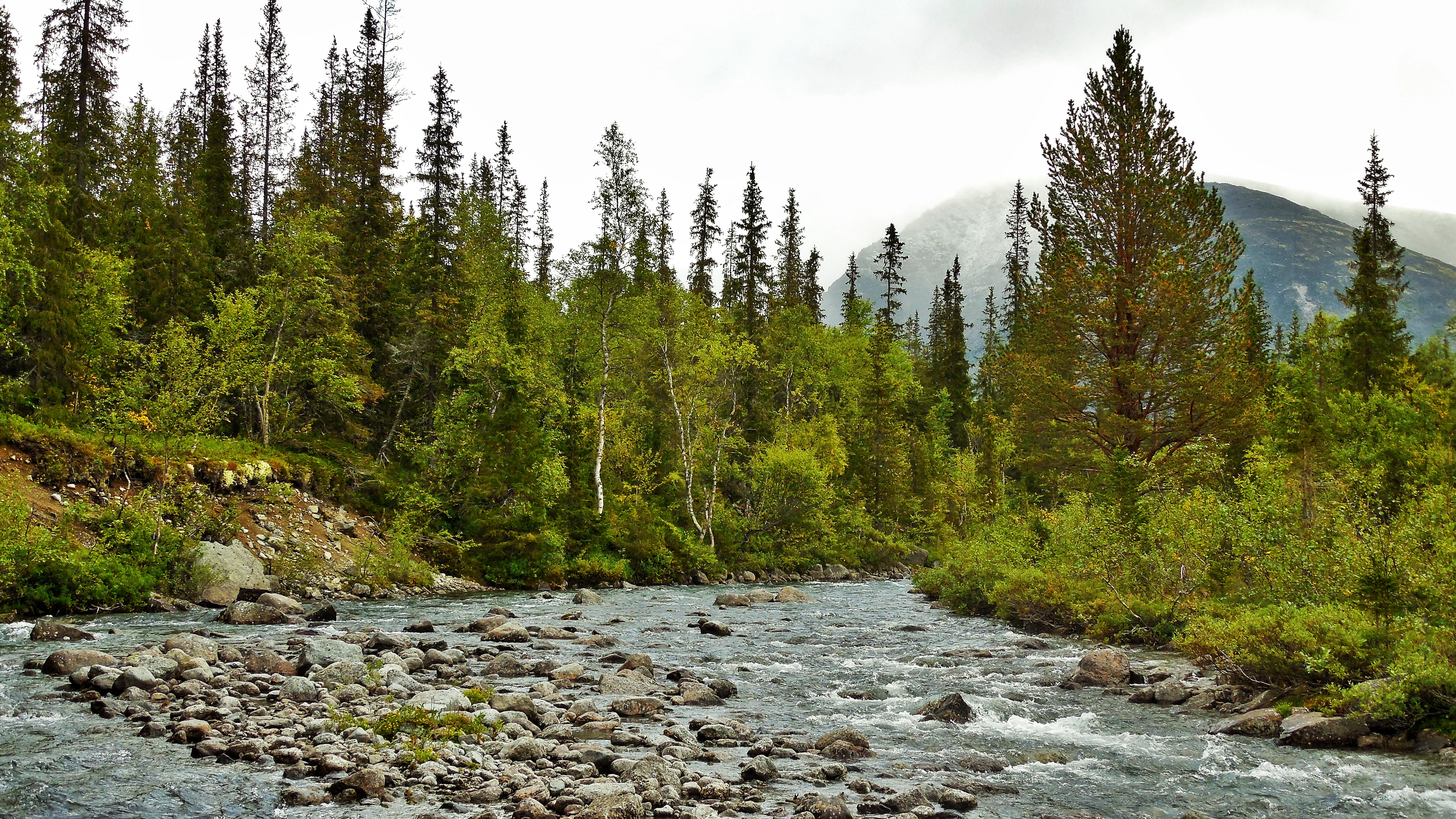
Krüppelbirken an der Malaja Belaja

Die Chibinen befinden sich in der nördlichen Taiga-Zone. Auf Grund der nördlichen Lage liegt die Baumgrenze hier schon bei 400 m. Über der Tundra folgt schließlich eine polare Steinwüste, die man als Frostschuttwüste bezeichnet. Die Berge zeichnen sich durch eine Veränderung der Vegetationsbedeckung in großer Höhe aus. Der Waldgürtel wird durch einen subalpinen Übergangsgürtel aus seltsam aussehendem Birken-Elfenwald anschließend durch einen Bergtundra-Gürtel ersetzt. Gebirgstundra überwiegt; im unteren Teil der Hänge befinden sich krumme Birkenwald-Tundra-Wälder, Fichten- und Kiefern-Birken-Wälder. Im unteren Waldgürtel beträgt das Alter der Bäume 150 bis 200 Jahre oder mehr, im oberen Gürtel mit den krummen Birken sind die Bäume jünger.
Am Fuße des Gebirges gibt es immergrüne Wälder mit Rentierflechten (Cladonia rangiferina) und Moose. Weiter oben werden die Nadelbäume (Kiefern, Fichten) durch Birken, Sträucher und hohes Gras ersetzt. Die Wälder bestehen normalerweise aus bis zu 15–20 m hohen Sibirischen Fichten und Krüppelbirke. Es gibt Erlen, Espen, Ebereschen, Weiden und Kirschen. Wacholder-Dickichte sind seltener zu sehen, aber dennoch recht häufig. Bäume und Sträucher wachsen hier sehr langsam. Unter dem Ansturm von starkem Wind und Schnee kriechen Pflanzen hauptsächlich, wenn sie gegen die Hänge gedrückt werden. Sehr häufig sind krumme Zwergbirken, strauchige Weiden und „Fichten in Röcken“, letztere mit einem sehr dicken unteren Teil der Baumkrone, der direkt vom Boden aus beginnt.
Aufgrund der schwierigen klimatischen Bedingungen sind fast alle Kräuter der Chibinen mehrjährig. Die Grasbedeckung ist sehr vielfältig. Es gibt lappländische Goldschmiede, Linnaeus-Schild, Draht-Schmiele (welliges Haargras), die Gämsheide (Loiseleuria procumbens) mit ihren leuchtend rosa gefärbten Blüten, Phyllodoce caerulea sowie endemische Arten wie die giftige Pflanze „Paris“ (von den Einheimischen „Krähenaugen“ genannt), welche der nordamerikanischen Actaea rubra ähnelt. Die meisten Pflanzen bilden kompakte, fest an den Boden gedrückte Rasenflächen, andere bevorzugen die Risse im Gestein wie das Stängellose Leimkraut (Silene acaulis), Polar-Weide (Salix polaris) sowie verschiedene Steinbrech-Arten. Auf den felsigen Hängen wachsen Spitzkiele bzw. Fahnenwicken (Oxytropis) und der auffällige Arktische Mohn (Papaver radicatum) mit seinen zitronengelben Blüten.
Es gibt eine große Fülle von Beerensträuchern: Heidelbeeren, Krähenbeeren, Moltebeere (Rubus chamaemorus) usw. Die meisten Beeren reifen Ende Juli und Anfang August. Anfang September ist die Reifezeit für Preiselbeeren. In den Wäldern wachsen Aschenbeeren und Brombeeren, während es in den Sümpfen viele Moosbeeren gibt.
Westlich von Kirowsk befindet sich mit dem „Polar-Alpinen Botanischen Garten“ einer der nördlichsten botanischen Gärten der Welt. Er erstreckt sich über insgesamt 1670 ha auf Bereiche des Unterlaufs des Wudjawr sowie über die Hänge und den Gipfel des Wudjawrtschorr und die Hänge des Tachtarwumtschorr.
In den Chibinen existieren mit der Aikuaiwentschorr-Schlucht, der Kriptogrammowoe-Schlucht und dem Juksporrlak drei im Jahre 1980 auf Vorschlag des Polar-Alpine Botanical Garden-Institute konfigurierte Naturdenkmale auf zusammen etwa 4 km² Fläche. Hier wachsen 40 seltene Pflanzen und Flechten, von denen 7 auf der Roten Liste von nationaler und 33 auf der Roten Liste von regionaler Bedeutung stehen. Zu den ersteren gehören Nardia breidleri, Encalypta brevipes, das „Geschweifte Vierzahnmoos“ (Tetrodontium repandum), Arnica angustifolia Vahl mit der Unterart Arnica angustifolia subsp. alpina (L.) I.K.Ferguson, (Syn.: Arnica fennoscandica (L.) Jurtzev & Korobkov), Beckwithia glacialis, Cotoneaster cinnabarinus sowie der „Lappländische Mohn“ (Papaver lapponicum).

### Fauna
Die Tierwelt der Chibinen ist relativ artenarm und umfasst 27 Säugetierarten, 123 Vogelarten, 2 Reptilienarten und 1 Amphibienart. Fast alle Säugetiere der Region Murmansk sind vertreten – einige von ihnen sind als gefährdet eingestuft. Unter den Raubtieren finden sich Polarfuchs, Vielfraß, Wolf und Rotfuchs. Hermelin und Marder können am Imandra-See gesehen werden. Schneehase und Eichhörnchen lassen sich in der Waldzone beobachten. Zwergmaus und der zur Gruppe der Wühlmäuse gehörende Berglemming, von den Samen „Hirschmaus“ genannt, sind in den Chibinen sehr zahlreich. In kaum bewohnten Gebieten kommt immer noch der Braunbär vor. Wilde Rentiere sind in den Chibinen-Bergen aufgrund der starken Bejagung heute sehr selten geworden.
Unter den Vögeln gibt es mehr als hundert Arten. Zu den interessantesten gehören Moorschneehuhn, Drosseln, Birkenzeisig, Kernbeißer, Finken, Meisen und der Unglückshäher. Im kalten, klaren Wasser der Flüsse und Seen der Chibinen leben verschiedene Lachsarten, Stierforelle, Bachforelle, Europäische Äsche sowie viele Arten von Barschen und Hechten. Dass die Avifauna Lapplands seit mehr als 130 Jahren fasziniert, zeigt nicht zuletzt Henry J. Pearsons Buch „Three summers among the birds of Russian Lapland“.
Hinsichtlich der Insekten sind die zahllosen Mücken und Gnitzen nicht zu übersehen, worauf schon Fersman hinwies. Schmetterlinge sind recht selten, verschiedene, oft bunte Hummeln wesentlich häufiger.

## Wirtschaft und Tourismus
Ohne Bergbau hätten die Chibinen heute ein anderes Gesicht. Die gesamte Geschichte der Untersuchungen der Chibinen seit den früher 1920er Jahren und der industriellen Entwicklung der gesamten Kola-Halbinsel war mit der Tätigkeit des 1929 gegründeten russischen Bergbau- und Verarbeitungsunternehmens „APATIT“ verbunden, das heute als „Apatit Joint-Stock Company“ („Apatit JSC“, russisch АО «Апатит»), einer Tochter der PhosAgro-Gruppe (russisch ФосАгро), bekannt ist. Von 1930 bis 1933 wurden zunächst nur die reichsten Erze im Tagebau abgebaut. Im Jahre 1933 wurde ein unterirdisches Bergwerk aufgefahren, das in sowjetischer Tradition nach Sergei Mironowitsch Kirow, einem wichtigen sowjetischen Staats- und Parteifunktionär, als „Kirow-Bergwerk“ (russisch Кировский рудник) benannt wurde.
Auch heute gehören die Bergwerke in den Chibinen zum größten Teil zu „Apatit JSC“. Das Unternehmen „Apatit JSC“ – das sich mit der Gewinnung mineralischer Rohstoffe zur Herstellung von Chemikalien und Phosphatdünger befasst – ist der weltweit größte Hersteller des hochwertigen Phosphatrohstoffs Apatitkonzentrat (mit P2O5-Gehalten bis zu 40 %). Ferner werden Nephelin-, Aegirin-, Titanit- und Titanomagnetit-Konzentrate erzeugt. Apatitkonzentrate hoher Qualität werden zur Herstellung von Düngemitteln, Futtermittelzusatzstoffen, technischen Phosphaten und Lebensmittelphosphaten verwendet. Verschiedene auf seiner Basis gewonnene phosphorhaltige Produkte werden zur Behandlung von Wasser, Metallen, zur Herstellung von Waschmitteln und Zahnpasta, in der Lebensmittelindustrie zur Verarbeitung von Fleischprodukten, Käse, Getränken sowie zur Herstellung von Batterien für Elektrofahrzeuge verwendet. Produkte werden lokal und in Finnland, Polen, Norwegen, Belgien und den Niederlanden vermarktet.
Das von „Apatit JSC“ geförderte Apatiterz wird in drei Apatit-Nephelin-Aufbereitungsanlagen (russisch апатито-нефелиновая обогатительная фабрика, АНОФ) (ANOF-1, ANOF-2 und ANOF-3) in Apatity und Kirowsk verarbeitet. Das Erz wird zerkleinert, aufgemahlen und anschließend flotiert, wobei ein Apatit- und ein Nephelinkonzentrat gewonnen wird. Die neueste Anlage ANOF-3 (seit 1988 in Betrieb) wurde bereits für eine komplexere Verwertung des Erzes entworfen und ist in der Lage, außer Apatit- und Nephelinkonzentraten auch Aegirin-, Ilmenit- und Konzentrate aus SEE-Mineralen zu erzeugen.
Im Jahre 2020 wurden in den Bergwerken von „Apatit JSC“ in den Chibinen 37,55 Millionen Tonnen Apatit-Nephelin-Erz gefördert, aus denen 10,541 Millionen Tonnen Phosphatkonzentrat und 1,159 Millionen Tonnen Nephelinkonzentrat gewonnen wurden. Geplant ist, diese Menge auf 41 Millionen Tonnen im Jahre 2027 zu steigern. Die nachgewiesenen Reserven (Kategorien A + B + C1 + C2, so genannte „Balance reserves“) betrugen am 1. Januar 2021 1.819.836 kt mit einem P2O5-Durchschnittsgehalt von 14,65 %, wobei die reichsten Erze auf die Lagerstätte Koaschwa mit Vorräten von 748,634 kt und Gehalten von 15,94 % P2O5 entfallen.
Aufgrund der Wirtschaftsreformen und der Marktliberalisierung konnten andere Bergbauunternehmen die Monopolstellung von „Apatit JSC“ angreifen. Im Jahre 2005 wurde die „Nord-West Phosphor Company“ (NWPC, russisch Северо-Западная Фосфорная компания) als Tochtergesellschaft des großen russischen Düngemittelherstellers Akron gegründet, um eine neue Phosphat-Rohstoffbasis in der Region Murmansk für die Versorgung seiner nachgelagerten Anlagen zu schaffen. Akron gewann im Oktober 2006 eine Ausschreibung der russischen Agentur für das Management von Untergrundressourcen und erwarb die Bergbaulizenz für die Erschließung von zwei neuen Lagerstätten für Apatit-Nephelin-Erz im östlichen Teil der Chibinen – „Olenej Rutschej“ und „Partomtschorr“. Im Jahre 2007 begann man mit den Auffahrungen sowie mit Arbeiten an der Aufbereitung in „Olenej Rutschej“. 2012 startete die Förderung in einer Kombination aus Tagebau und Untertagebergwerk. Heute beschäftigt NWPC etwa 2.000 Menschen, von denen mehr als 50 % in Apatity leben.
Die Chibinen sind bekannt für ihre gebietsweise noch nahezu unberührte Natur, wie zum Beispiel am Umbosero (ein See von der Fläche des Bodensees ohne ständige Siedlungen an seinen Ufern). Aus diesem Grund bieten sie hervorragende Möglichkeiten zum Sport- und Abenteuertourismus. In den Chibinen gibt es mehrere Skigebiete, wobei das alpine Skigebiet von Kirowsk mit seinen sechs FIS-zertifizierten Pisten das größte im Nordwesten Russlands ist. Das Skigebiet „Bolschoi Wudjawr“ oder Big Wood, welches zu „Apatit JSC“ gehört, fasst alle Pisten am östlich von Kirowsk gelegenen Berg Aikuaiwentschorr zusammen und ist das am weitesten ausgebaute und beliebteste unter Touristen. Das Skigebiet Kukiswumtschorr befindet sich an der Ostseite des südlichen Endes des Kukiswumtschorr-Plateausberges. Dieses Skigebiet ist auch im Sommer geöffnet.
In Kirowsk und Apatity organisieren mehr als zehn Reiseveranstalter Touren in die Khibiny-Berge mit verschiedenen Freizeitaktivitäten. Dazu zählen Skilanglauf, Bergtourismus (Trekking, Bergwandern, Bergsteigen und Klettern) sowie Gleitschirmfliegen, Mountainbikesport und Schneemobiltouren und ferner auch Touren mit mineralogischem, geologischem und ökologischem Hintergrund. Am Fuße der Chibinen befindet sich in Kirowsk ein „Schneedorf“, welches einen Eis- und Schneeskulpturenpark im Innen- und Außenbereich darstellt, wo viele historische Themen, Figuren und Märchen von russischen und ausländischen Künstlern illustriert und aus Eis skulpturiert werden.
An verschiedenen Seen existieren Unterkunftsmöglichkeiten für Camper wie zum Beispiel bei Kuelporr, das von Kirowsk über eine Straße erreichbar ist, im Sommer jedoch zumeist nur mit einem Geländewagen. Die Stadt Apatity in der Nachbarschaft von Kirowsk liegt an der Eisenbahnstrecke von Sankt Petersburg nach Murmansk (Murmanbahn) (etwa 160 km südlich der Hafenstadt), von wo aus Kirowsk mit dem öffentlichen Nahverkehr (Bus) erreichbar ist.
Am 19. Februar 2018 wurde in der Region Murmansk in Russland mit dem Chibinen-Nationalpark ein neuer Nationalpark eingerichtet. Er gehört zum „Grünen Band von Fennoskandia“, das aus Naturschutzgebieten in den Grenzregionen Finnlands, Norwegens und Russlands gebildet wird. Der Nationalpark umfasst eine Fläche von mehr als 84.000 Hektar, die sich aus Bergen, kleinen Gletschern, nördlichen borealen Wäldern und Tundra zusammensetzt. Mit Orten, an denen alte Riten der Saami praktiziert wurden, besitzt der Chibinen-Nationalpark auch einen kulturellen und historischen Wert. Die Idee eines Nationalparks in den Chibinen wurde seit den 1990er Jahren diskutiert.

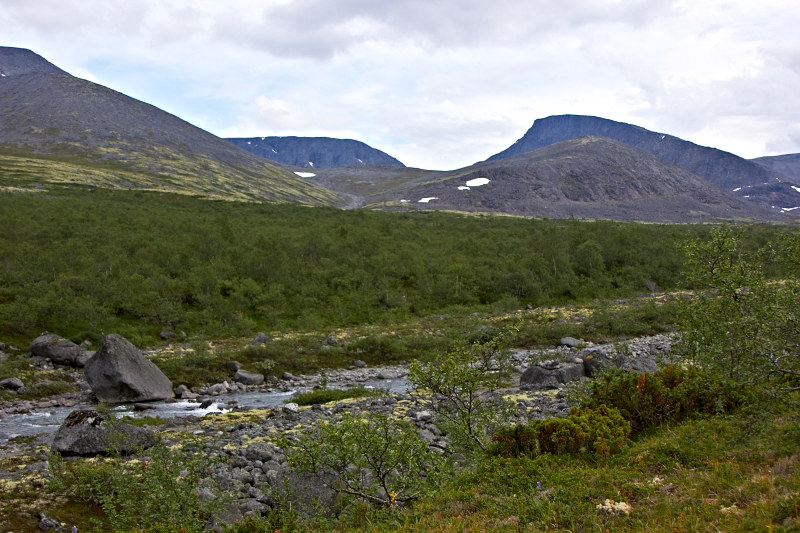
Blick über die Golzowka zum Fersman-Pass
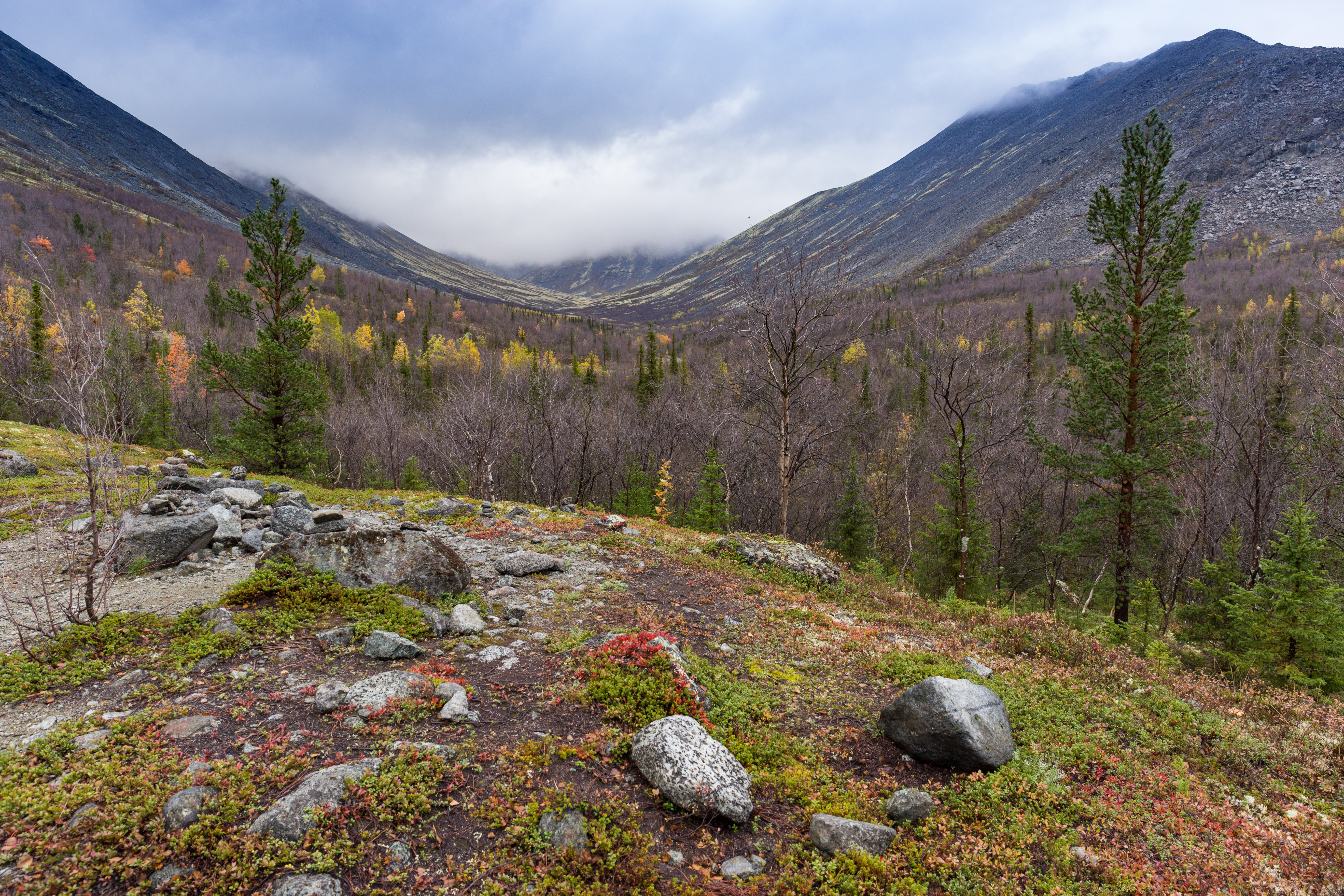
Im Bereich der Wald- und Baumgrenze
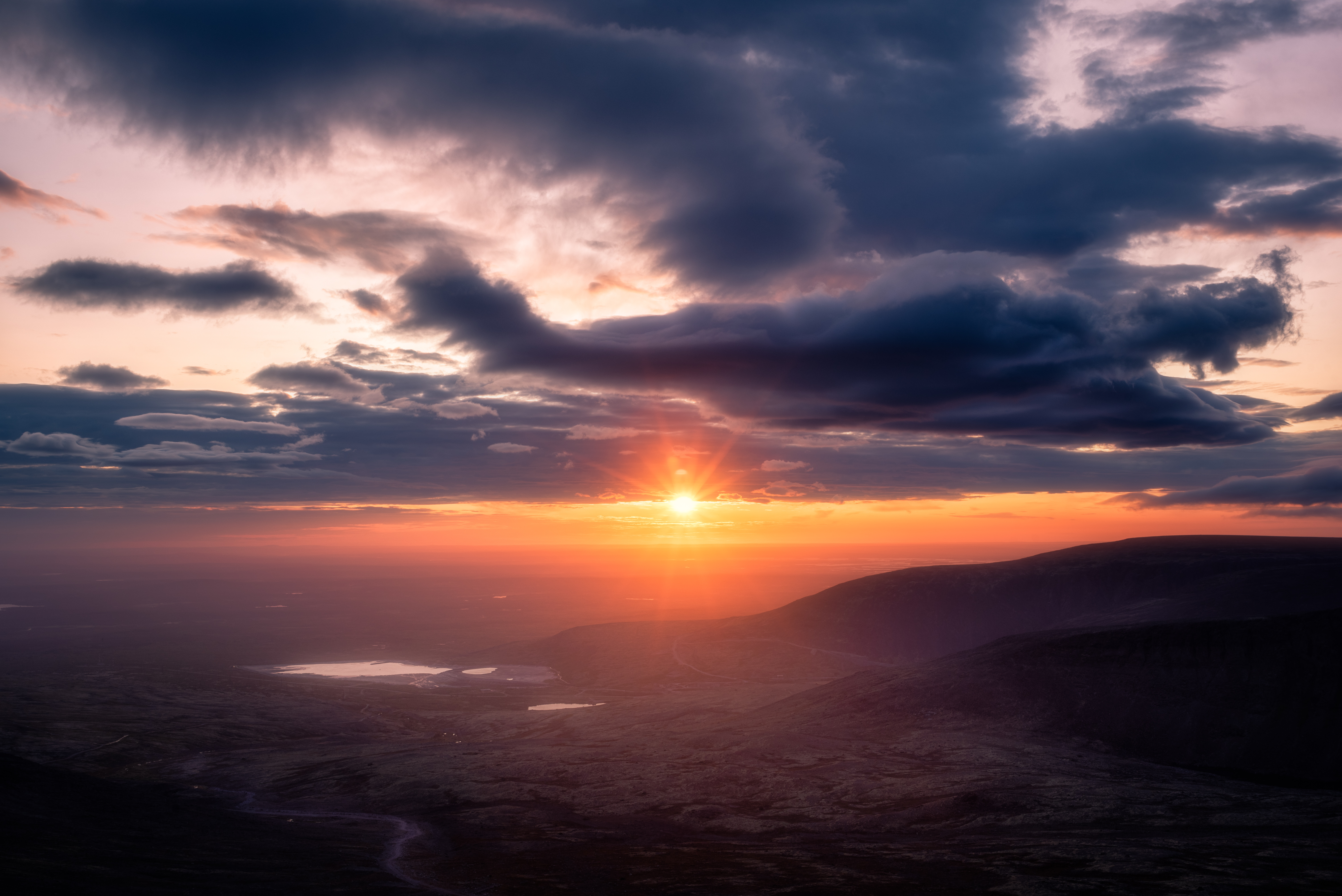
Sonnenuntergang über dem Imandra
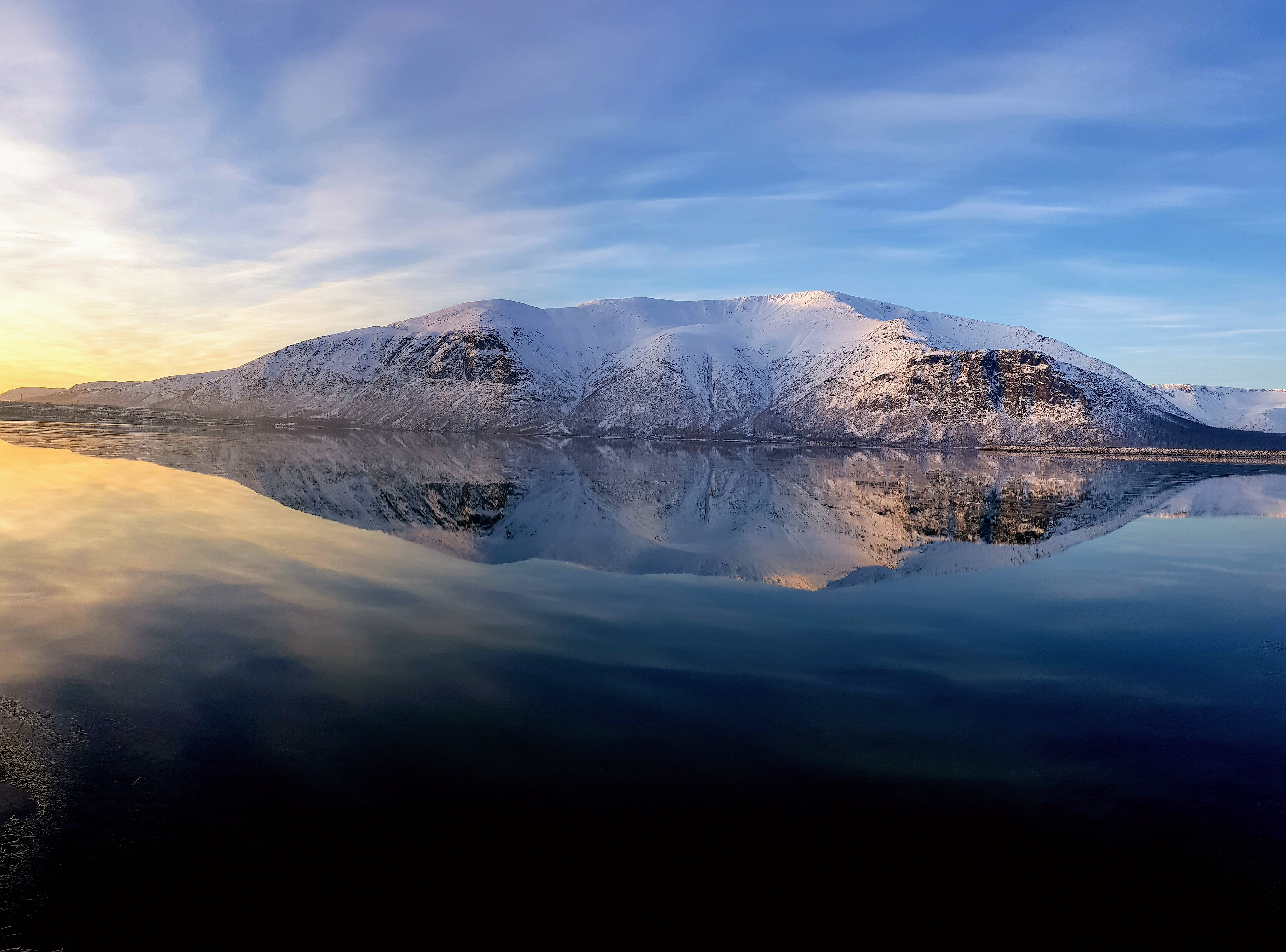
Reduzierte Landschaft
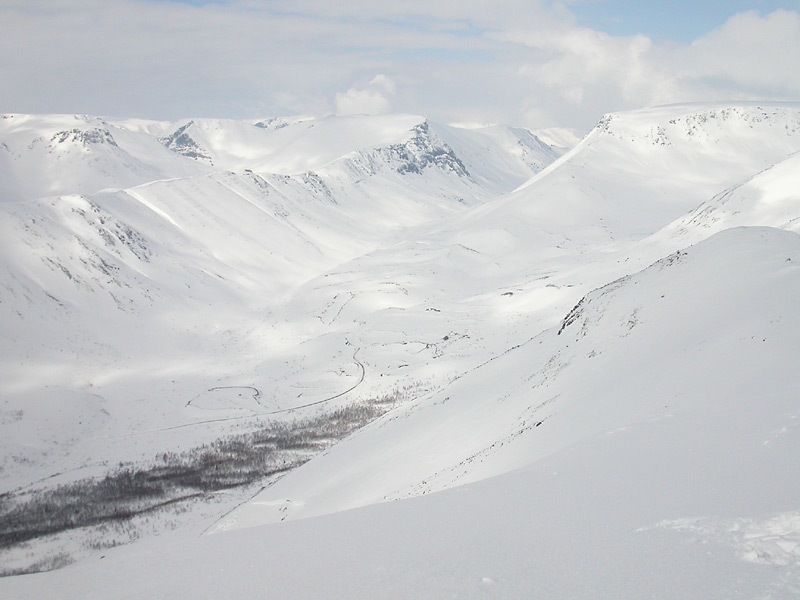
Chibinen im Winter
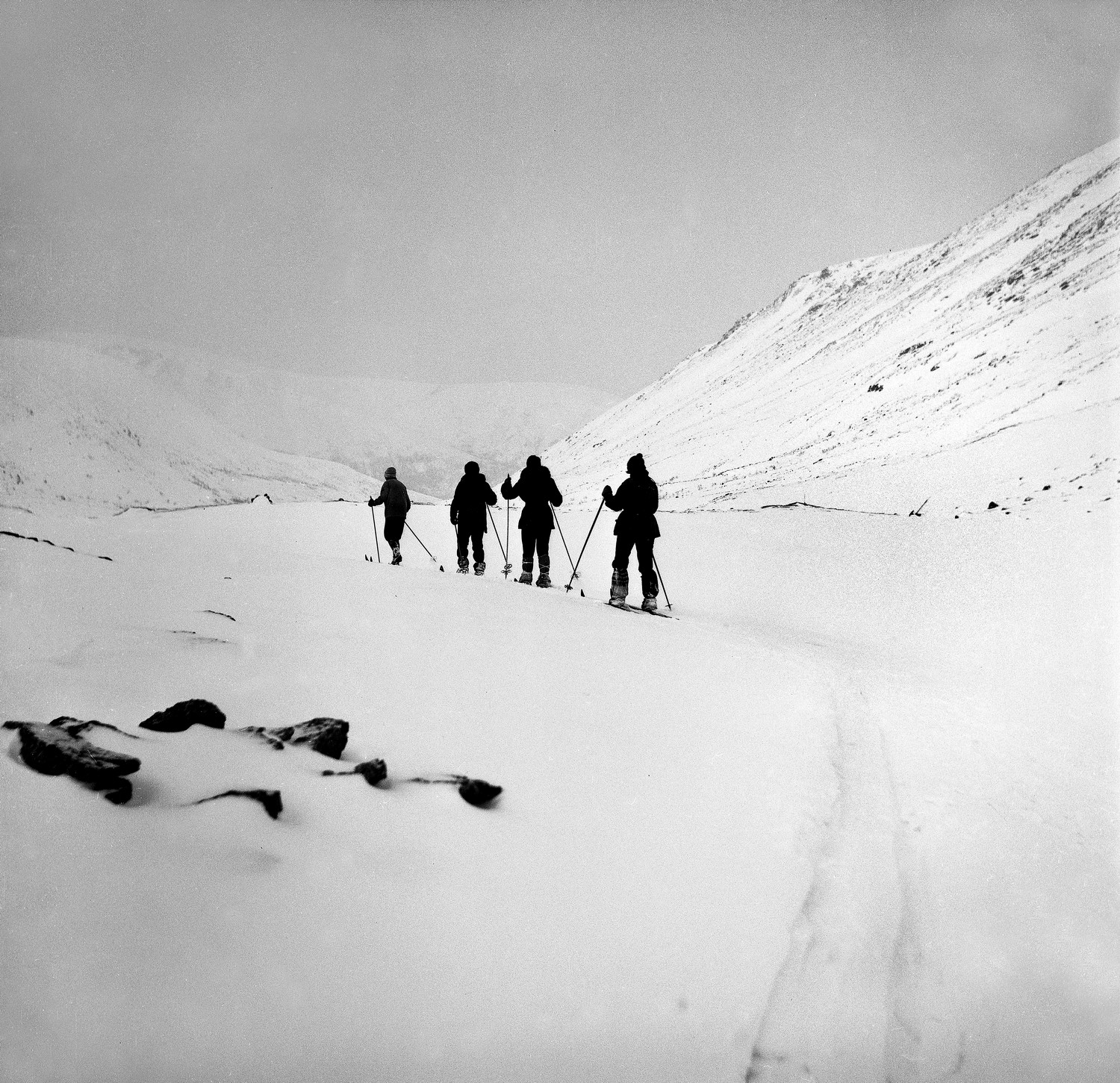
Skiwandern in den Chibinen
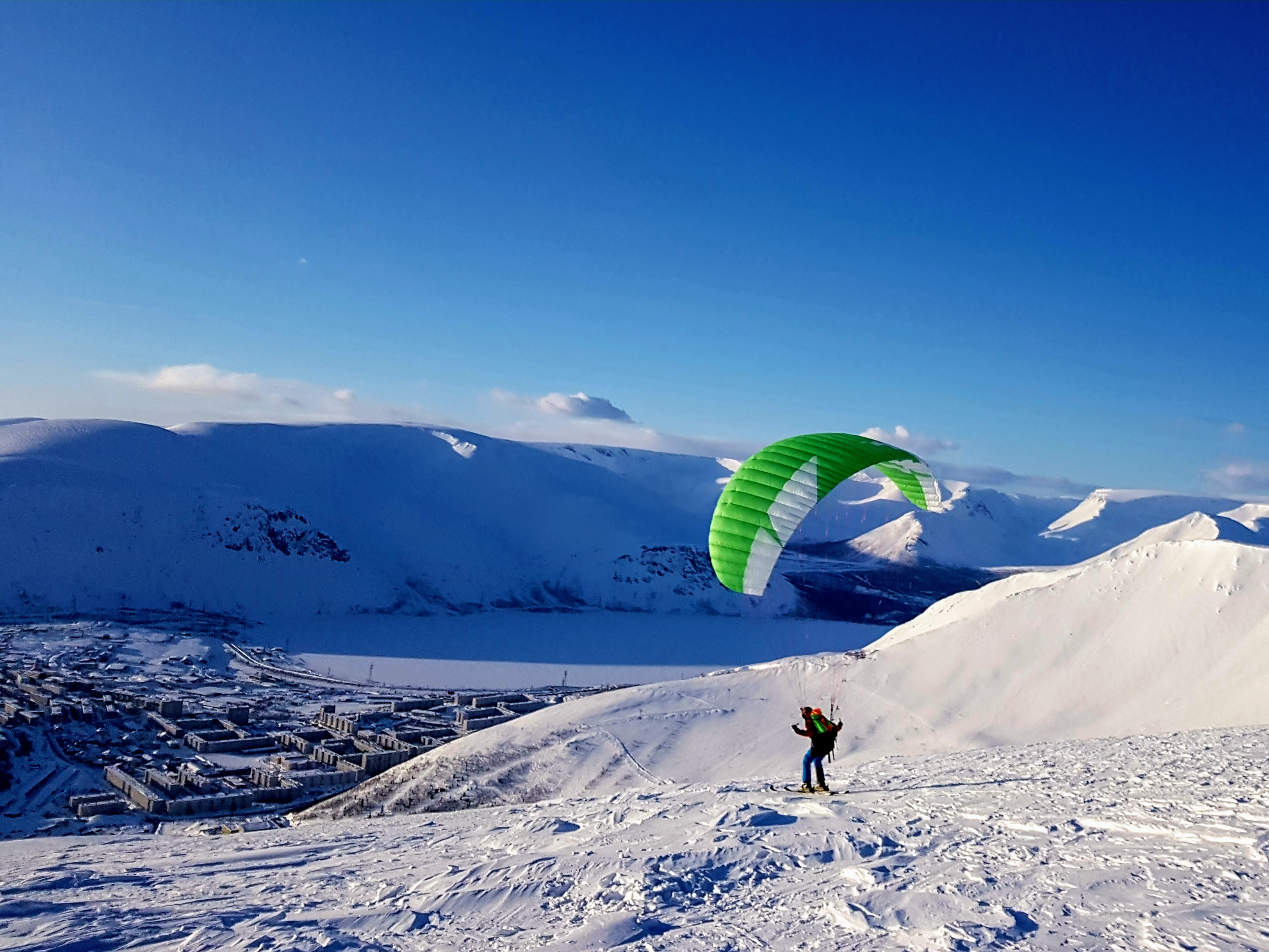
„Flug“ über die Chibinen
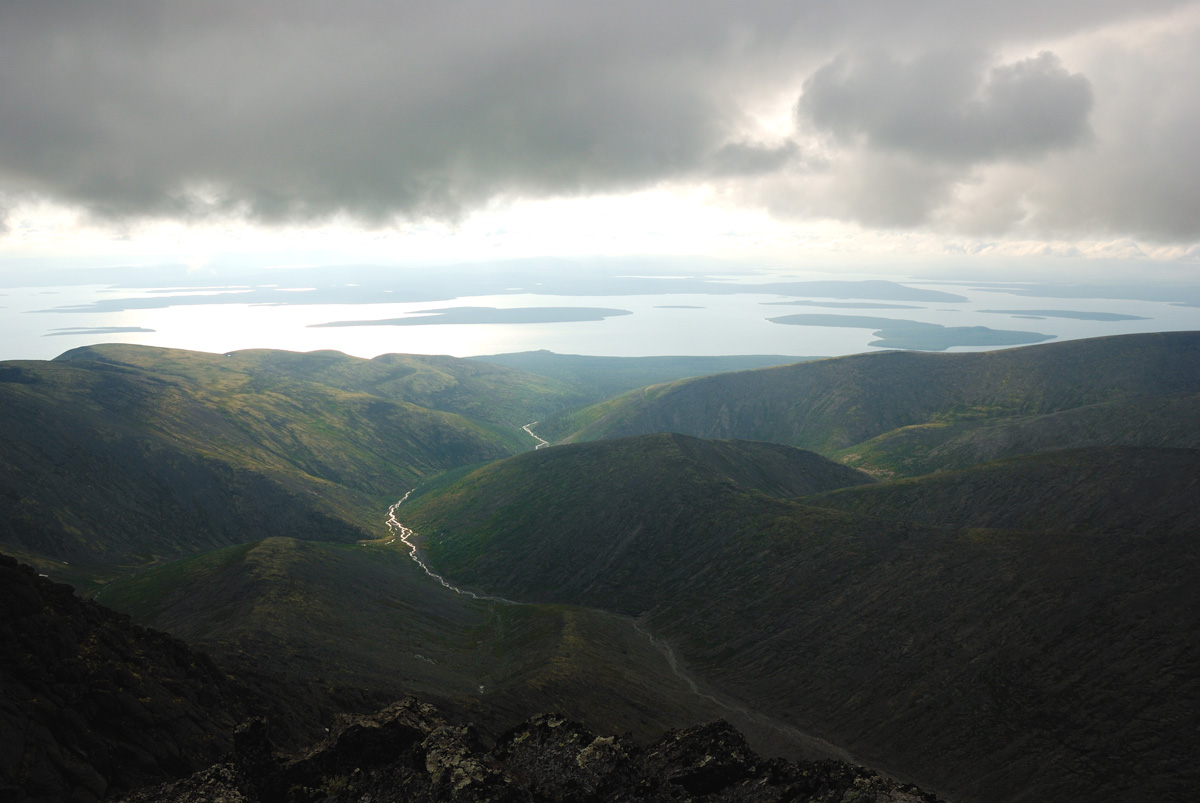
Blick auf den See Imandra
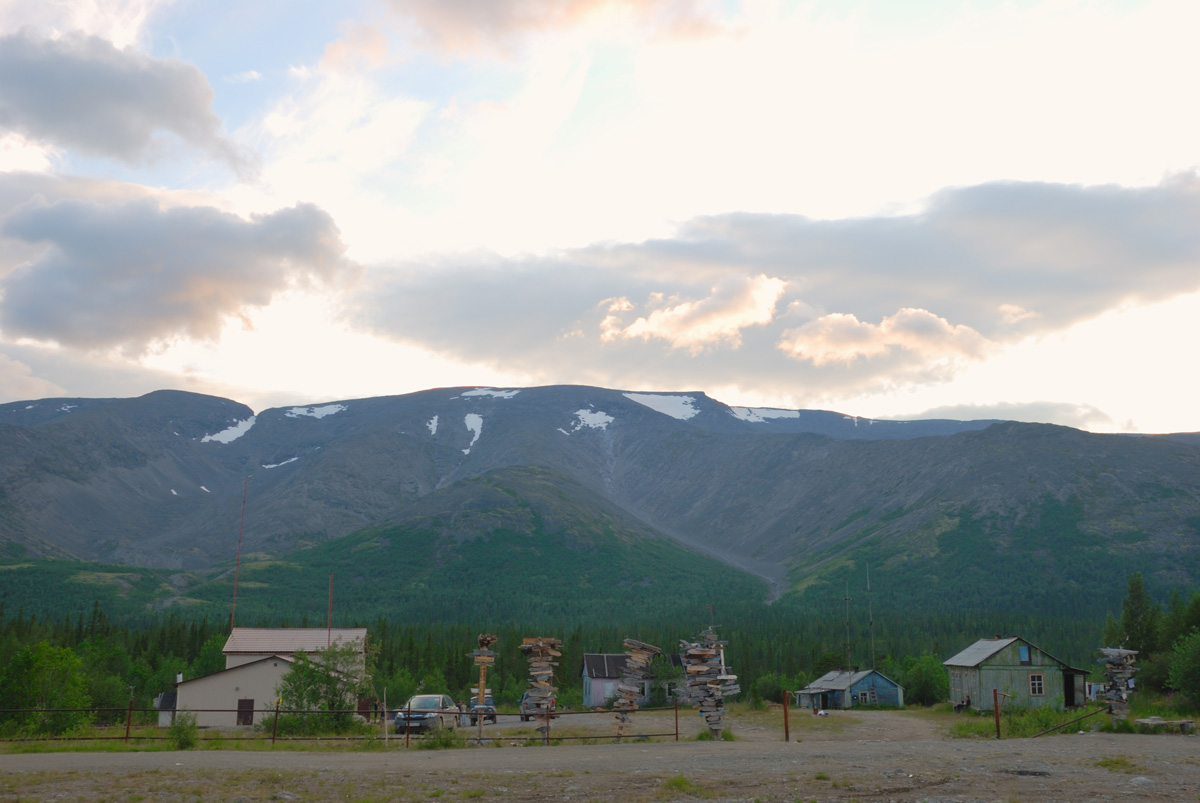
Kuelporr mit einem kleinen Hotel und einer Station der Bergwacht
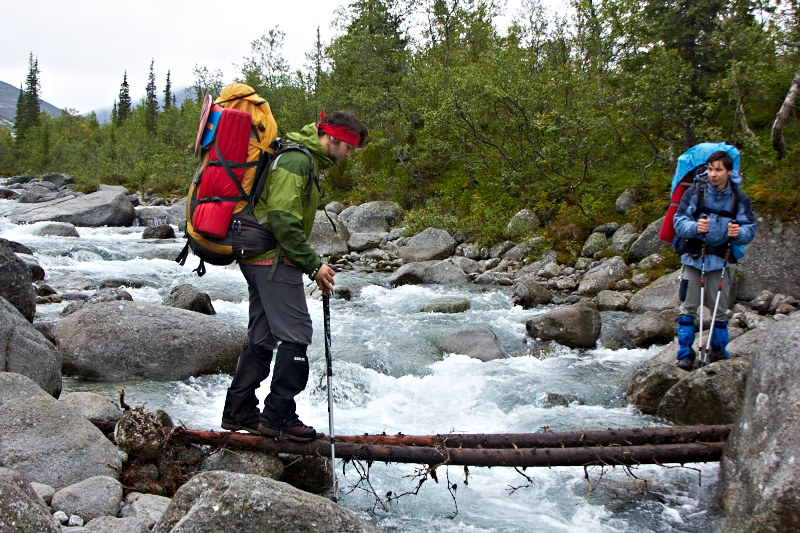
Trekking
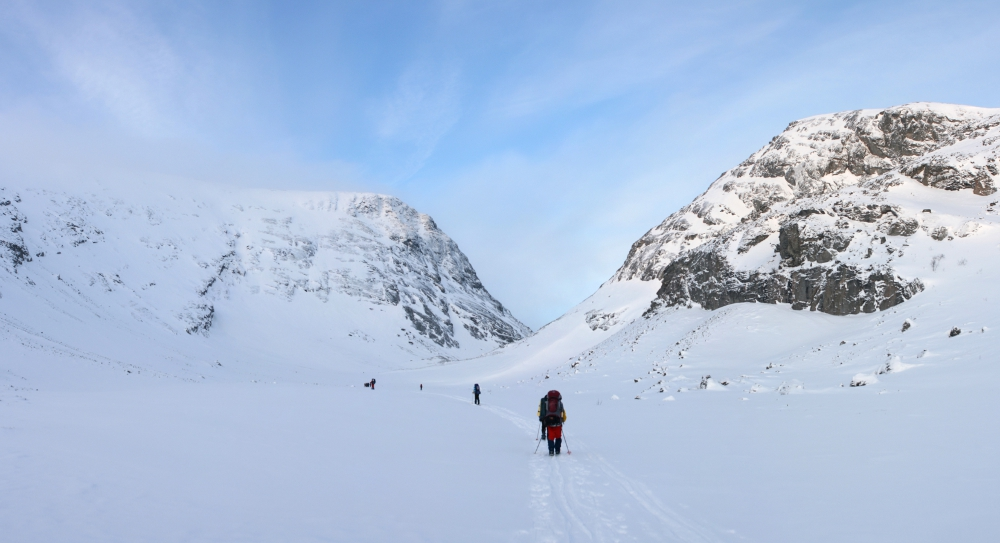
Bergwandern im Winter